# Mujeres en WWE

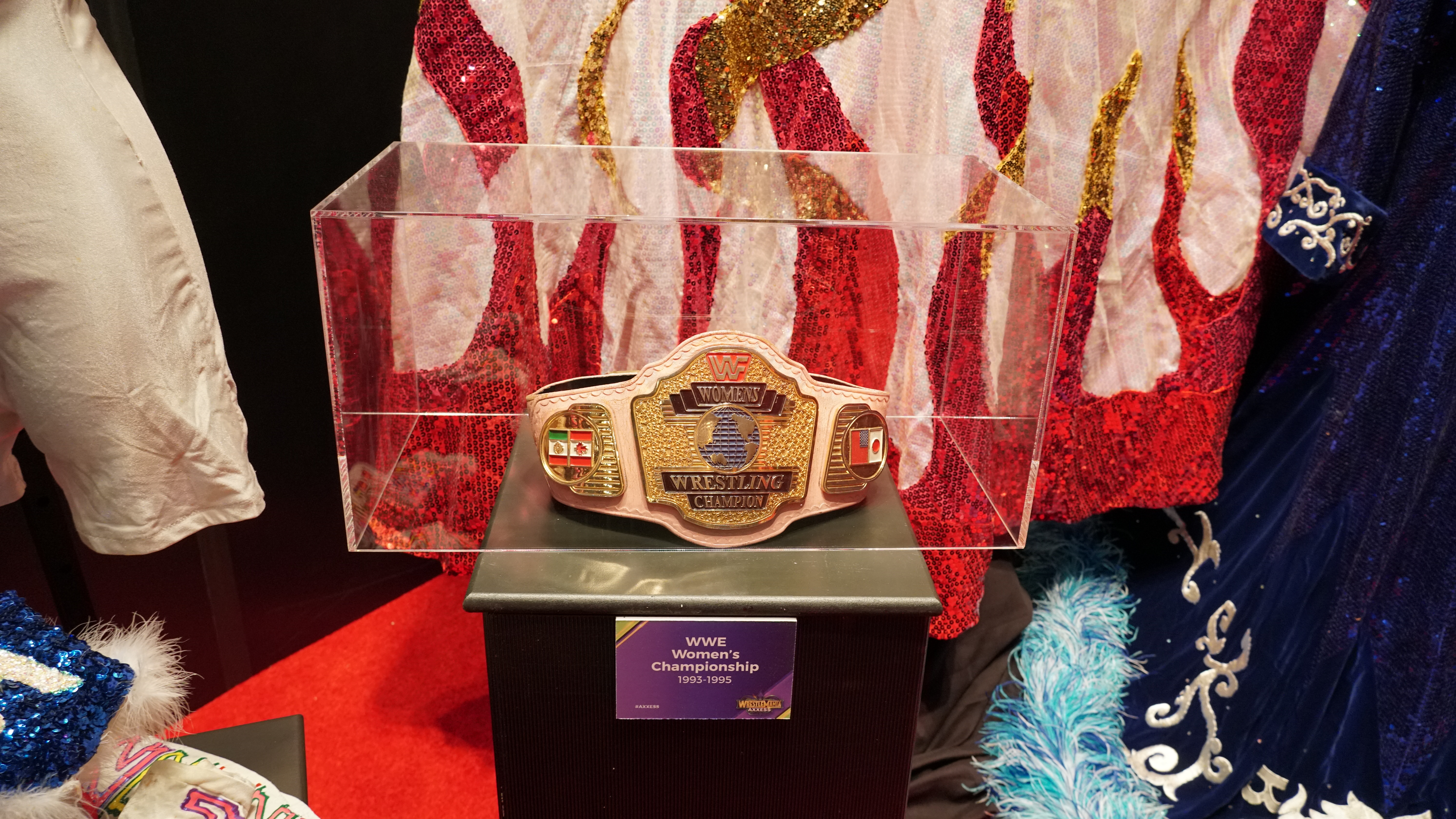
Una imagen del diseño del Campeonato Femenino de WWF, utilizado de 1993 a 1995.

A lo largo de su historia, las mujeres han desempeñado varios papeles en pantalla para la empresa estadounidense de lucha libre profesional WWE. En la década de 1990, WWE (entonces conocida como World Wrestling Federation) introdujo el término Diva para referirse a su talento femenino, incluidas luchadoras, mánagers, entrevistadoras en backstage, o anunciadoras.  
En 2016, durante la celebración de WrestleMania 32, WWE anunció la descontinuación de la marca «Diva» para su talento femenino, como parte de un movimiento para presentarlas de una manera atlética más acorde con sus homólogos masculinos, en lugar de una manera basada en su atractivo sexual. La compañía comenzó a referirse a ellas usando el título «Superestrella» que usa para su talento masculino, y estableció un nuevo Campeonato Femenino para reemplazar al Campeonato de Divas. Posteriormente, los combates entre mujeres ocuparon un lugar más destacado en su programación, incluido posiciones más frecuentes en el evento principal. WrestleMania 35 presentó un combate femenino como su evento principal, por primera vez en la historia de WrestleMania.

## Historia

### Los inicios
En 1983, The Fabulous Moolah, campeona mundial femenina de la NWA y propietaria legal del título, se unió a la WWF y les vendió los derechos sobre el título después de que la compañía saliera de la National Wrestling Alliance (NWA) y la reconoció como la primera campeona femenina de la WWF. Además, la WWF también reconoció a Moolah como campeona desde que ganó el título venciendo a Judy Grable en 1956 y no tuvo en cuenta otros reinados o pérdidas de títulos que ocurrieron durante la existencia del título en la NWA. Así, el reinado de Moolah fue considerado como haber durado 27 años por la promoción. La WWF también introdujo el campeonato femenino por equipos de la WWF con Velvet McIntyre y Princess Victoria, reconocidas como las primeras campeonas después de también haber desertado de la NWA.
Al año siguiente, la cantante Cyndi Lauper comenzó una pelea verbal con el mánager Lou Albano. Esto trajo la lucha libre profesional a la cultura dominante en una historia que se conoció como "Rock 'n' Wrestling Connection". Cuando finalmente llegó el momento de que Lauper y Albano resolvieran sus diferencias en el ring, un encuentro fue programado con Albano representando a Moolah contra el desafío de Wendi Richter, la protegida de Lauper. Moolah perdió el título en The Brawl to End It All (evento llevado a cabo el 23 de julio de 1984 en el Madison Square Garden de Nueva York y transmitido en vivo por MTV). Richter entonces perdió el título a manos de Leilani Kai, pero lo recuperó en WrestleMania I el 31 de marzo de 1985.

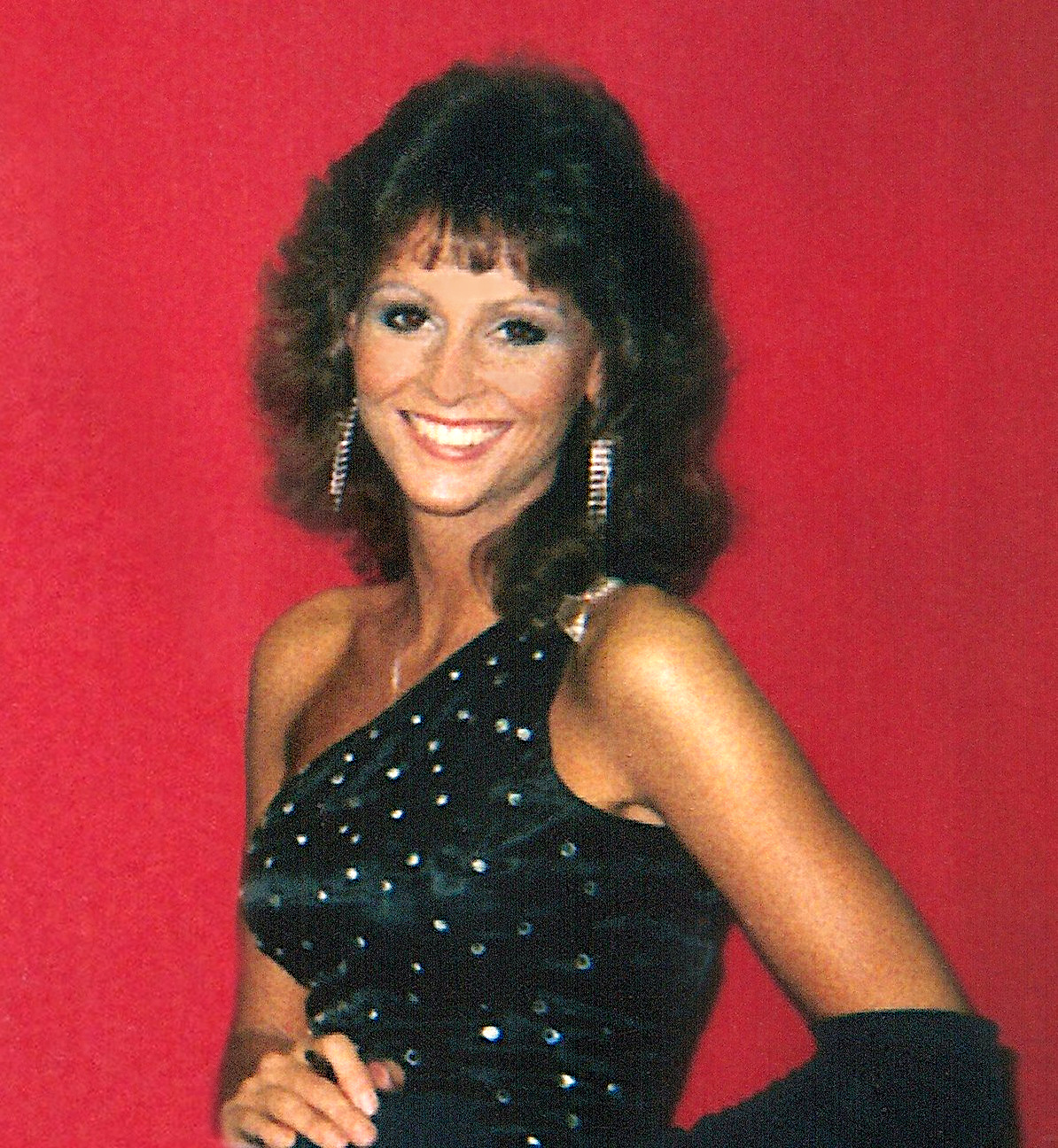
Miss Elizabeth desempeñó un papel central en la historia entre los eventos WrestleMania IV y WrestleMania V

En el verano de 1985, la WWF hizo una historia en la que todos los gerentes establecidos en la promoción compitieron para ofrecer sus servicios a Randy Savage. Savage reveló que su nuevo mánager sería Miss Elizabeth en la edición del 24 de agosto de 1985 de WWF Prime Time Wrestling. En realidad, Savage y Miss Elizabeth estaban casados, pero esto no se mencionaba en la televisión. El primer ángulo principal de Miss Elizabeth fue durante la rivalidad de Savage con George "The Animal" Steele en 1986. En el ángulo, Steele se enamoró de Elizabeth, enojando a Savage y llevando a una serie de combates entre él y Steele. También figuró prominentemente en los combates de Savage en 1986 con Hulk Hogan y Ricky "The Dragon" Steamboat y sus rivalidades de 1987-1989 con luchadores como The Honky Tonk Man, André el Gigante, Bad News Brown, Big Boss Man y Akeem. Cuando Savage (que había formado una alianza con Hogan) se volvió en contra de Hogan a principios de 1989, Elizabeth fue un factor importante, y finalmente se puso de parte de Hogan. Mientras tanto, Savage se alió con Sensational Sherri, que tuvo éxito como luchadora en 1987-1989 y se incorporó gradualmente a un papel como una mánager temperamental.
Sherri debutó inicialmente el 24 de julio de 1987 al derrotar a The Fabulous Moolah por el Campeonato Femenino de la WWF. Reinó como campeona durante 15 meses antes de perder el título a manos de Rockin' Robin. Después de perder varios combates, Sherri tomó un breve permiso de ausencia a principios de 1989 antes de ser reetiquetada como la mánager de Savage. También en 1987 Mike McGuirk fue presentada como la primera anunciadora de la promoción femenina, llegando después de que Jesse Ventura la contactara con la WWF. En el otoño de 1987, McGuirk proporcionó comentarios para varias grabaciones de veladas de lucha libre en el área de Houston, Texas, las cuales se emitieron en Prime Time Wrestling.
La primera edición de Survivor Series fue testigo del primer combate femenino de eliminación. En febrero de 1989, el campeonato femenino por equipos de la WWF fue desactivado y The Glamour Girls (Leilani Kai y Judy Martin) eran las últimas portadoras del título. Sapphire debutó en noviembre de 1989 en Saturday Night's Main Event como una 'fanática' animando a Dusty Rhodes en ringside en su combate contra Big Boss Man. Sapphire comenzó a manejar a Rhodes, que adaptó el gimmick de Rhodes al adornar trajes negros con lunares amarillos. Sapphire y Rhodes más tarde rivalizaron con Randy Savage y Sensational Sherri y lucharon en un combate por equipos en WrestleMania VI. Rockin 'Robin fue la última campeona femenina de la WWF a finales de la década de 1980.
Cuando la WWF eliminó su lista de talento femenino en 1990, Sensational Sherri permaneció con la compañía, uniéndose a Sapphire (quien luego se alejó de la compañía a mediados de 1990) y Miss Elizabeth se centró en la gestión de luchadores masculinos. Miss Elizabeth se ausentó en 1990, pero volvió en 1991 y fue una jugadora clave en el combate de retiro de Randy Savage contra The Ultimate Warrior en WrestleMania VII. Elizabeth dejó la compañía definitivamente en 1992. Poco después de su partida, Savage y Elizabeth se divorciaron en la vida real. En WrestleMania IX, Luna Vachon debutó e inicialmente se alineó con Shawn Michaels. Más tarde, se alineó con Bam Bam Bigelow para luchar contra Sherri y Tatanka. Sherri dejó la compañía en 1993.

### The Golden Era (1993-1997)

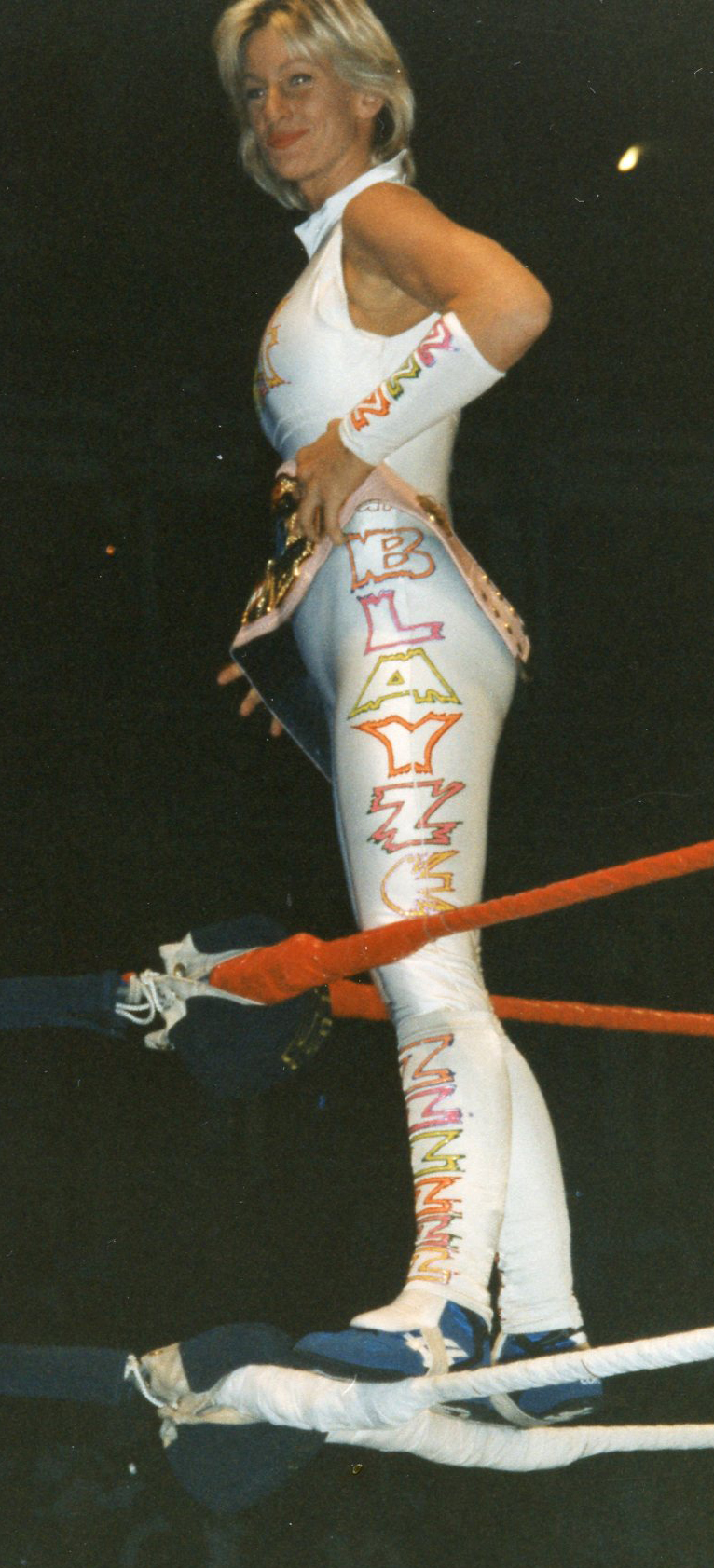
Alundra Blayze como Campeona Femenina.

En 1993, la WWF reinstaló el Campeonato Femenino, un título que había quedado vacante desde 1990, y Debrah Miceli fue contratada en la empresa para revivir la división femenina dentro de la WWF. Debutó bajo el nombre de Alundra Blayze, ya que el dueño de la WWF Vince McMahon no quería pagarle a Miceli para usar el nombre de Madusa, pues dicho nombre ya estaba registrado por ella. Luchó en un torneo de seis Divas para coronar a la nueva Campeona Femenina de la WWF, donde logró llegar a las finales y lograr ser la nueva Campeona Femenina, después de cubrir a Heidi Lee Morgan el 13 de diciembre de 1993 en un episodio de All American Wrestling.
Después del torneo, Miceli le pidió a la administración de la WWF que trajera más mujeres para que pudiera luchar contra ellas. Leilani Kai volvería brevemente de nuevo a la empresa en WrestleMania X enfrentando a Blayze por el Campeonato Femenino. A mediados de 1994, Bull Nakano se unió a la nómina de la WWF y empezó un feudo contra Miceli, quien también estaba en un feudo contra Luna Vachon. Blayze venció a Nakano en SummerSlam 1994, pero perdió el título el 20 de noviembre de 1994 en Japón en el evento Big Egg Wrestling Universe.
Cinco meses después, el 3 de abril de 1995, Blayze le quitó el título a Nakano en una edición de Monday Night Raw. Como parte de la historia, inmediatamente después de su victoria, fue atacada por Bertha Faye, quien le rompió la nariz. En realidad, la historia fue escrita así para que Miceli pudiera tomar tiempo libre de la empresa mientras se ponía implantes y tenía una cirugía de nariz. Regresó al ring en agosto de 1995, perdiendo el Campeonato Femenino en SummerSlam 1995 el 27 de agosto. Dos meses después, ganó el título por tercera vez, venciendo a Faye el 23 de octubre. Más tarde, varias luchadoras japonesas incluyendo a Aja Kong, quien volvería a iniciar su feudo con Blayze, debutarían en el segundo combate de eliminación del evento Survivor Series 1995. En diciembre, debido a problemas financieros que la WWF estaba teniendo en ese momento, Blayze fue liberada de su contrato con la WWF y fue despojada del título. Después de ser despedida de la empresa fue a pelear a la empresa rival de la compañía, World Championship Wrestling, compañía que un par de años después fue comprada por la WWF, y el Campeonato Femenino de la WWF quedó vacante hasta 1998.
Sunny (Tammy Sytch) debutó en la WWF en 1995 como mánager del equipo The Bodydonnas y de varios otros equipos y luchadores. El personaje de Sunny fue la primera continuación de luchadoras femeninas como mánagers y que había sido muy popular durante los años 1980 y antes de los 1990. Con el tiempo, el personaje de Sunny fue significativamente sexual, mientras que las mujeres mánager de antes, como Miss Elizabeth, fueron representadas como un amor platónico o simplemente como un personaje femenino romántico durante todas sus historias.
Entre 1996 y 1997, Marlena, Sable, y Chyna se unieron a Sunny como el talento femenino de la WWF al aire. Sable y Marlena también se unieron a Sunny como símbolos sexuales en la división de mujeres de la compañía mediante la revista de la WWF, donde las tres usaban ropa provocativa y aparecían semidesnudas, con Marlena quien sugestivamente fumaba cigarrillos cuando era mánager en los combates de los luchadores y Sable llegando al ring con atuendos de cuero ajustados. Chyna fue ofrecida como una anti-Diva, y más bien como una culturista, masculina cuya identidad sexual fue objeto de las primeras historias. Sunny, Sable, y Marlena se comercializaron más como símbolos sexuales a través de la revista Raw Magazine, en la cual mensualmente se ofrecía a las Divas en poses provocativas o sugerentes, ya fuera estando semidesnudas o usando ropa provocativa.

### Attitude Era (1998-2002)

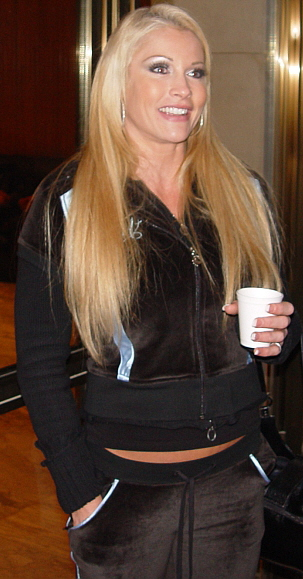
Sable fue la primera mujer con el título de "DIva", naciendo consigo el distintivo sello que caracterizó por años a la división femenina de WWF/WWE.

En 1998, Debra debutó en la compañía y poco después en la revista de Raw Magazine apareció un artículo donde decía que hizo una serie de juegos de negocio hasta revelarse en ropa interior. Al principio de su carrera dentro de la WWF, interpretó el papel de una astuta mujer de negocios, siempre usando trajes de negocio. y también siendo la novia de Jeff Jarrett. Debra, sin embargo, comenzó a utilizar una nueva estrategia durante los combates de su novio Jeff Jarrett, distrayendo a sus oponentes desabrochándose la blusa. Ella también estaría dispuesta a desabrocharse la blusa completamente para enseñarle al público sus «puppies», un apodo originalmente otorgado a su pecho por el luchador Road Dogg y posteriormente utilizado por el comentarista Jerry Lawler.
Marlena era mánager de Goldust, su entonces esposo en la vida real, mientras que Sable también era mánager de su también esposo, Marc Mero. Sable, sin embargo rápidamente eclipsó a su marido en popularidad, dando lugar a la reposición del Campeonato Femenino de la WWF así como la contratación de más luchadoras femeninas. La popularidad de Sable elevó el rol de las mujeres luchadoras dentro de la WWF, ya que la promoción empezaba a depender menos de las mujeres luchadoras además ella también fue la primera en competir en nuevos combates de mujeres en ese entonces como en: combates de género en equipo, y concursos de vestidos, también compitió en el primer concurso de bikinis de la WWF contra Jacqueline, al igual que también fue la primera mujer luchadora en aparecer para la revista de caballeros Playboy. A diferencia de Jacqueline, Ivory, Tori, y Luna, las Divas con el físico y con más experiencia en la lucha de ese entonces, Sable después admitió que en su contrato estaba escrito que le estaba permitido ser azotada contra el suelo.
Su éxito también condujo directamente a empujar la popularidad de Chyna. Sus rasgos masculinos fueron desenfatizados y su ropa se hizo más provocativa. Además de que su popularidad también fue creciendo a medida que empezó a pelear contra hombres, llevándola a lograr ganar el WWF Intercontinental Championship en dos ocasiones y también fue empujada a la fama después de haber posado para la revista de caballeros Playboy.

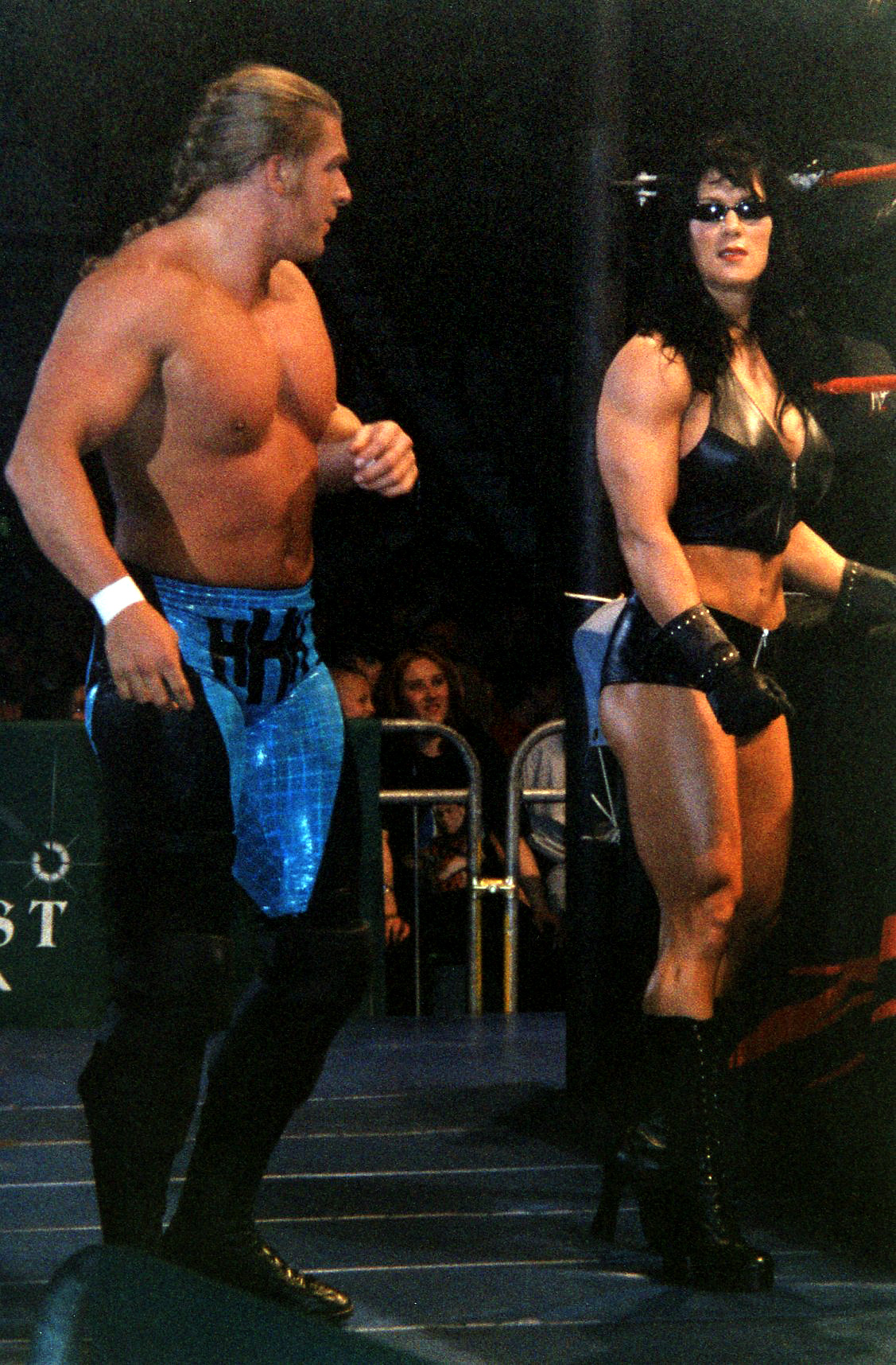
Chyna debutó en la WWF como parte de DX, luchando para la división masculina la mayoría del tiempo.

Sable se convirtió en la primera mujer de la WWF en referirse como «Diva» el 19 de abril en Raw en 1999;
el término fue teniendo fama convirtiéndose poco a poco en el nombre oficial de las intérpretes femeninas de la WWF, ya fueran mánagers o luchadoras. En febrero de 1999, también debutó otra luchadora veterana, Ivory. En agosto de 1999, Lilian García se unió a la promoción como la segunda anunciadora de luchadores. El 6 de septiembre en Raw se vio el primer combate Hardcore por el Campeonato Femenino de la WWF. El combate fue entre Ivory y Tori. The Fabulous Moolah regresó a la WWF, junto con Mae Young la semana siguiente en el 9 de septiembre de 1999 en SmackDown!, Jeff Jarrett invitó a Moolah, al ring y fue golpeada con una guitarra en la cabeza. Moolah y Young entonces empezarían a formar parte de varias historias y ángulos incluyendo roles cómicos. Moolah regresó al ring haciendo equipo con Mae Young el 27 de septiembre de 1999 en Monday Night Raw, venciendo a Ivory la entonces Campeona de Mujeres en un Handicap Evening Gown match, lo que las llevó a un combate por el título en No Mercy el 17 de octubre de 1999. En el encuentro se vio a una Moolah de setenta y seis años vencer a Ivory para ganar el Campeonato de Mujeres de la WWF, y convirtiéndose en la campeona más vieja en obtener el título, pero lo perdió ocho días después, nuevamente frente a Ivory.
En febrero de 2000, Amy Dumas debutó en la WWF bajo el nombre de Lita, quien se destacó por su arsenal de Movimientos Aéreos a diferencia de las demás Divas del roster o incluso aquellas que llegaron antes, sus movidas más destacadas fueron sus moonsaults y Hurricanranas aéreas. Su popularidad subió a un mayor nivel de competencia deportiva dentro de la división femenina de la empresa, conservando el elemento sexual de las mujeres luchadoras que caracterizó a la WWF por años. El 30 de marzo del 2000, se llevó a cabo el primer combate de Divas en ser el evento principal dentro de la historia de la WWF; el cual fue un combate por el WWF Women's Championship entre Jacqueline defendiendo su título y Stephanie McMahon-Helmsley.
El 21 de agosto en Raw también se hizo el primer combate entre mujeres en ser el evento principal de la noche. y nuevamente fue por el WWF Women's Championship entre Stephanie McMahon-Helmsley defendiendo su título y Lita.
Poco después de que la rival de Lita, Trish Stratus hiciera su debut. Stratus comenzó siendo valet para el entonces equipo T & A mientras que brevemente también hacia de mánager para Val Venis, además de ayudar trayendo la sexualidad al ring de WWF. Y también ese mismo año, Molly Holly hizo su debut dentro de la empresa. Ella fue un contraste a la mayoría de las otras divas debido a su gimmick y por sus modestos atuendos en el ring.
A finales de 2001, Stratus se vio envuelta en una storyline junto al presidente de la WWF Vince McMahon y su esposa Linda siendo demandada por Vince ya que quería el divorcio (Kayfabe), durante un episodio de SmackDown! el 7 de diciembre del, 2000. La relación entre Stratus y Vince enfurecía cada vez más a la hija del presidente', la entonces Heel, Stephanie McMahon. En No Way Out El 25 de febrero, Stratus y Stephanie tuvieron un combate en el ambas salieron muy lastimadas, con Stephanie haciéndole un pin a Stratus logrando una victoria después de una interferencia de William Regal. Más tarde se reveló que Stratus fue víctima de un montaje por Vince, Stephanie y Regal. El ángulo y montaje continuo hasta la siguiente semana en Raw donde Vince forzó a Stratus a desvestirse frente a todo el público y hacerla ladrar como un Perro. La storyline llegó a su fin hasta WrestleMania X-Seven cuando Stratus abofeteo a Vince durante su combate en contra de su hijo Shane McMahon, cambiando a Face durante el proceso. Finalmente en 2001, la WWF compró a sus empresas competidoras, la World Championship Wrestling (WCW), y por consiguiente la entrada a la empresa del ex talento femenino de la WCW, como Stacy Keibler y Torrie Wilson, por consiguiente las dos entraron a la WWF. También ese mismo año, Chyna dejó la empresa debido a problemas reales entre ella, Triple H, y Stephanie McMahon. En el otoño de 2001, Trish Stratus fue entrenada por Finlay (quien fue el agente responsable de las luchas femeninas), permitiéndole mejorar sus habilidades en el ring. Se abrió camino hasta la cima de la división de mujeres y finalmente ganó el WWE Women's Championship en Survivor Series.

### Ruthless Aggression (2002-2008)
Stratus entonces se vio envuelta en un feudo contra Jazz en varias peleas por el Campeonato Femenino, en el Royal Rumble de 2002 Stratus logró retener el título pero lo perdió frente a Jazz dos semanas después el 4 de febrero de, 2002 en Raw. En abril de 2002, Lita sufrió una lesión en el cuello convirtiéndose así en la primera Diva en tener una cirugía en el cuello. esto la mantuvo fuera de acción durante casi un año y medio. Como se estaba rehabilitando, se mantenía visible mediante la organización conjunta Sunday Night Heat en MTV.
El 5 de mayo de, 2002, la WWF cambio oficialmente su nombre al de World Wrestling Entertainment (WWE). Los siguientes años, la WWE empezó a contratar más Divas como nunca lo habían hecho antes, incluyendo a las mujeres ganadoras del reality show WWE Tough Enough, quienes aspiraban a ser luchadoras. Sable, quien esta vez se había casado con Brock Lesnar en la vida real, regresó a la World Wrestling Entertainment el 3 de abril de, 2003 en SmackDown! por primera vez desde su controversial despido de la compañía en 1999. Sable continuo como Heel y paso varios meses en un Feudo y una storyline con la nueva Diva de la Compañía y nueva Diva en aparecer en la portada de la revista para caballeros Playboy Torrie Wilson. Muchas otras Divas que a menudo competían en «Pillow Fight», «Bra and Panties match» y «Concursos de Bikini», que fueron basados en el atractivo sexual para el público masculino. Mientras tanto, Lita, Trish Stratus, Jazz, Gail Kim, Molly Holly, Jacqueline y Victoria participaron en varios tipos de lucha en los que solo habían participado hombres como Luchas Hardcore, Luchas con mesas y la primera Lucha en jaula de acero entre mujeres, en donde compitieron por el WWE Women's Championship.
Molly Holly (compitiendo bajo el nombre de Mighty Molly), Trish Stratus, y Terri también lograron ganar el Campeonato exclusivo para Hombres el Hardcore Championship.

Desde el 2002 hasta Hoy, la WWE empezó a contratar más Divas asignándolas a Territorios De Desarrollo donde entrenaban hasta su llamado al roster principal de la WWE. Estas Divas nuevas fueros reclutadas a Circuitos Independientes y a agencias de modelaje incluyendo el Diva Search. En 2003, Gail Kim se convirtió en la primera mujer coreana en ganar el Campeonato de Mujeres de la WWE. Jacqueline también tenía el Campeonato de peso crucero brevemente en 2004. La WWE entonces introduciría el Diva Search donde Christy Hemme se convirtió en la campeona inaugural del concurso. Sin embargo a mediados de 2004, Terri, Jacqueline, Sable, Carmella DeCesare, Gail Kim y Jazz fueron despedidas de la Compañía debido al recorte de personal. En diciembre de 2004, Lita y Trish Stratus estarían en el evento principal de la noche en RAW por el Campeonato de Mujeres, haciendo esto como la tercera vez que las Divas estuvieran en un evento estelar de la WWE.

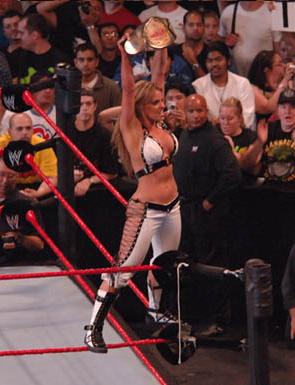
Trish Stratus tiene el mayor récord de reinados con el campeonato femenino original, contando 7.

Tanto Lita como Stratus se enfrentarían de nuevo en el evento de pago por visión New Years Revolution de 2005, en el cual Lita nuevamente sufriría otra lesión por el desgarramiento de su ligamento cruzado interior, Sin embargo se mantuvo visible durante el feudo que Christy Hemme tenía contra Trish Stratus y entonces se convertiría en mánager de Edge. Sensational Sherri entonces hizo una apricion especial el 25 de marzo de 2005 en Smackdown! durante el feudo de Shawn Michaels contra Kurt Angle en donde Sherri y Angle harían una canción parodiando la música de entrada de Michael., Molly Holly entonces sería despedida de la compañía a mediados de abril de 2005, y Ivory también fue despedida de la empresa junto a Holly en julio.
Melina hizo su debut dentro de la empresa como mánager y parte del equipo MNM el 14 de abril de, 2005, en SmackDown!. Siendo mánager de los Campeones en Parejas, el personaje de Melina era ser egoísta y como ella misma declaró y se apodó como "La Diva más Dominante de la WWE". Melina hizo oficialmente su debut en la lista principal el 30 de junio en contra de Michelle McCool en SmackDown!, más tarde Torrie Wilson y Candice fueron transferidas a Raw aliandose con  Victoria para formar The Vince's Devils cambiando a Heel y comenzando una rivalidad con la ganadora del Diva Search, Ashley Massaro, para que posteriormente Trish Stratus se uniera a Massaro para enfrentar al trío.
El 10 de octubre de 2005 en Raw, Mickie James debutó como la fan #1 de la campeona femenina, Trish Stratus. El ángulo tenía a las dos Divas compitiendo juntas en luchas por equipos junto a Massaro, con el personaje de James cada vez más obsesionado con Stratus. La historia incluyó un concurso de disfraces de Halloween, en el que James se disfrazó de Stratus ayudándola a retener el campeonato en una batalla real, lo mismo pasaría en Taboo Tuesday donde James eliminó a Victoria y a ella misma al mismo tiempo para que Trish retuviera el campeonato. Posteriormente James empezó a utilizar los movimientos característicos de Stratus como propios durante sus luchas, la obsesion de James siguió en aumento cuando besó a Stratus bajo una rama de muérdago y la acosará constantemente. Stratus derrotó a James en New Year's Revolution reteniendo con éxito el campeonato. A pesar de su derrota, Mickie siguió enamorada de Stratus llegando al grado de atacar a Ashley Massaro por celos en diversas ocasiones, Trish al sentirse incómoda prefirió distanciarse de Mickie.

El 18 de marzo en Saturday Night's Main Event, James y Stratus derrotaron a Candice y Victoria en una lucha por equipos. Después del partido, James accedió a honrar los deseos de Stratus e intentó besarla. Después de que Stratus la apartara, James atacó a Stratus y juró destruirla, convirtiéndose en un villano en el proceso por primera vez en su carrera en la WWE. La enemistad entre James y Stratus culminó en un combate del Campeonato Femenino en el WrestleMania 22, que James ganó, para ganar su primer Campeonato Femenino en lo que fue considerado como uno de los mejores combates femeninos jamás producidos en WrestleMania. Su ángulo con Stratus continuó en Backlash, sin embargo durante el combate Stratus se disloco legítimamente el hombro cuando James la arrojó fuera del ring. La disputa llegaría a su fin en el episodio del 26 de junio en Raw, cuando Mickie derrotó a Stratus en un combate del Campeonato Femenino. El 8 de mayo de 2006 en Raw, Beth Phoenix debutó atacando a Mickie James mientras esta atacaba a Trish Stratus. Después de este incidente, Phoenix fue presentada formalmente por Stratus enfrentándose a James en luchas por equipos las siguientes semanas, hasta el 5 de junio en Raw, donde Phoenix sufrió una fractura de mandíbula durante su lucha con Victoria. La mandíbula de Phoenix estaba separada por completo y las cirugías posteriores dejaron una parte de su cara permanentemente entumecida, por lo que estuvo inactiva más de un año.
El 26 de julio del 2006, Stacy Keibler dejó la WWE para empezar una carrera como actriz. El 11 de septiembre en Raw, Trish Stratus tiene su última lucha en ese show derrotando a Mickie James, James al terminar la lucha abraza a Trish y cambia a Face. El 17 de septiembre en Unforgiven, Trish Stratus derrota a Lita y se convierte en 7 veces Campeona Femenino de la WWE, siendo esa su última lucha y la de retiro de la lucha libre profesional.
El 23 de enero del 2007 en la ECW, Layla formó junto a Kelly Kelly y Brooke Adams "Extreme Exposé".  En el episodio del 5 de febrero de Raw, Melina recibió su lucha titular contra Mickie James, pero no tuvo éxito, sin embargo, la derrotó poco después en una lucha por equipos mixta, recibiendo otra oportunidad titular.  En el episodio del 19 de febrero de Raw, como parte de su primer gran empuje individual, Melina derrotó a James capturando el Campeonato Femenino de la WWE por primera vez en su carrera. La disputa entre las dos Divas continuó y Melina retuvo más tarde el título en una revancha en el primer combate entre mujeres estilo "Falls Count Anywhere Match". Ese mismo mes, Melina fue colocada en un ángulo con la Diva de SmackDown!, Ashley Massaro, este estaba enfocado en la envidia de Melina por la atención que Massaro recibía despues de posar para Playboy. El ángulo hizo que la campeona afirmara en sus blogs que ninguna Diva que posó para la portada de Playboy era capaz de derrotarla, dando lugar a luchas contra Torrie Wilson y Candice Michelle, ambas siendo derrotadas por Melina. La rivalidad  llegó a su fin en WrestleMania 23, donde Melina retuvo con éxito el campeonato ante Ashley. Después de WrestleMania, Melina organizó una sesión de fotos con el cinturón del Campeonato Femenino en el ring, pero fue interrumpida por Mickie James, resultando en otro feudo entre las dos Divas. El 24 de abril en un evento en vivo en Francia, Melina perdió el Campeonato Femenino accidentalmente en un combate de triple amenaza contra James y Victoria, pero por orden de Jonathan Coachman tuvo derecho a exigir su revancha esa misma noche, logrando recuperar el título, así mismo retuvo con éxito ante James en Backlash. En la primera mitad del año se anunció la liberación de contrato de Rebecca DiPietro, Carlene Moore (Jazz) y Shelly Martinez (Ariel), Martinez aseguró que su liberación tenía relación directa con una acalorada discusión que mantuvo con Batista en bastidores después de que esta acusara a Umaga de haberla querido abusar sexualmente.
El 7 de mayo de 2007, Melina comenzó una rivalidad contra chica Playboy, Candice Michelle, después de que fuera derrotada en una lucha por equipos junto con Victoria. Melina siguió perdiendo contra Candice en varios tipos de luchas las siguientes semanas. En Vengeance, Melina perdió el Campeonato Femenino ante Candice, y de igual forma no tuvo éxito en su revancha en The Great American Bash. El 9 de julio en Raw, Beth Phoenix volvió como heel, reemplazando a Melina en una lucha por equipo como compañera de Jillian Hall, y las dos perdieron contra Candice Michelle y Mickie James. En SummerSlam, Phoenix ganó la batalla interpromocional de Divas para convertirse en la contendiente número uno del Campeonato Femenino, así Phoenix fue impulsada como una Diva dominante, apodándose a sí misma como "The Glamazon" atacando a James, Hall y Michelle en el episodio del 10 de septiembre de Raw. Sin embargo, en Unforgiven, no logró arrebatarle el campeonato a Candice. Su rivalidad continuó por unas semanas hasta No Mercy, donde Phoenix derrotó a capturo su primer Campeonato Femenino al derrotar a Michelle. Retuvo el título con éxito en el episodio del 22 de octubre de Raw en el primer combate de dos de tres caídas entre mujeres en la WWE, en el que Candice se lesionó después de que Phoenix sacudiera accidentalmente la cuerda donde estaba apoyada, provocando que esta cayera abruptamente y como consecuencia se fracturo legítimamente la clavícula. A finales del mes se anunció la liberación de contrato de Kristal Marshall y Brooke Adams, tras la salida de Adams, Extreme Expose se disolvió. En diciembre, Trish Stratus, Lita, Molly Holly y Sunny regresaron a la WWE en el 15 aniversario de Raw como invitadas especiales.
El 30 de marzo del 2008 en WrestleMania XXIV, Melina y Beth Phoenix derrotaron a María y Ashley en una lucha por equipos, Candice Michelle sería la compañera de María pero fue reemplazada después de lesionarse. Debido a que el feudo con Phoenix y Candice fuera nuevamente suspendido, Beth retuvo con éxito el Campeonato Femenino en múltiples ocasiones ante Melina y Mickie James, pero no fue hasta el 14 de abril en Raw, donde lo perdió a manos de esta última. Su rivalidad con Mickie culminó el 5 de mayo después de perder su revancha por culpa de Melina, quien la golpeó accidentalmente. Sin embargo, el incidente se repitió el 12 mayo en Raw en una lucha por equipos pero en esta ocasión Phoenix y Melina terminaron peleando tras bastidores acabando con su alianza y empezando un feudo. El 1 de junio en One Night Stand, se celebró la primera lucha tipo "I Quit" entre mujeres, el combate fue ganado por Beth Phoenix después de que sometiera a Melina, continuando con su ángulo las siguientes semanas.

### La Era PG y el Campeonato de Divas (2008-2010)
El 6 de junio de 2008 en SmackDown, la gerente general de la marca, Vickie Guerrero, anunció la introducción de un campeonato femenino exclusivo para la marca azul y la ECW, este sería llamado el Campeonato de Divas de la WWE, las Divas seleccionadas para la lucha que determinaría a la campeona inaugural fueron Natalya y Michelle McCool. El 23 de junio en el Draft, Melina se lesionó el tobillo después de caer mal desde la tercera cuerda al ringside, dejándola inactiva algunos meses. El 21 de julio en The Great American Bash, Michelle McCool venció a Natalya convirtiéndose en la campeona inaugural del Campeonato de Divas. En la segunda mitad del año se confirmó la liberación de contrato de Ashley Massaro, Kara Drew (Cherry), Lena Yada y Torrie Wilson, esta última después de solicitarlo a raíz de las numerosas lesiones que acumuló en la espalda. El 17 de agosto en SummerSlam, Beth Phoenix y Santino Marella derrotan a Mickie James y Kofi Kingston, capturando el Campeonato Intercontinental y el Femenino. El 29 de agosto en SmackDown, Brie Bella hace su debut en el roster principal seguida de su hermana Nikki Bella el 7 de noviembre, ambas derrotando a Victoria. El 23 de noviembre en Survivor Series, el Team Raw (Candice, Kelly Kelly, Mickie James, Jillian y Beth Phoenix) derrotó al Team SmackDown (Michelle McCool, Natalya, Victoria, Maria y Maryse), siendo Phoenix la única sobreviviente.
El 24 de noviembre en Raw, Melina regresa después de su lesión formando equipo con Mickie James y Candice Michelle derrotando a Katie Lea, Jillian y Beth Phoenix, con esta última empezó un feudo titular lo que resto del año e inicios del próximo, enfrentándose a ella en diversas ocasiones. El 26 de diciembre en SmackDown, Maryse derrota a Michelle McCool ganando el Campeonato de Divas, siendo la única mujer en capturarlo en la marca azul, después del encuentro McCool cambió a heel atacando a la referí especial, María Kanellis. El 13 de enero en SmackDown, Lisa Marie Varon (Victoria) pierde su última lucha en la WWE y anuncia su retiro después de casi 9 años en la empresa. El 25 de enero en Royal Rumble, Melina gana el Campeonato femenino al derrotar a Beth Phoenix. El 5 de abril en WrestleMania XXV, algunas exdivas tales como: Joy Giovanni, Trinity, Sunny, Torrie Wilson, Victoria, Miss Jackie y Molly Holly regresaron solo por una noche para competir en la batalla real de 25 Divas, sin embargo, ninguna Diva logró coronarse como la Miss WrestleMania pues la lucha fue ganada por Santino Marella travestido.
 

El 13 de abril en el Draft, Melina fue transferida a SmackDown con el Campeonato femenino y Maryse fue transferida a Raw con el Campeonato de Divas. El 19 de junio, Candice Michelle es liberada de su contrato con la WWE mientras estaba en recuperación, viéndose forzada a retirarse. El 28 de junio en The Bash, Michelle McCool derrotó a Melina capturando por primera vez el Campeonato femenino y convirtiéndose a su vez en la primera mujer en conseguir los campeonatos de ambas marcas. El 26 de julio en Night of Champions, Mickie James gana el Campeonato de Divas derrotando a Maryse, poco después se supo que esta última se había lesionado la rodilla durante el encuentro, quedando inactiva. El 21 de septiembre en Raw, Lilian García anuncia su salida de la WWE por motivos personales dando un pequeño discurso. El 12 de octubre como parte del Divas Trade, Melina y Eve Torres son transferidas a Raw, mientras que Mickie James y Beth Phoenix fueron transferidas a SmackDown. Esa misma noche, Jillian Hall derrota a Mickie James convirtiéndose en Campeona de Divas, sin embargo, esto solo duró un par de minutos antes de que Nancy O'Dell le brindara una oportunidad titular a Melina, Hall salió derrotada convirtiéndose en la campeona con el reinado más corto en la historia del campeonato. El 22 de noviembre en Survivor Series, el Team Mickie (Mickie James, Melina, Kelly Kelly, Eve Torres y Gail Kim) derrotó al Team McCool (Michelle McCool, Layla, Jillian, Beth Phoenix y Alicia Fox), siendo Melina y James las únicas sobrevivientes. El 29 de diciembre en un evento en vivo, Melina se lesiona dejando vacante el Campeonato de Divas y dando inicio a un torneo que determinaría a la nueva campeona. 

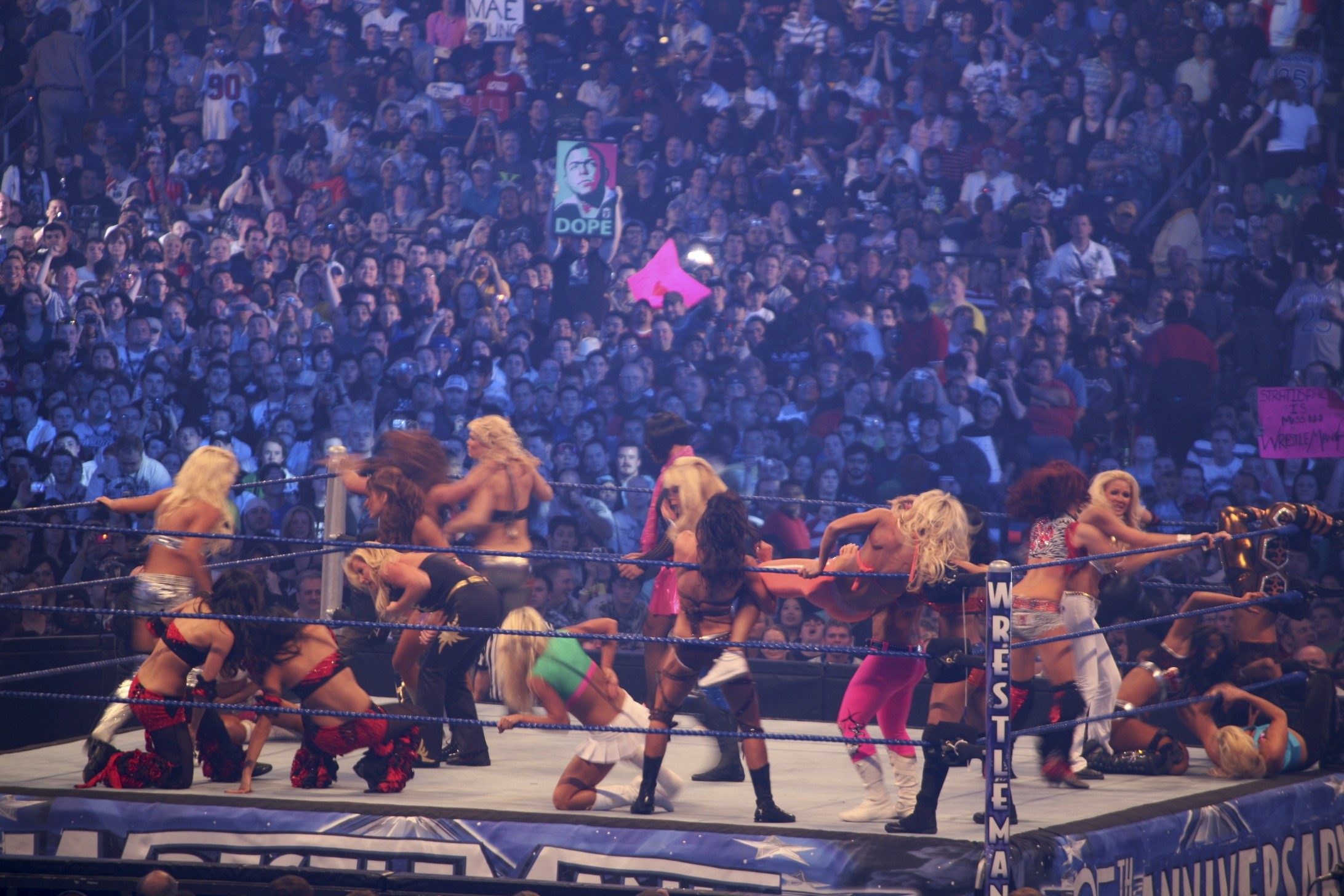
Las Divas (con Santino Marella travestido) peleando en la batalla real de WrestleMania XXV.

El 22 de enero de 2010, Serena Deeb debuta como heel en el roster principal en la marca SmackDown, uniéndose a la Straight Edge Society junto a CM Punk, Joey Mercury y Luke Gallows. El 31 de enero de 2010 en Royal Rumble, Mickie James gana por quinta vez el Campeonato femenino ante Michelle McCool, y Beth Phoenix se convierte en la segunda mujer en participar en un Royal Rumble logrando eliminar a The Great Khali. El 16 de febrero, la ECW es cancelado por lo que sus talentos serían transferidos a otras marcas, incluida Tiffany, quien fue la mánager general de la marca. El 23 de febrero en el final del torneo por el Campeonato de Divas, Maryse logra derrotar a Gail Kim, convirtiéndose en campeona por segunda vez. El 28 de marzo en Wrestlemania XXVI, Vickie Guerrero, LayCool, Maryse y Alicia Fox derrotan a Mickie James, Beth Phoenix, Kelly Kelly, Gail Kim y Eve Torres. El 12 de abril en Raw, Eve gana el Campeonato de Divas al derrotar a Maryse, convirtiéndose así en la primera mujer en haber ganado el WWE Diva Search y un campeonato. El 25 de abril en Extreme Rules, Beth Phoenix derrota a Michelle McCool capturando por tercera vez el Campeonato femenino en la primera lucha tipo "Extreme Makeover". Sin embargo, el 14 de mayo en SmackDown, Layla junto a McCool en una lucha en desventaja derroto a Phoenix, capturando el campeonato por primera vez y convirtiéndose en la única mujer británica con dicho logro. En realidad, Phoenix tuvo que dejar vacante el campeonato por una lesión en la rodilla que sufrió semanas antes. El 24 de mayo en Raw, Tamina Snuka debuta junto con The Usos atacando a The Hart Dynasty (Natalya, Tyson Kidd y David Hart Smith) comenzando así una rivalidad. El 20 de junio en Fatal 4-Way, Alicia Fox derrota a Maryse, Eve y Gail Kim capturando por primera y única vez el Campeonato de Divas, convirtiéndose de igual forma en la única mujer afrodescendiente en ostentarlo. A lo largo de estos meses, Maria Kanellis, Katie Lea, Savannah, Serena Deeb y Mickie James fueron liberadas de sus contratos con la WWE, con James hubo tal controversia que llegó al punto de ser eliminada de la página oficial de la empresa.

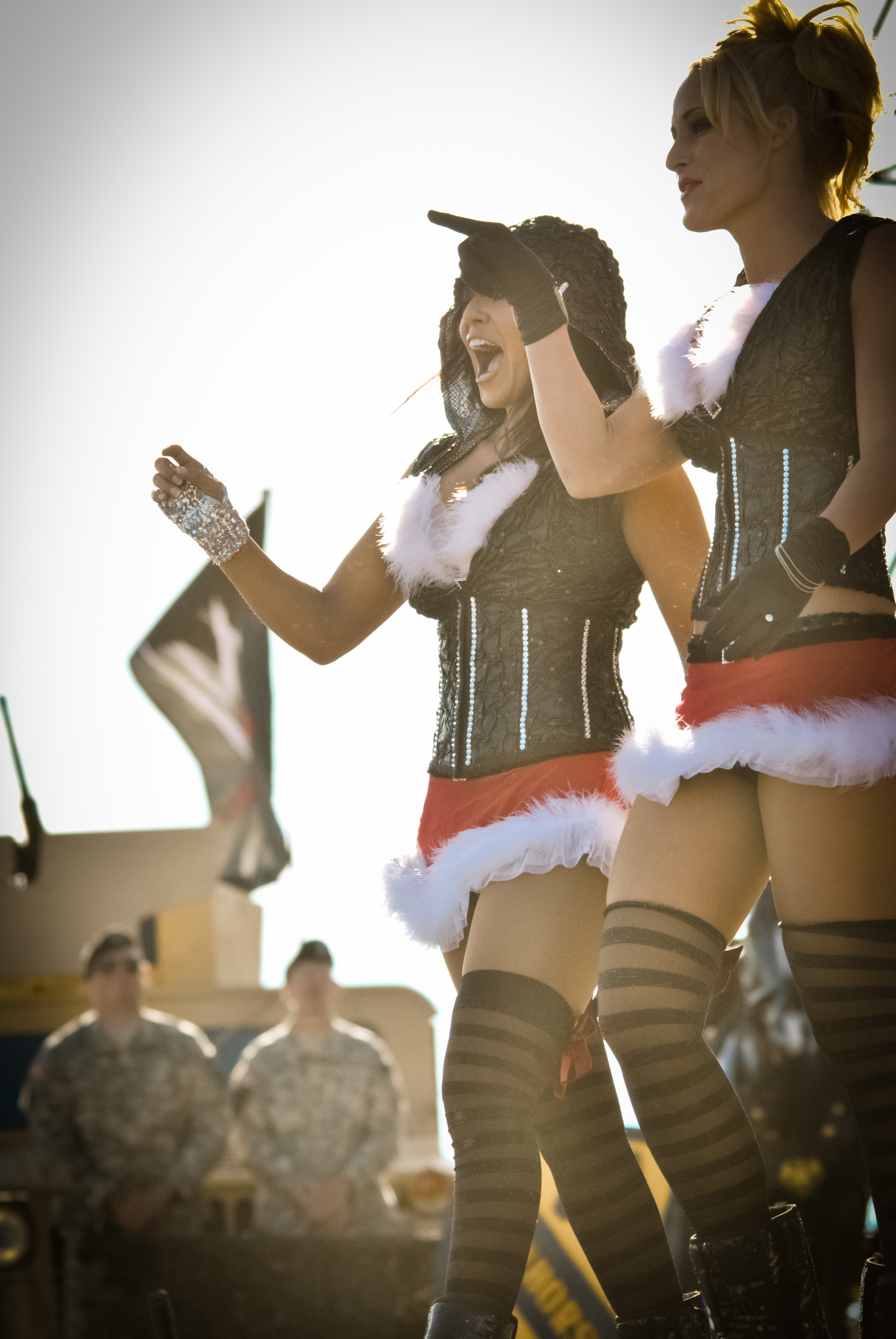
LayCool es el único equipo femenino que ha sido co-campeón de una presa individual dentro de la WWE.

El 2 de agosto en Raw, Melina regresa a la WWE después de su lesión atacando a Alicia Fox, con quien tuvo una breve rivalidad que culminó 15 de agosto en SummerSlam capturando por segunda ocasión el Campeonato de Divas. A raíz de esto, Melina y LayCool empezaron un feudo que culminó en Night of Champions el 19 de septiembre, donde el Campeonato de Divas fue unificado con el Campeonato femenino, saliendo victoriosas Michelle y Layla, quienes se convirtieron en las primeras y únicas Cocampeonas. Tras la lucha el Campeonato femenino fue retirado después de estar 54 años en activo, convirtiendo a Layla en la última mujer que lo ganó y a Michelle en la última que lo defendió. El 7 de septiembre se estrenó la tercera temporada de WWE NXT, esta fue exclusiva para mujeres teniendo de participantes a Kailtyn, AJ Lee, Jamie Keyes, Naomi, Maxine y Aksana. En un principio Lindsay Kay Hayward (conocida como "Isis The Amazon") sería una de las participantes, sin embargo, fue liberada de su contrato del reality por la polémica que se desató tras la filtración de sus imágenes íntimas que se dijo, estaban vinculadas a un sitio de servicios sexuales, siendo posteriormente reemplazada por Celeste Bonin (Kaitlyn). El 19 de noviembre, Taryn Terrell (Tiffany) y Jillian Hall son liberadas de sus contratos con la WWE.
El 21 de noviembre en Survivor Series, Natalya finalmente capturo el Campeonato de Divas por primera vez después de haber sido derrotada por el dúo en Bragging Rights y Hell in a Cell por medio de trampas, sin embargo, fue atacada por LayCool y rescatada por Beth Phoenix quien estaba haciendo su regreso, siguiendo con un ángulo entre las dos duplas. El 30 de noviembre en NXT, Kaitlyn sale como la ganadora de la temporada, siendo asignada a SmackDown a inicios del mes siguiente. El 13 de diciembre en los Slammy Awards, Michelle McCool ganó la batalla real para determinar a la "Diva del año", al terminar la lucha, el Mánager General de Raw anunció que LayCool se enfrentaría a Beth Phoenix y Natalya en la primera lucha de mesas entre mujeres en la historia de la WWE. El 19 de diciembre en TLC: Tables, Ladders & Chairs, Natalya y Beth Phoenix vencieron a LayCool después de que Natalya hiciera que el dúo atravesara la mesa, culminando así su rivalidad.

### La decadencia de la división (2011-2014)

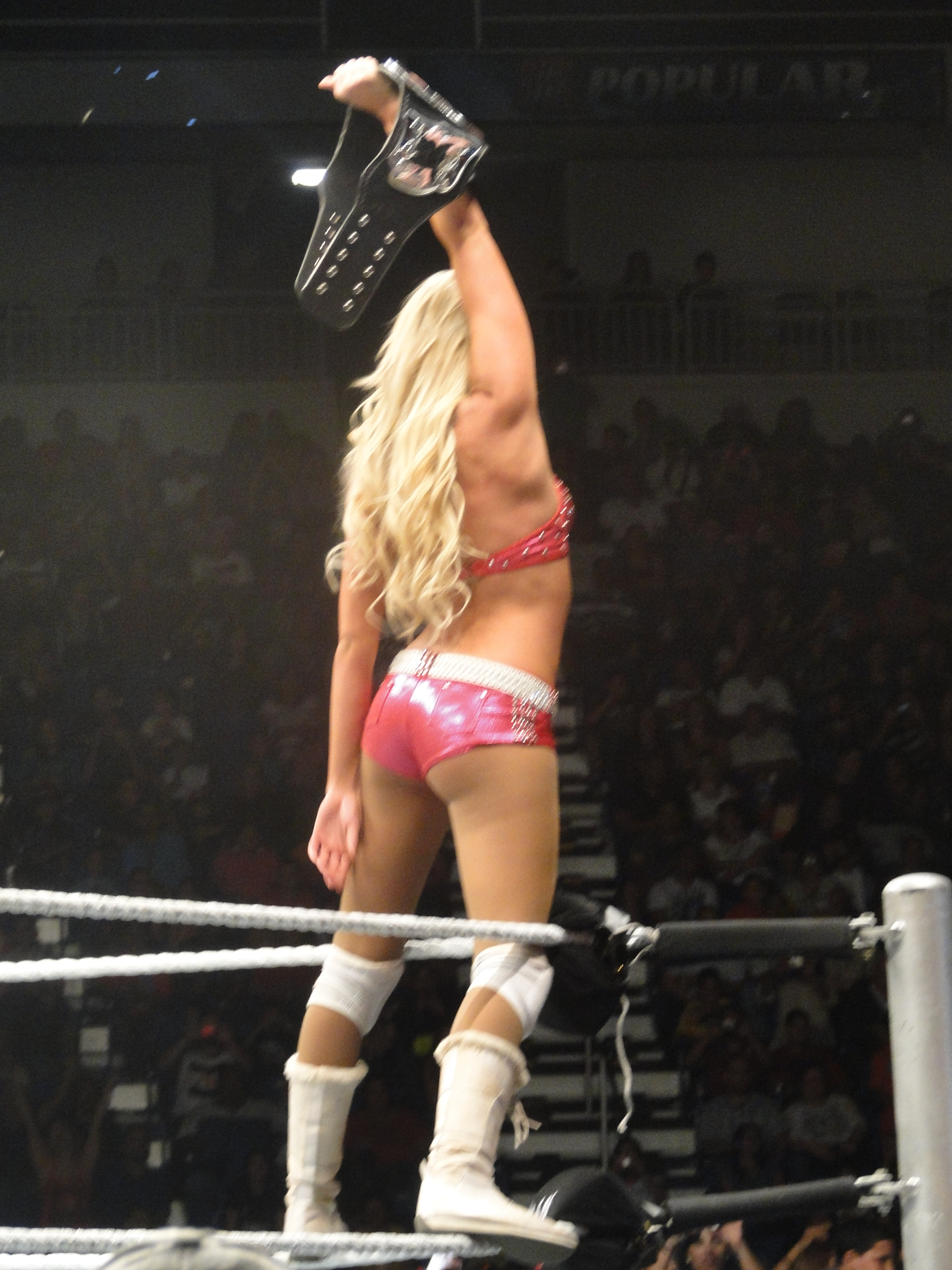
Kelly Kelly como Campeona de Divas en 2011.

El 3 de enero de 2011, Trish Stratus regreso para la quinta temporada de Tough Enough como entrenadora, sin embargo, al paso de los meses se vio envuelta en una rivalidad con LayCool y Vickie Guerrero. El 30 de enero en Royal Rumble, Eve Torres derroto a Natalya, Layla y Michelle McCool ganando por segunda vez el Campeonato de Divas. El 4 de febrero en SmackDown, Layla, Michelle y Kelly se convirtieron en las únicas mujeres en haber competido en una lucha donde el Campeonato Mundial Pesado estaba en juego, Kelly formó equipo con Edge (el campeón) derrotando a LayCool y Dolph Ziggler. El 3 de abril en WrestleMania XVII, Snooki, John Morrison y Trish Stratus derrotan a LayCool y Dolph Ziggler, culminando así su rivalidad. El 11 de abril en Raw, Brie Bella derrota a Eve Torres ganando por primera vez y única vez el Campeonato de Divas. El 22 de abril en SmackDown, Michelle McCool ataca a Layla durante una terapia de pareja, haciendo lo mismo el 25 de abril en el Draft, en este último ataque Layla se defendió de su excompañera lo que las llevó a enfrentarse el 1 de mayo en Extreme Rules, Layla salió victoriosa sobre McCool en la primera lucha de mujeres estilo ''La perdedora renuncia'', al terminar el combate Kharma debuta atacando a esta última.
A lo largo de mayo, Kharma atacó a un número considerable de Divas hasta que anunció su embarazo, por lo que estaría fuera por una temporada. El 20 de junio en el Raw: "Power to the People", Kelly Kelly derrota a Brie Bella ganando por primera y única vez el Campeonato de Divas. El 1 de agosto en Raw, Beth Phoenix ganó una batalla real que la definió como la siguiente aspirante al campeonato, al terminar el combate atacó a Kelly Kelly, y Natalya le hizo segunda el 5 de agosto en SmackDown atacando a AJ Lee, ambas cambiaron a heel y formaron The Divas of Doom como último intento por rescatar a la división de Divas. El dúo empezó una rivalidad por marca, en Raw contra Eve, Alicia Fox y Kelly Kelly, y en SmackDown contra The Chickbusters (AJ Lee y Kaitlyn). En estos meses se confirmó la liberación de contrato de Melina Perez, Maryse Ouellet y Gail Kim, esta última incluso se auto eliminó de la batalla real del 1 de agosto en señal de protesta contra la WWE por el mal uso de su personaje.

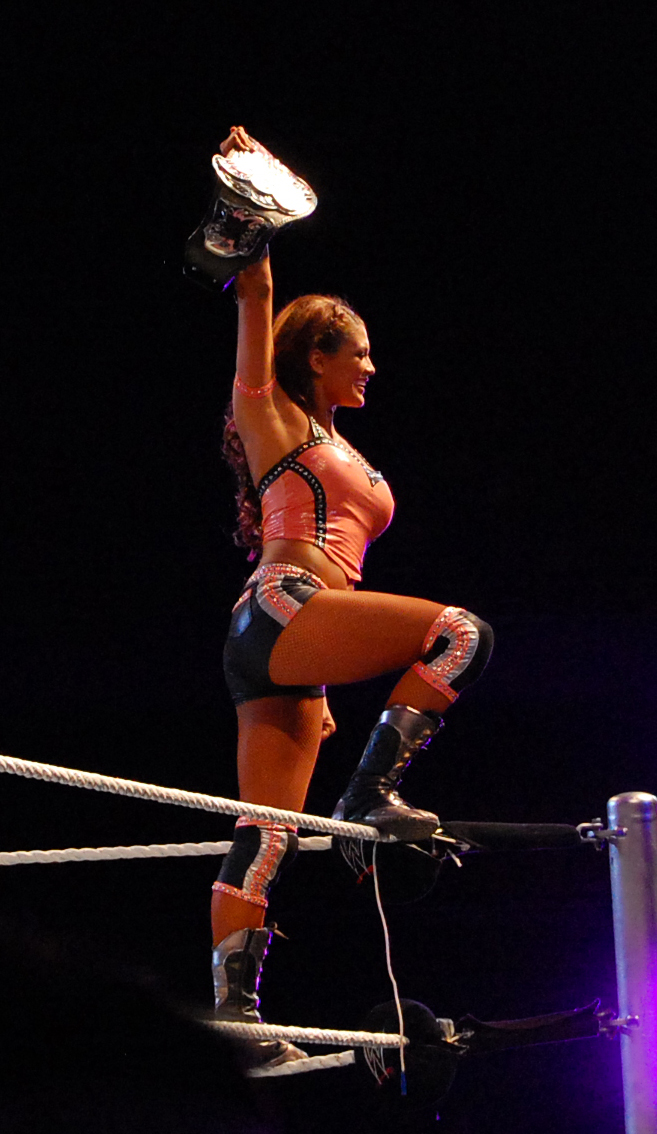
Eve Torres fue la primera ganadora del Diva Search en capturar un campeonato en WWE.

A pesar de que Beth fue derrotada por Kelly en SummerSlam y Night of Champions, logró derrotarla en Hell in a Cell el 2 de octubre, ganando por primera vez el Campeonato de Divas y siguiendo su feudo lo que resto del año y parte del próximo. El 29 de enero de 2012, Kharma regresa a la WWE entrando en el Royal Rumble, convirtiéndose en la tercera mujer en lograrlo.El 20 de febrero en Raw, Eve cambia a heel al revelar que solo había estado utilizando a Zack Ryder para manipular a John Cena, Torres entonces empezaria una breve rivalidad junto a Beth Phoenix en contra de Kelly Kelly y Maria Menounos, sin embargo, salieron derrotadas el 1 de abril en WrestleMania 28 en una lucha por equipos. El 23 de abril en Raw, Nikki Bella derrotó a Beth Phoenix capturando por primera vez el Campeonato de Divas acabando con su reinado de 204 días, al terminar la lucha se declaró que Beth estaba lesionada y por lo tanto no podría exigir su revancha. El 29 de abril en WWE Extreme Rules, debido a que Beth no podría enfrentarse a Nikki, Eve más tarde dio a conocer que enfrentaría a una oponente secreta quien resultó ser Layla, esta logró derrotar a Bella capturando por primera vez de forma individual el Campeonato de Divas. La revancha se llevó a cabo el 30 de abril en Raw, donde las gemelas salieron derrotadas en una triple amenaza, más tarde se confirmó su liberación ya que tanto Nicole (Nikki) como Brianna (Brie) decidieron no renovar sus contratos para enfocarse en proyectos personales.
El 9 de julio de 2012, dos mujeres (Eve y AJ Lee) protagonizaron el evento central de Raw por primera vez desde el Trish Stratus vs. Lita del 2004, Torres y Lee se enfrentaron en una lucha mixta por equipo junto a Daniel Bryan y CM Punk respectivamente. En el episodió 1000 de Raw, Trish Stratus y Lita hicieron apariciones especiales. Stratus participó en un segmento en bastidores mientras que Lita se enfrentó a Heath Slater en un encuentro sin descalificación, ganando el combate con ayuda de APA. A inicios del mes de septiembre, NXT se consolidó como el nuevo territorio de desarrollo donde se ascendió a Paige, Summer Rae, Audrey Marie, Skyler Luna, Emma, Raquel Díaz y Sasha Banks de FCW como parte del roster. Durante el verano, AJ entonces se vería envuelta en varias relaciones, historias y ángulos dentro del ring con varios talentos masculinos tales como: CM Punk, Daniel Bryan, Kane, John Cena, y Dolph Ziggler además de su ascenso como Gerente general de Raw. El 20 de agosto en Raw, Kaitlyn derroto a Eve, Alicia Fox, Tamina Snuka, Natalya, Rosa Mendes y Aksana en una batalla real que determinaría a la retadora de Layla para Night of Champions. El 16 de septiembre en Night of Champions, una mujer misteriosa (quien posteriormente se descubriría que fue Aksana) atacó a Kaitlyn en bastidores logrando lesionarla, por lo que fue reemplazada por Eve para su lucha de más tarde, Torres derroto a Layla ganando el Campeonato de Divas por tercera vez y dando pie a una rivalidad titular entre ella, Kaitlyn y Layla. Eve retuvo exitosamente el campeonato ante ambas Divas, tanto en Hell in a Cell, Survivor Series y varios programas semanales de Raw, para que poco a poco la rivalidad solo se centrara en Kaitlyn. Durante la segunda mitad del año se anunció la liberación de contrato de Karlee Perez (Maxine), Christina Crawford (Caylee Turner), Ivelisse Vélez (Sofía Cortez), Barbara Blank (Kelly Kelly), Shaul Guerrero (Raquel Díaz), Kia Stevens (Kharma) y Elizabeth Kocianski (Beth Phoenix), en el caso de Kocianski y Pérez influyó que estaban frustradas con la dirección de su personaje y su posición en la empresa.
El 16 de diciembre en TLC, AJ cambió a Heel después de traicionar a John Cena durante su Ladder Match ante Dolph Ziggler, en ese mismo evento las Funkadactyls (Cameron y Naomi) tienen su primera lucha oficial en el roster principal, donde esta última ganó una oportunidad titular ante Eve esa misma noche, sin embargo, salió derrotada. El 14 de enero de 2013 en el 20 aniversario de Raw, Kaitlyn derroto a Eve capturando el Campeonato de Divas por primera vez, y a su vez se convirtió en la primera mujer egresada de NXT en conseguirlo. Esa misma noche Eve Torres anunció su salida de WWE pues quería centrarse en proyectos personales.

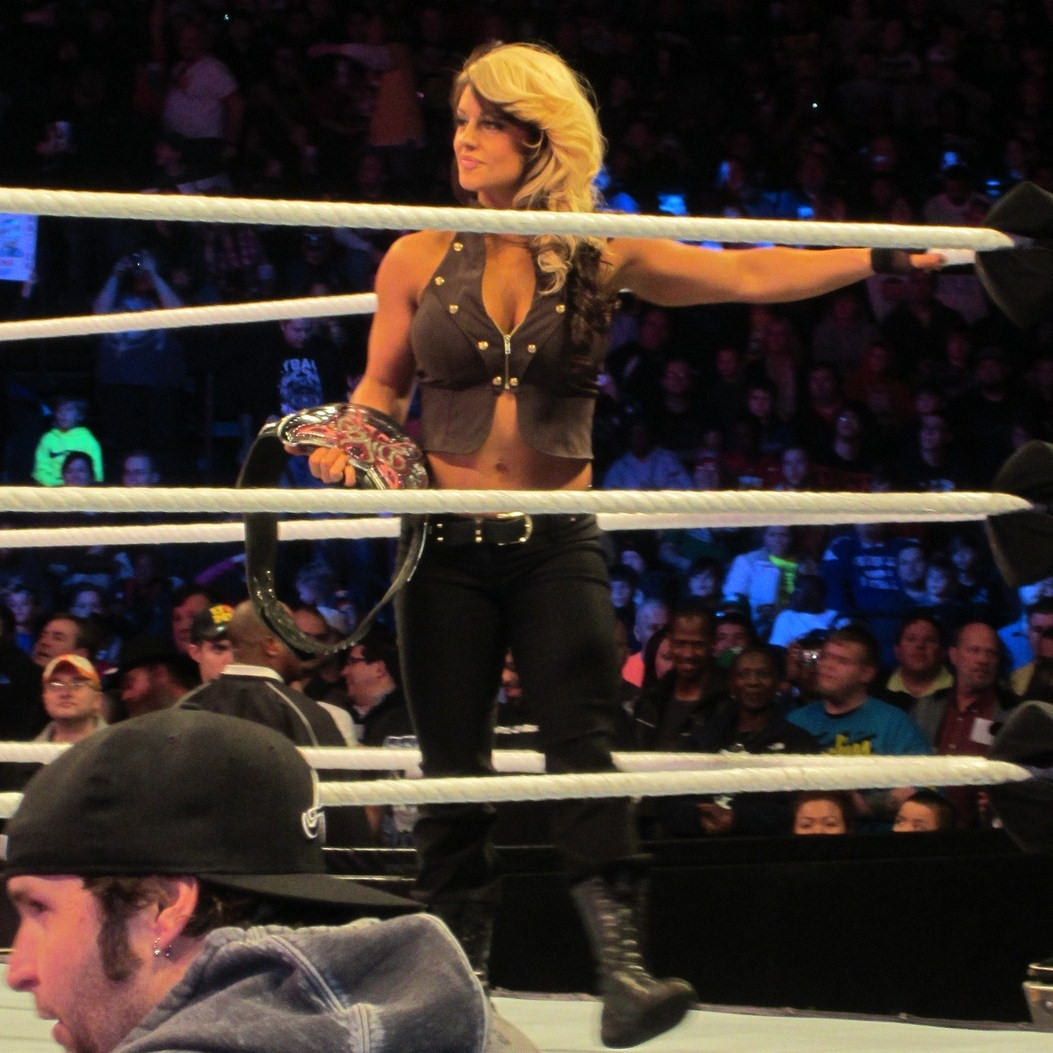
Kaitlyn fue la primera mujer egresada de NXT en ganar un campeonato de WWE.

A finales del mes, Bayley debuta en NXT siendo derrotada por Paige. The Bella Twins regresaron a la WWE el 11 de marzo de 2013 en Raw, ambas aparecieron en un segmento en bastidores junto a Cody Rhodes y Damien Sandow, con quienes se aliaron para tener una rivalidad contra Tons of Funk y las Funkadactyls que duraría solo unas semanas, sin embargo, el combate que daría fin al feudo estaba pactado para el 7 de abril en WrestleMania 29  pero fue cancelado por falta de tiempo siendo recorrido al día siguiente en Raw. En la primera mitad del año fue anunciada la liberación de contrato de Natalie Osman (Skyler Luna), Ashley Nicole (Audrey Marie) y Anna Bogomazova (Anya). A inicios de junio, Nikki Bella se fracturó la tibia durante un combate en Raw, lo que la mantuvo inactiva de los cuadriláteros por algunos meses. El 22 de abril de 2013 en Raw, AJ Lee ganó una batalla real que la definió como la retadora #1 por el Campeonato de Divas. Esta victoria también marcó el inicio de su rivalidad con Kaitlyn en la que envolvió a Big E como su falso "admirador secreto". El 16 de junio, AJ derrotó a Kailtyn en Payback, ganando su primer campeonato en la lista principal. El feudo de Lee con Kaitlyn fue elogiado por la crítica y a consecuencia de esto, ambas protagonizaron gran parte del año, incluyendo el 12 de julio en SmackDown, donde celebraron su firma de contrato por la revancha en WWE Money in the Bank, siendo esta la primera firma de contrato entre mujeres. El 14 de julio en dicho evento, AJ retuvo el campeonato y esa misma noche provocó que por accidente su novio, Dolph Ziggler, perdiera su combate contra Alberto del Río, dando inicio a una rivalidad de parejas después de su rompimiento, misma que culminó con la derrota de Big E y AJ en SummerSlam.
El 17 de julio en NXT, Charlotte ganó su lucha debut ante Bayley, acompañada de su padre. El 28 de julio, se estrenó el primer show de telerrealidad basado en las vidas personales de las luchadoras, llevando el nombre de Total Divas. El show es transmitido por la cadena E! y en un inicio fue protagonizado por The Bella Twins, Eva Marie, Natalya, The Funkadactyls y JoJo. El 26 de agosto en Raw, AJ Lee hizo una "pipe-bomb" (promo particularmente agresiva que parece estar fuera de libreto), iniciando un feudo con las integrantes. En 2017, AJ Lee confesó que no estaba planeado el segmento pero Vince McMahon la obligaría entrar al show a menos que le diera una buena razón para no hacerlo y esa fue su oportunidad, después de la promo además de recibir elogios del jefe también fue aprendida por mujeres en el vestidor porque toco fibras muy sensibles para ellas. Durante los siguientes meses, AJ retuvo con éxito el campeonato ante Naomi, Natalya y Brie Bella en WWE Night of Champions, WWE Battleground y Hell in a Cell. El ángulo siguió el 24 de noviembre en Survivor Series, donde el Team Total Divas (The Bella Twins, Eva Marie, Jojo, The Funkadactyls y Natalya) derrotó al Team True Divas (AJ Lee, Tamina, Alicia Fox, Rosa Mendes, Aksana, Summer Rae y Kaitlyn). Lee entonces empezaría un feudo titular con Natalya, a quien derroto en diversas ocasiones reteniendo con éxito el Campeonato de Divas ante Natalya. El 8 de enero del 2014, Celeste Bonin (Kaitlyn) fue liberada de su contrato con WWE bajo su petición y esa misma noche fue transmitido su último combate contra AJ Lee en WWE Main Event.

### La Revolución de Divas (2014-2016)

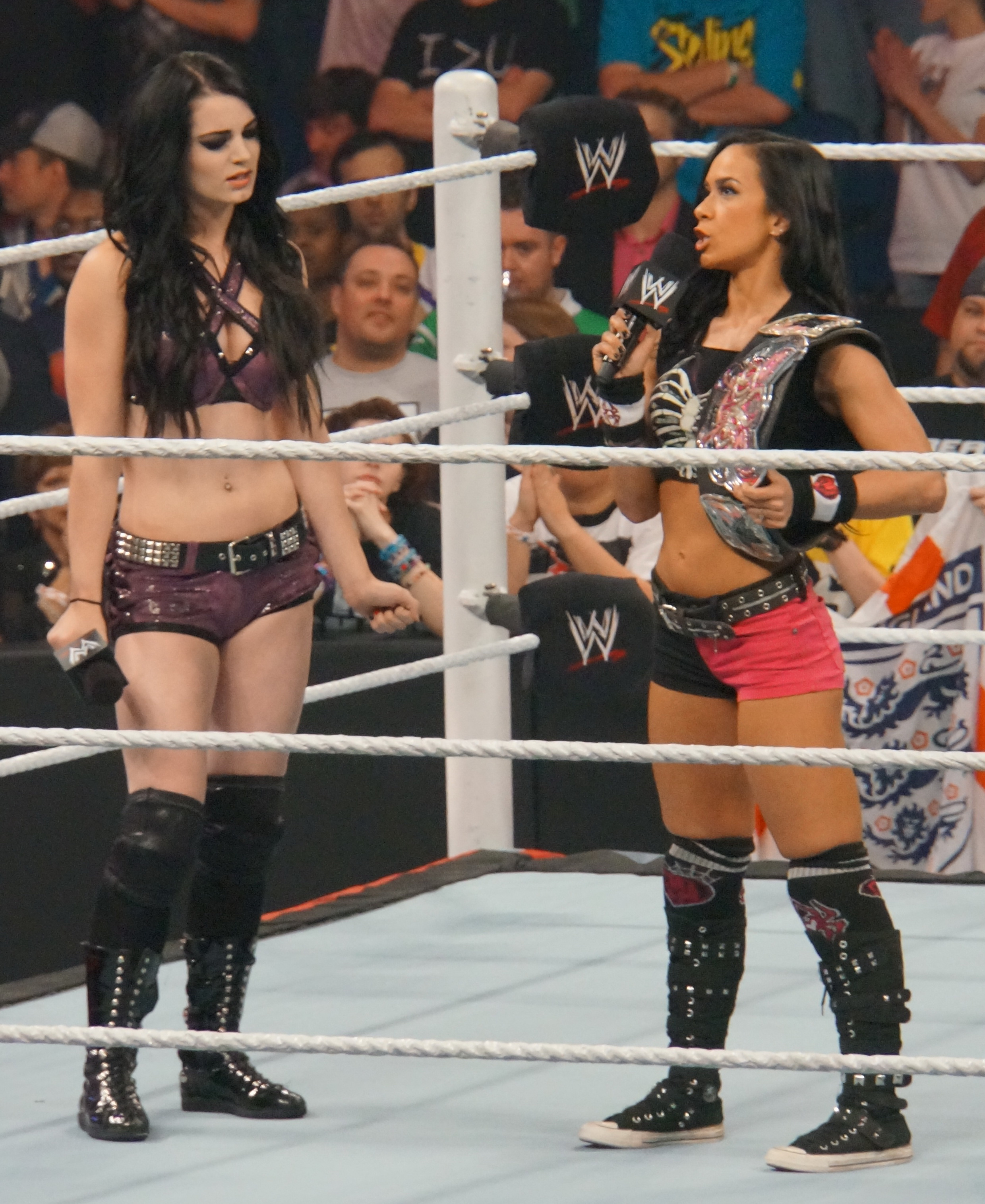
AJ Lee fue la única mujer en defender el Campeonato de Divas en un WrestleMania, mientras que Paige fue la campeona más joven en obtener el título.

El 24 de marzo en Raw, fue anunciado el Vickie Guerrero's Diva's Championship Invitational para WrestleMania XXX, evento en el que AJ defendió con éxito el campeonato ante todas las mujeres de la lista principal, también esta fue la primera vez que dicha presea fue defendida en dicho PPV.El 7 de abril en Raw, Paige hizo su debut en la lista principal enfrentando a AJ Lee, después de que ésta la retara a una lucha titular, Paige además de ser la campeona más joven con la presea de NXT también es la más joven que portó la mariposa y a su vez se convirtió en la primera bicampeona de la empresa al derrotar a Lee y poseer a la vez el Campeonato femenino de NXT. El 24 de abril en NXT, Paige es obligada a dejar vacante el campeonato femenino de la marca amarilla, anunciandose así un torneo que coronó a Charlotte como la nueva campeona el 29 de mayo en NXT TakeOver, después de derrotar a Natalya, en dicho torneo también participaron: Alicia Fox, Layla, Sasha Banks, Bayley, Emma y la debutante Alexis Kaufman, bajo el nombre de Alexa Bliss. El 1 de junio en Payback, Brie Bella dejó la WWE (kayfabe) después de que The Authority le diera un ultimátum a Daniel Bryan, este consistía en entregar el Campeonato Mundial Pesado de la WWE o Brie sería despedida, a lo que ésta decidió renunciar antes de abofetear a Stephanie McMahon e iniciando un feudo. Tras ese incidente, Stephanie en repetidas ocasiones puso a Nikki Bella en luchas desventaja en las invariablemente terminaba siendo atacada bajo sus órdenes. El ángulo siguió por algunas hasta el arresto de Stephanie, segmento en el que la miembro de The Authority acepta una lucha contra Bella en SummerSlam a cambio de que ésta quite los cargos en su contra, al pasar las semanas el ángulo también envolvió a Triple H y Nikki. A lo largo de junio, Živilė Raudonienė (Aksana) y Vickie Guerrero fueron liberadas de su contrato con la WWE. El 26 de junio en NXT, Rebecca Quin debuta bajo el nombre de Becky Lynch, derrotando a Summer Rae. El 30 de junio en Raw, después de que a lo largo de unos meses Paige defendiera con éxito el campeonato ante Tamina, Alicia Fox y Naomi, AJ Lee hizo su regreso al ring después de tomar tiempo libre, confrontando a la campeona y exigiendo su revancha, misma que ganaría esa noche dando inicio a un ángulo entre ambas, formando equipo las semanas siguientes. El 7 de julio en Raw, AJ y Paige derrotaron a Cameron y Naomi, lucha que marcó la disolución de The Funkadactyls y el inicio de una rivalidad entre ambas que culminó con la derrota de esta última en Battleground.
El 17 de agosto en SummerSlam, Paige y AJ Lee nuevamente se enfrentaron en una revancha por el Campeonato de Divas después de la exitosa defensa de la campeona en Battleground, esta vez AJ saliendo derrota. Más tarde en el mismo show, Stephanie McMahon derrotó a Brie después de que esta última fuese atacada por su hermana Nikki Bella, dando como resultado la disolución de The Bella Twins. Por algunas semanas Nikki y Brie protagonizaron su propia rivalidad, Nikki dio como razón de la traición a su hermana el abandono que sufrió por solo pensar en su esposo, gracias a que ayudó a Stephanie en su lucha, ésta le brindó una lucha titular para el 21 de septiembre en Night of Champions, donde AJ logró ganar el Campeonato de Divas por tercera ocasión. El 16 de octubre en NXT, Leah Van Dale debutó bajo el nombre de Carmella junto a Wesley Blake y Buddy Murphy derrotando a Blue Pants, con quien inició una breve rivalidad. El 26 de octubre en Hell in a Cell, culminó el feudo entre gemelas después de la derrota de Brie ante Nikki Bella, convirtiéndose en su asistente personal por 30 días o se vería obligada a renunciar a la WWE. El 31 de octubre en SmackDown, Nikki Bella derrotó a Paige, Cameron, Alicia Fox, Emma, Rosa Mendes, Naomi, Summer Rae, Layla y Natalya en una batalla real de disfraces que definió a la retadora #1 por el campeonato, esto llevó a las gemelas a iniciar un feudo con Lee, enfrentándola semanalmente, siendo derrotadas la mayoría de ocasiones hasta el 23 de noviembre en Survivor Series, donde Nikki derrotó rápidamente a AJ gracias a que Brie, quien la besó en los labios antes del combate, confirmándose así la reunión de las gemelas. El ángulo culminó con la exitosa defensa de Nikki ante AJ en WWE TLC, para que poco después iniciara uno nuevo contra Natalya y Paige, saliendo las gemelas victoriosas en Royal Rumble. El 11 de febrero de 2015 en NXT TakeOver: Rival, Sasha Banks se convirtió en la nueva Campeona femenina de NXT después de derrotar a Charlotte, Bayley y Becky Lynch.
El 23 de febrero durante la emisión de Raw, los fanáticos comenzaron una tendencia en Twitter con el Hashtag #GiveDivasAChange el cual fue expuesto a todo el mundo y duró alrededor de un día y medio, en el cual los fanáticos exigieron respeto para la División Femenina después de un combate por equipos, Paige y Emma vs. The Bella Twins, dicho combate que solo duró 30 segundos, lo que causó disgusto entre los fanáticos, más tarde Vince McMahon respondió a los fanáticos con el mensaje We hear you. Keep watching. #GiveDivasAChance (Nosotros Escuchamos, sigan viendo). El movimiento fue apoyado por muchos famosos y empresas como The Miami Herald quien describió el movimiento como "una respuesta a los fanáticos furiosos por el mal uso de sus intérpretes Femeninas, además del poco tiempo que reciben en Televisión".
El 24 de febrero, AJ Lee respondió a Stephanie McMahon usando el hashtag #UseYourVoice, expresando su descontento con la WWE por la forma en que trataban a sus Talentos Femeninos con el mensaje: "Tus talentos femeninos tienen récord de ventas en mercancía y han protagonizado el segmento con mayor audiencia del show en múltiples ocasiones. Y aun así reciben una fracción de las ganancias y tiempo en pantalla que la mayoría de la plantilla masculina, #UsaTuVoz". Más tarde Stephanie McMahon respondió: "aprecio tu opinión".

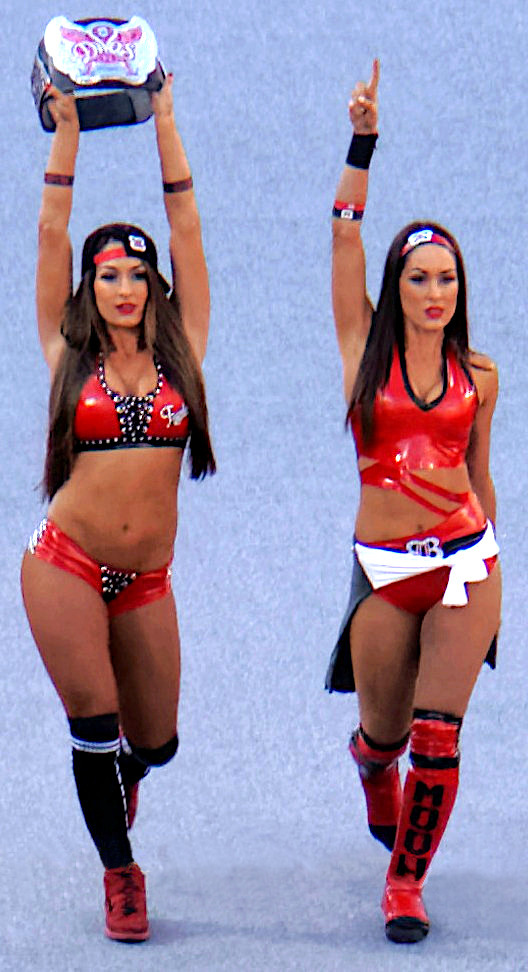
Nikki Bella (izquierda) es la mujer con el reinado más largo con el WWE Divas Championship.

Esto llevó a Aaron Oster de Rolling Stone a comentar: "Si AJ Lee y The Bella Twins que han recibido mucho más tiempo en Televisión que ninguna otra luchadora en el Roster principal están abiertamente diciendo esto, entonces ¿qué pasa con Alicia Fox, Emma o Summer Rae?, ¿lo han pensado? La División Femenina de NXT es tratada como todo el Roster Masculino son tratados por igual, más que una "Sexy Diversión" o un descanso para comprar palomitas, ellas son consideradas más que las del Roster principal". El 1 de marzo en Fastlane, Nikki Bella retuvo el Diva's Championship ante Paige después de un Roll-Up. El 2 de marzo durante la emisión de Raw, AJ Lee hizo su regreso salvando a Paige de un ataque de The Bella Twins, comenzando una alianza. El 13 de marzo en NXT Alexa Bliss cambia a Heel y Carmella a Face, esto durante una lucha entre ambas después de que Blake & Murphy traicionara a Carmella para ir a favor de Bliss, comenzando así una rivalidad entre ellas. El 23 de marzo, Paige enfrentó a Nikki Bella por el campeonato de las Divas sin embargo AJ Lee la atacó por accidente lo que provocó que Nikki le aplicara el Rack Attack y retuviera, al final de la lucha AJ Lee y Paige comienzan a pelear.
El 29 de marzo en WrestleMania 31, AJ Lee y Paige derrotaron a las gemelas culminando así su rivalidad. El 30 de marzo, AJ Lee es liberada de su contrato con la WWE después de confirmar su retiro de la lucha libre profesional. El 13 de abril en Raw, Naomi cambia a Heel por primera vez en el roster principal, iniciando una rivalidad con The Bella Twins.
El 18 de junio en SmackDown, Alicia Fox se alía con The Bella Twins contra Paige al ayudar a Brie Bella a ganar un combate, formándose así el "Team Bella". Algunos días después, la WWE anunció que habría una Sexta Temporada de WWE Tough Enough y que Paige tendría un rol en el show como juez mientras que Lita regresaría para servir como entrenadora. El 13 de julio en Raw, Stephanie McMahon inició la "Diva Revolution" oficialmente, Stephanie ascendió de NXT al Roster Principal a Charlotte, Becky Lynch y Sasha Banks, estas junto algunas de las demás divas formaron tres equipos, 'Team Bella' (The Bella Twins y Alicia Fox), el Team PCB (Paige, Charlotte y Becky Lynch) y el Team B.A.D. (Sasha Banks, Naomi y Tamina), para Battleground Stephanie McMahon organiza una triple amenaza que involucraría a una representante de cada equipo, quedando el encuentro entre Charlotte, Brie Bella y Sasha Banks, saliendo ganadora Brie Bella.Durante las siguientes semanas el feudo continuó entre los equipos mediante combates repetitivos, en equipo y pocas veces individuales.
El 29 de julio Layla anunció su retiro en la WWE después de 9 años en la empresa. El 22 de agosto en NXT TakeOver: Brooklyn, Bayley derrotó a Sasha Banks y se convierte en la nueva campeona femenina de NXT. El 23 de agosto en SummerSlam Team PCB (Charlotte, Paige y Becky Lynch) derrotó al Team Bella y al Team B.A.D en una lucha de eliminación, terminando así su rivalidad, para el 31 de agosto "The Authority" dio inicio al primer Beat The Clock de Divas, en el cual Brie Bella, Alicia Fox y Sasha Banks se enfrentarían a Charlotte, Becky Lynch y Paige, mediante combates individuales en ese orden de aspirantes para determinar a la retadora de Nikki Bella el lunes siguiente, mismo reto que terminó ganando Charlotte.
El 7 de octubre Bayley vuelve a derrotar a Banks en NXT TakeOver : Respect, pero esta vez en la primera lucha Iron-Woman en la WWE de 30 minutos, siendo también el primer evento estelar protagonizado por mujeres en un PPV, esa misma noche Asuka derrotó a Dana Brooke con el "Asuka Lock" en su primera lucha en la WWE. El 14 de septiembre en Raw, Nikki se convirtió en la campeona con el reinado más largo de la historia del Campeonato de Divas, desplazando a AJ Lee. El 20 de septiembre en WWE Night of Champions, Charlotte derrota a Nikki Bella convirtiéndose en la nueva campeona, quedando el reinado de esta última en 301 días. El 21 de septiembre en Raw, Paige se separa de P.C.B. después de lanzar su pipe-bomb a la división de Divas. Después de que Nikki fuera derrotada el 25 de octubre en WWE Hell in a Cell por Charlotte, se dio a conocer que se sometería a cirugía por problemas en el cuello, por lo que quedaría inactiva de la WWE algunos meses. El 16 de noviembre Paige y Charlotte fueron el evento central de la noche en su firma de contrato, en dicha firma se resaltó un comentario que hizo Paige acerca del fallecido hermano de Charlotte, mismo en el que se estaba haciendo alusión a su muerte, después de esto las redes sociales estallaron con malas reacciones a dicho suceso, incluso Ric Flair se manifestó contra el suceso, más tarde la WWE pidió disculpas públicamente al igual que las intérpretes.
Desde finales dl 2015 a inicios del 2016 Charlotte retuvo con éxito el Campeonato de Divas ante Paige, Brie Bella, Natalya y Becky Lynch. El 22 de marzo Emma regresa al Roster Principal como Heel de la mano de Summer Rae, atacando a Alicia Fox y Natalya, durante un encuentro en Main Event entre Paige y Naomi. El 28 de marzo Eva Marie regresa al Roster Principal como Face a rescatar a Brie Bella, Paige, Alicia Fox y Natalya del ataque de Emma, Tamina, Summer Rae, Naomi y Lana. El 1 de abril en el PPV NXT TakeOver: Dallas, Asuka derrota a Bayley con el Asuka-Lock, para convertirse en la nueva campeona femenina de NXT.

### La era deLas Cuatro Jinetes(2016–2022)

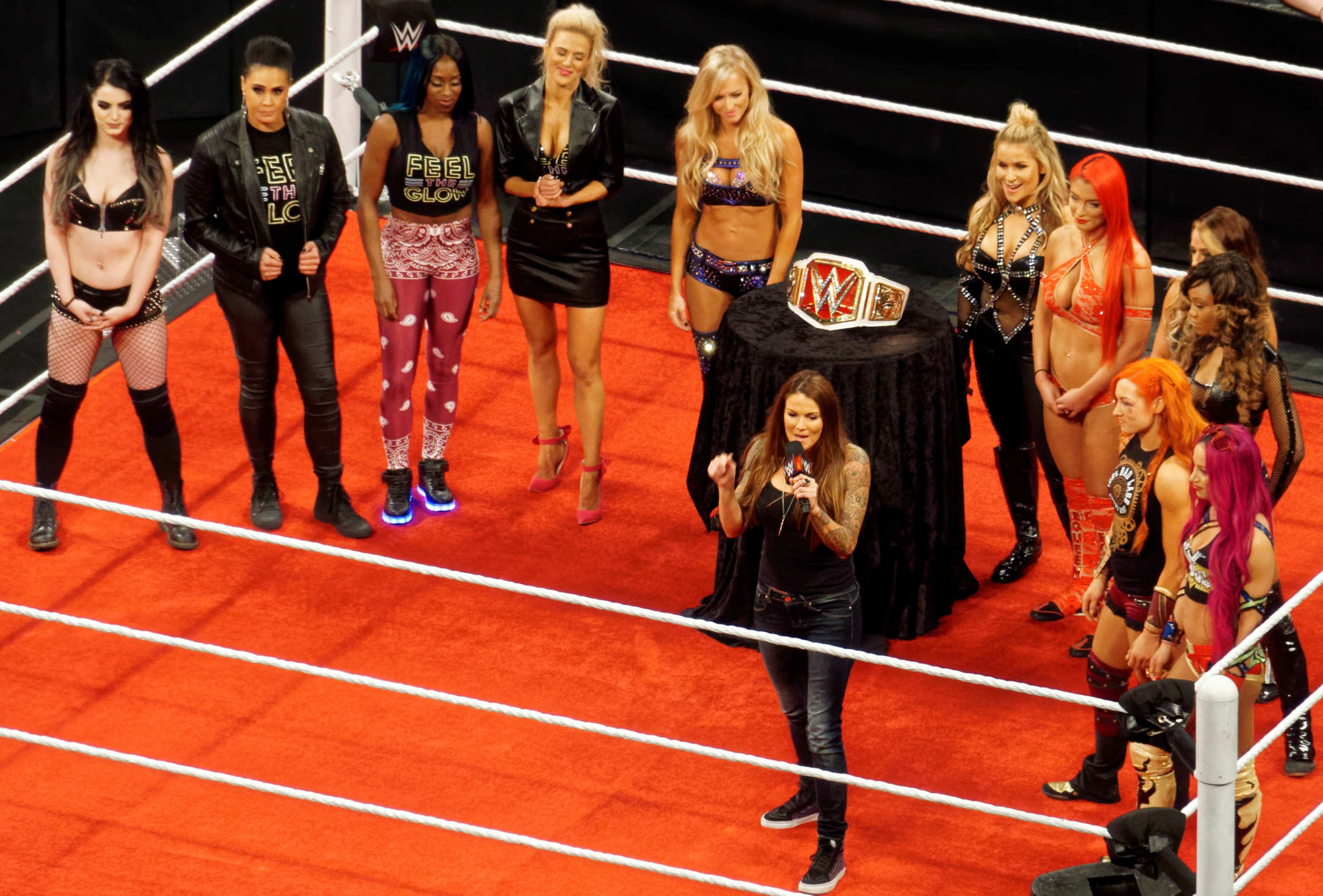
Lita presentó el nuevo Campeonato femenino en abril de 2016.

El Campeonato femenino regresó en 2016 de la mano de Lita, quien reveló el nuevo Campeonato femenino durante el preshow de WrestleMania 32, cambiando el estatus de la división. por algunos meses el campeonato compartió nombre con el original sin embargo, el nuevo no comparte su linaje. La WWE reconoce a éste campeonato como el sucesor del original, el linaje de campeonas femeninas dentro de la empresa data de 1956, partiendo con The Fabulous Moolah. La Campeona de Divas, Charlotte, ganó la nueva presea después de derrotar a Becky Lynch y Sasha Banks en una amenaza triple. Esta lucha también fue la misma en la que el Campeonato de Divas fue desactivado después de ocho años, convirtiendo a Charlotte en su última poseedora. También se anunció que las mujeres ya no serían referidas bajo el término 'Diva' que fue utilizado desde abril de 1999, pasando a ser 'Superestrellas de la WWE' justo como la división masculina. La siguiente noche en Raw, Maryse regreso a la empresa ayudando a su marido de la vida real, The Miz, haciendo que ganara su lucha por el Campeonato Intercontinental ante Zack Ryder.
Tres meses después, la WWE re-introdujo la división por marcas para el 19 de julio, Charlotte quien era la campeona, fue enviada a Raw, haciendo que la presea fuera exclusiva de dicha marca, dejando a SmackDown sin campeonato femenino por segunda vez en su historia. Este día también marcó el ascenso al elenco principal de Nia Jax, Alexa Bliss y Carmella. Lilian Garcia dejó la WWE por segunda ocasión en agosto del mismo año por motivos personales, mientras que Nikki Bella hizo su regreso sustituyendo a Eva Marie, esto después de estar casi un año fuera de acción por su lesión; Nikki formó equipo con Natalya y Alexa Bliss derrotando a Carmella, Naomi y Becky Lynch en SummerSlam, confirmándose a su vez que formaría parte de la marca azul.
El Campeonato femenino de SmackDown fue introducido el 23 de agosto del 2016 cuando el gerente general, Daniel Bryan y el comisionado de la marca, Shane McMahon anunciaron la creación de una presea femenina exclusiva para la marca azul, la primera lucha en la que estuvo en juego fue en Backlash en una batalla fatal de seis por eliminación, en la que participaron Alexa Bliss, Carmella, Naomi, Natalya, Nikki Bella y Becky Lynch, la lucha fue ganada por esta última convirtiéndose en la campeona inaugural.
Gran parte del 2016 estuvo enfocado en la rivalidad que Charlotte Flair y Sasha Banks mantuvieron, incluyendo las dos ocasiones que fueron protagonistas del evento central de Raw, una de éstas luchas fue estilo Falls Count Anywhere, estipulación en la que no habían competido mujeres desde 2007, así mismo con el evento central, mismo que no había sido protagonizado por féminas desde 2004. Posteriormente , Banks y Flair compitieron en la primera Hell in a Cell entre mujeres en el PPV homónimo, dicha lucha fue el primer evento central femenino de la lista principal en un pago-por-ver. A lo largo de los últimos meses del año, Charlotte perdió el campeonato nuevamente ante Banks el 3 de octubre en Raw, sin embargo, lo recuperó en Roadblock. 
Mickie James regresó para una lucha más el 16 de octubre contra Asuka, compitiendo sin éxito por el Campeonato femenino de NXT en NXT TakeOver: Toronto. El 29 de noviembre en SmackDown Live, fue anunciado que Becky Lynch defendería su campeonato ante Alexa Bliss en TLC en una lucha de mesas (estipulación que no había sido utilizada con mujeres desde 2010), donde Bliss salió vencedora convirtiéndose en la nueva campeona y marcando está como su primera presea en la empresa. Mickie James regresó como parte del elenco de SmackDown el 17 de enero del 2017,  esto después de ayudar a retener a Alexa Bliss ante Becky Lynch en el evento central de la noche en una lucha estilo Steel Cage, revelando su identidad después de haberse hecho pasar por “la luchadora”, definiéndose como Heel al aliarse oficialmente con Bliss y ser anexada a la rivalidad contra Lynch. 

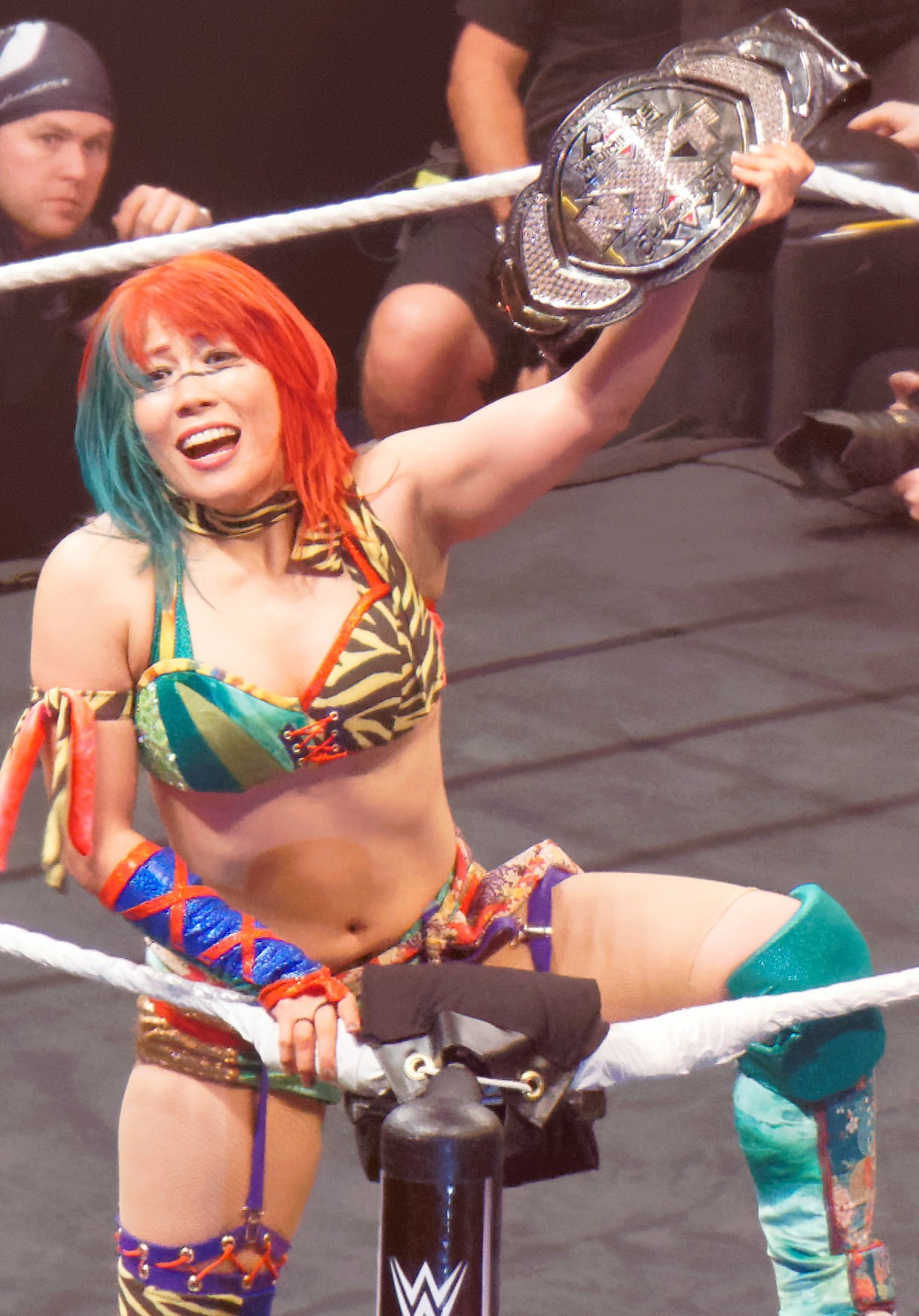
Asuka es la primera mujer en ganar una Royal Rumble, así como poseer la racha invicta más grande en la historia de WWE con una duración de casi 3 años.

El 28 de enero de 2017, Nikki Bella se convirtió en productora del reality show Total Divas, siendo la primera mujer en obtener dicho puesto aún trabajando como luchadora. El 27 de febrero se anunció la inducción de Beth Phoenix al Salón de la fama, convirtiéndose en la persona más joven en obtener tal hito. El 2 de abril en WrestleMania 33, Naomi ganó por segunda vez la presea de su marca, y Maryse participó en su primer lucha desde 2011, siendo derrotada junto a The Miz por Nikki Bella y John Cena. El 3 de abril en Raw, se celebró el primer Shake-up, los cambios más relevantes fueron las transferencias de Alexa Bliss a Raw y Charlotte Flair a SmackDown. El 24 de mayo, se hace oficial el primer clásico femenino, el Mae Young Classic. El 26 de mayo, Asuka rompió oficialmente la marca de Goldberg con la racha invicta más larga en combates individuales, después de ganar 178 combates al hilo desde su debut en NXT. El 30 de mayo en Payback, Alexa Bliss se convirtió en Campeona femenina de Raw al derrotar a Bayley, y a su vez en la primera mujer en haber ostentado los cinturones de ambas marcas.
El 18 de junio se celebró la primera lucha femenina estilo Money in the Bank entre mujeres en el PPV homónimo, la lucha fue ganada por Carmella con ayuda de James Ellsworth, también participaron Charlotte Flair, Natalya, Becky Lynch y Tamina, esa misma noche Maria Kanellis regresó a la WWE después de 7 años junto a su esposo de la vida real, Mike Kanellis. Debido a que Carmella ganó por la interferencia de su acompañante, la lucha de celebró nuevamente el 27 de junio en SmackDown Live!, saliendo nuevamente victoriosa pero esta vez por su cuenta. El 4 de agosto, después de casi un año de especulaciones, Natalie Marie Coyle (Eva Marie) es liberada de su contrato con la WWE. El 20 de agosto en SummerSlam, Natalya derrotó a Naomi, coronándose como la nueva campeona femenina de SmackDown, éste fue su segunda presea dentro de la WWE (desde que ganó el Campeonato de Divas en 2010). El 24 de agosto en las grabaciones de NXT, se informó que Asuka dejaba vacante el campeonato femenino de la marca, esto consecuencia de una lesión en la clavícula derecha. Después de su recuperación estaría en busca de un contrato con una de las marcas principales, terminando su reinado en 523 días. El 11 de septiembre, se confirmó que Asuka formaría parte del elenco de Raw e hizo su debut en TLC derrotando a Emma. El 12 de septiembre, Kairi Sane derrota a Shayna Baszler, convirtiéndose en la ganadora del Mae Young Classic.
El 15 de octubre, la WWE contrató a Kavita Dalal, quien se convirtió en la primera mujer de la India en ser firmada por la empresa. El 29 de octubre, la WWE anunció la liberación de contrato de Tenille Dashwood (Emma) y Danielle Moinet (Summer Rae) después de permanecer 6 años con la compañía. El 7 de noviembre en SmackDown Live!, Becky Lynch derrotó a James Ellsworth en la primera lucha inter-género en más de 10 años. En noviembre, después de derrotar a Natalya para convertirse en Campeona de SmackDown, Charlotte Flair se convirtió en la primera campeona Triple Corona. En NXT TakeOver: WarGames, Ember Moon se corona como nueva campeona femenina de NXT al derrotar a Kairi Sane, Peyton Royce y Nikki Cross. El 19 de noviembre en Survivor Series, Team Raw salió vencedor con Asuka como única sobreviviente, para que más tarde Charlotte le diera la victoria a SmackDown después de hacer rendir a Alexa Bliss en una lucha tipo "Campeona vs. Campeona". Durante ese tiempo, Paige regresó a la WWE junto a las recién ascendidas, Mandy Rose y Sonya Deville, el trío posteriormente se dio a conocer bajo el nombre de Absolution. La noche siguiente en SmackDown Live!, fueron ascendidas Ruby Riott, Liv Morgan y Sarah Logan, trío que después sería conocido como el Riott Squad. El 18 de diciembre en Raw, Stephanie McMahon anunció que para Royal Rumble se celebraría el primer Rumble entre mujeres.
Beth Phoenix regresó a la compañía como comentarista de la nueva serie web WWE Mixed Match Challenge, un torneo exclusivo de duplas mixtas. Terri Runnels, Jacqueline, Lilian Garcia, Lilian García, Torrie Wilson, Trish Stratus, Michelle McCool y Kelly Kelly también regresaron a la compañía como parte del 25 Aniversario de Raw; éste suceso marcó la primera aparición de Runnels y Jacqueline en televisión desde 2004. El 28 de enero del 2018 en Royal Rumble, la Rumble femenina fue el evento central de la noche. Todas las leyendas del aniversario 25 participaron (a excepción de Terri y Lilian), Lita, Molly Holly, Vickie Guerrero y Beth Phoenix también regresaron al ring por una noche. La lucha tuvo una duración de 58:57 minutos, convirtiéndose en la lucha femenina más larga en la historia de la WWE, y Asuka salió victoriosa después de eliminar a Nikki Bella. La excampeona femenina de UFC, Ronda Rousey, apareció al final del encuentro para confirmar su contratación. El mes siguiente, se llevó a cabo la primera Elimination Chamber femenina, tomando lugar en el PPV homónimo, donde Alexa Bliss retuvo con éxito el campeonato de su marca ante Sasha Banks, Bayley, Sonya Deville, Mandy Rose y Mickie James.El 12 de febrero se informó de la inducción al Salón de la fama de Ivory. El 12 de marzo en Raw, se anunció que en memoria a The Fabulous Moolah, se llevaría a cabo una batalla real parecida a la que realiza el elenco masculino con André en WrestleMania 34, sin embargo los fanáticos exigieron que la lucha eliminara a la leyenda de la imagen por su escandaloso pasado, después de que la WWE accediera al cambio la lucha pasó a ser sólo "Batalla real femenina de WrestleMania"
El 7 de abril en NXT TakeOver: New Orleans, Shayna Baszler ganó por primera vez el Campeonato femenino de NXT. El 8 de abril en WrestleMania 34, Charlotte Flair terminó la racha invicta de Asuka, después de casi tres años, Nia Jax obtuvo su primer campeonato en la WWE después de derrotar a Alexa Bliss, y Ronda Rousey ganó su lucha debut al derrotar junto a Kurt Angle a Stephanie McMahon y Triple H. El 9 de abril en el Raw post–Wrestlemania, Paige anunció su retiro de la lucha libre profesional debido a una lesión en el cuello, sin embargo la noche siguiente fue revelada como la nueva Gerente General de SmackDown. Después de 287 días (el período más largo en que una superestrella ha mantenido el maletín en sus manos), Carmella canjeó con éxito su maletín sobre Charlotte Flair.

El 23 de julio en Raw, Stephanie McMahon anunció la celebración del primer evento pago por visión exclusivo de mujeres, WWE Evolution. En el verano, Kairi Sane gana por primera vez el Campeonato femenino de NXT, y en SummerSlam, Ronda Rousey derrotó a Alexa Bliss ganando el Campeonato femenino de Raw, convirtiéndose en la primera y única mujer en haber conseguido un campeonato en UFC y la WWE. En Evolution, todos los campeonatos femeninos activos fueron defendidos, además de la final del Mae Young Classic que ganó Toni Storm. Trish Stratus y Lita formaron equipo por primera vez desde 2003, derrotando a Mickie James y Alicia Fox. Nikki Bella vs. Ronda Rousey fue el evento central de la noche, el encuentro que se robó el show como el mejor en años fue el disputado entre Becky Lynch y Charlotte Flair, quienes compitieron en la primera lucha estilo "La última mujer en pie", misma que Lynch ganó. El 16 de diciembre en TLC, la primera lucha tipo "mesas, sillas y escaleras" entre mujeres tuvo lugar como el evento central de la noche, donde Asuka derrotó a Becky Lynch y Charlotte Flair capturando el Campeonato femenino de SmackDown, siendo la primera vez que dicha presea es defendida en el evento central de un pago por visión. También fue la primera lucha protagonizada por mujeres en ser evento central de un pago por visión que incluyó a los dos elencos de la WWE.
El 27 de enero de 2019 en Royal Rumble, Becky Lynch (que reemplazó a Lana tomando su lugar en la batalla) ganó la segunda Rumble femenina después de eliminar a Flair. Unas semanas después el 17 de febrero en Elimination Chamber, Sasha Banks y Bayley ganaron los reintroducidos Campeonatos femeninos en parejas (mismos que fueron anunciados por Vince McMahon el 24 de diciembre en Raw). Dichos campeonatos no están afiliados a ninguna de las tres marcas de la empresa, y que aunque comparte nombre con las antiguas preseas femeninas por equipo,no comparten el linaje.
En marzo, The Bella Twins confirmaron su retiro definitivo de la lucha libre profesional después de una trayectoria de doce años. Un mes más tarde en WrestleMania 35, se llevó a cabo el primer evento central protagonizado por mujeres donde Becky Lynch derrotó a Ronda Rousey y Charlotte Flair, convirtiéndose en la primera y única mujer en haber conseguido ambos campeonatos de forma simultánea, Flair ganó la presea de SmackDown derrotando a Asuka y a su vez, rompió el récord de Trish Stratus con el mayor número de reinados que una fémina ha conseguido dentro de la WWE con reinados individuales. El evento también marcó el regreso de Beth Phoenix como parte de Divas of Doom, quienes compitieron por los campeonatos en parejas. El 6 de abril Chyna, Luna Vachon y Torrie Wilson fueron inducidas al WWE Hall of Fame. Asuka unió fuerzas con Kairi para formar una nueva dupla, misma que sería representada por Paige bajo el nombre de Kabuki Warriors, mientras que el Riott Squad quedaría disuelto. El 16 de mayo TMZ y posteriormente la WWE, dieron a conocer que la exsuperestrella Ashley Massaro había fallecido en la madrugada después de haber sido trasladada de emergencia al hospital. El 19 de mayo en Money in the Bank, Bayley derrotaría a Mandy Rose, Dana Brooke, Ember Moon, Natalya, Nikki Cross, Naomi y Carmella para convertirse en la nueva Ms. Money in the Bank y hacer su posterior canjeo, ganando por primera vez el campeonato femenino de Smackdown. Money in the Bank daría entrada a una rivalidad entre Becky Lynch y Lacey Evans, estarían en rivalidad los próximos meses viéndose involucrados Seth Rollins y Baron Corbin quienes tenían un feudo entre sí, protagonizando el main event de Extreme Rules en una lucha mixta extrema por el WWE Universal Championship y el Raw Women's Championship.
El 22 de julio se llevaría a cabo la Raw Reunion, donde estarían de invitadas las exdivas Melina, Kelly Kelly, Kaitlyn, Jillian Hall, Eve Torres, Candice Michelle, Alicia Fox y Lilian García, junto con las miembros del salón de la fama Alundra Blayze y Torrie Wilson, durante dicho show Candice, Alundra y Kelly obtuvieron el WWE 24/7 Championship, está última siendo la primera mujer en ostentar dicho campeonato. El 5 de agosto en Raw, Alexa Bliss y Nikki Cross se coronarían como nuevas campeonas en parejas después de derrotar a The IIconics, Kabuki Warriors y Fire & Desire. El 11 de agosto en SummerSlam, culminaría la rivalidad entre Charlotte Flair y Trish Stratus, que se dio para probar quien era la mejor estrella femenina en la historia de la empresa, Charlotte haría rendir a Stratus vía figure-8. El 12 de agosto en Raw, Sasha Banks regresaría renovada después de que numerosos medios anunciaran que pidió su liberación de contrato después de WrestleMania 35. Este sería el inicio de una breve rivalidad entre Banks y Lynch, misma que las llevaría a enfrentarse numerosas veces y en ocasiones estás unirían fuerzas con Bayley y Charlotte Flair respectivamente, la rivalidad concluiría con las derrotas de Banks y Bayley en WWE Hell in a Cell, en dicho PPV Alexa y Cross perderían sus campeonatos ante The Kabuki Warriors. El 11 y 14 de octubre se llevaría a cabo el WWE Draft para una reestructuración de marcas después del fracaso de la "Wild Card Rule", Monday Night Raw quedó conformado por: Asuka, Becky Lynch, Billie Kay, Charlotte Flair, Kairi Sane, Liv Morgan, Natalya, Peyton Royce, Sarah Logan y Zelina Vega, mientras que Friday Night SmackDown quedó conformado por: Alexa Bliss, Bayley, Carmella, Dana Brooke, Lacey Evans, Mandy Rose, Nikki Cross, Sasha Banks, Sonya Deville y Tamina; posteriormente mediante la web de WWE se confirmaría la liberación de contrato como luchadoras de: The Bella Twins (Brianna Danielson y Nicole García-Colace) y Victoria Crawford (Alicia Fox), después de más de 12 años en activo, sin embargo las tres seguirán representando a la WWE en eventos y programas televisivos.

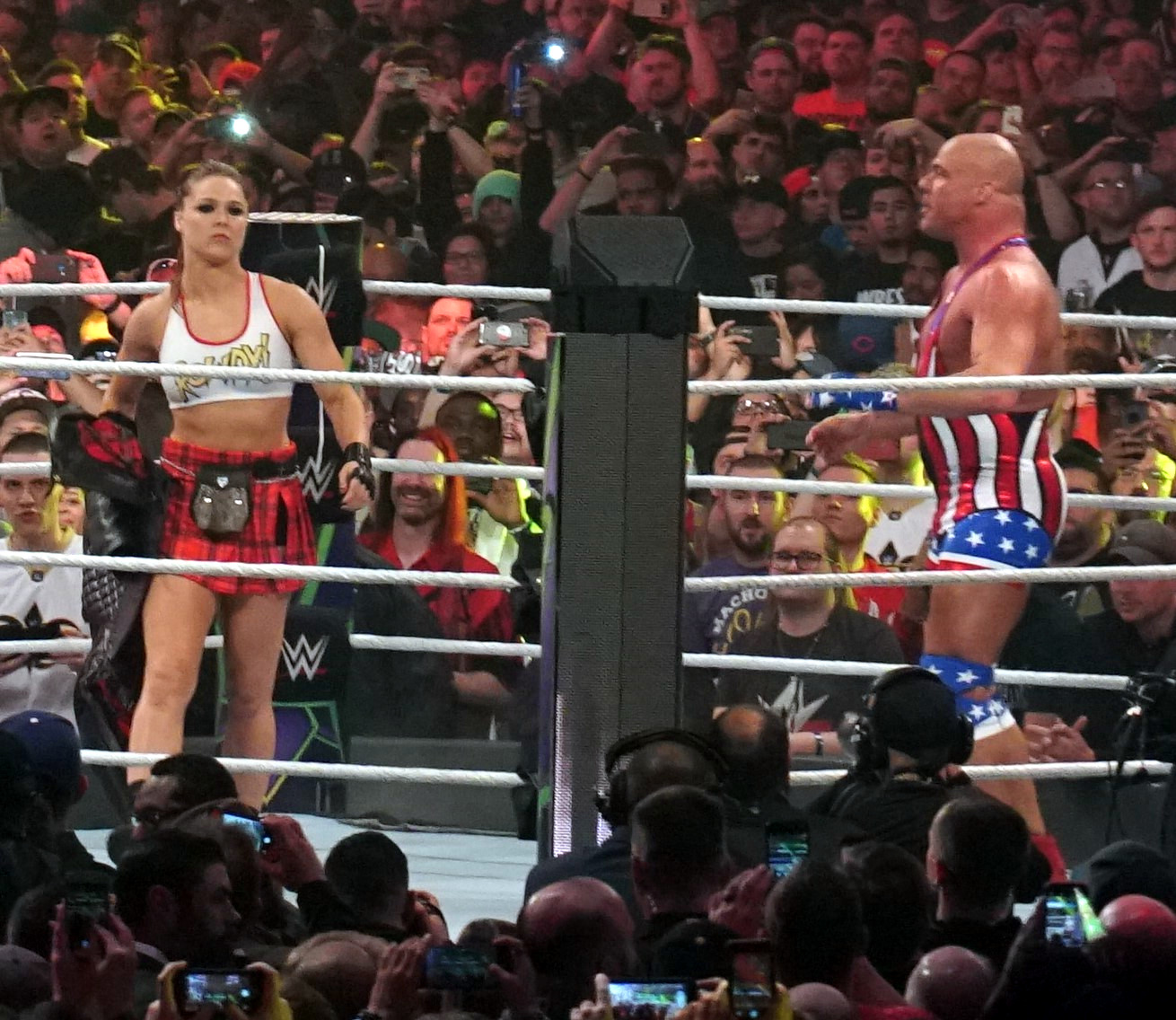
Ronda Rousey debutó como parte de Monday Night Raw en 2018.

A finales del año, Shayna Baszler y Rhea Ripley protagonizaron una rivalidad que las llevó a enfrentarse en el primer WarGames femenino en la historia de la WWE en el PPV homónimo, en dicho evento el Team Ripley (Rhea Ripley, Candice LeRae, Tegan Nox y Dakota Kai) derrotó al Team Baszler (Shayna Baszler, Kay Lee Ray, Io Shirai y Bianca BelAir). A lo largo de unas semanas ambas seguirían atacándose durante o después de sus luchas hasta que el 18 de diciembre, el feudo culminó con la victoria de Ripley sobre Baszler, ganando el Campeonato Femenino de NXT. Por otro lado, también culminó la rivalidad entre The Kabuki Warriors, Charlotte Flair y Becky Lynch, después de que las niponas retuvieran con éxito los campeonatos por equipo en una TLC match en el evento central del PPV homónimo.
El 26 de enero de 2020 en el Royal Rumble, Charlotte Flair ganó la Rumble femenino y a su vez, una oportunidad titular de su elección para WrestleMania 36. Flair eligió a Rhea Ripley como la campeona a enfrentar, por lo que a lo largo de los siguientes meses mantuvieron una rivalidad. La presea femenina de NXT se convirtió así en el primer campeonato de la marca amarilla en ser defendido en el magno evento. Después de que Shayna perdiera el campeonato ante Ripley, ascendió a la lista principal, debutando en Raw el 10 de febrero atacando a Becky Lynch, y empezando una rivalidad. Baszler ganó una oportunidad titular contra Lynch en WrestleMania después de su aplastante victoria sobre Asuka, Liv Morgan, Ruby Riott, Natalya y Sarah Logan en una Elimination Chamber match en el PPV homónimo, convirtiéndose así en la primera concursante (ya sea mujer u hombre) en eliminar a todos los participantes. Bayley defendió con éxito el Campeonato de SmackDown ante Naomi en WWE Super ShowDown, protagonizando la primera defensa titular femenina en el medio oriente. El 22 de febrero, la WWE anuncia a The Bella Twins como las siguientes inducidas al Salón de la Fama.
A principios de marzo de 2020 debido a la pandemia del COVID-19 a lo largo del mundo, la WWE canceló house shows así como meet & greet y audiencias en vivo durante grabaciones de los shows semanales, limitándose a transmitir luchas completas de PPV del pasado como parte de la primera hora del show. Debido a las medidas sanitarias del condado de Florida (cede de WrestleMania), NXT TakeOver: Tampa fue cancelado y WrestleMania pasó a ser transmitido desde el WWE Performance Center sin audiencia como los shows semanales, dividiendo el evento en dos días. El 3 de abril en SmackDown, se reveló que Sonya Deville había sido quien saboteó la relación entre Mandy Rose y Otis con ayuda de Dolph Ziggler, empezando una rivalidad entre las ahora enemigas y disolviendo "Fire & Desire". Rumbo al evento fueron confirmadas 5 luchas femeninas, la primera noche el 4 de abril, Alexa Bliss y Nikki Cross ganaron los Campeonatos femeninos en parejas por segunda vez ante The Kabuki Warriors y Charlotte Flair derrotó a Rhea, convirtiéndose en campeona de NXT por segunda ocasión. En la primera mitad del año, la WWE liberó de sus contratos a un número significativo de talentos, como lo fueron : Sarah Bridges (Sarah Logan), Sarah Stock, Mary Louise (Maria Kanellis), Deonna Purrazzo, Monique Jenkins (MJ Jenkins), Serena Deeb, Taynara, Rachael Ellering (Rachel Evers), Raquel Lourenco (Killer Kelly), Catherine Kelley (Cathy Kelley) y Marie Gabert (Jazzy Gabert).

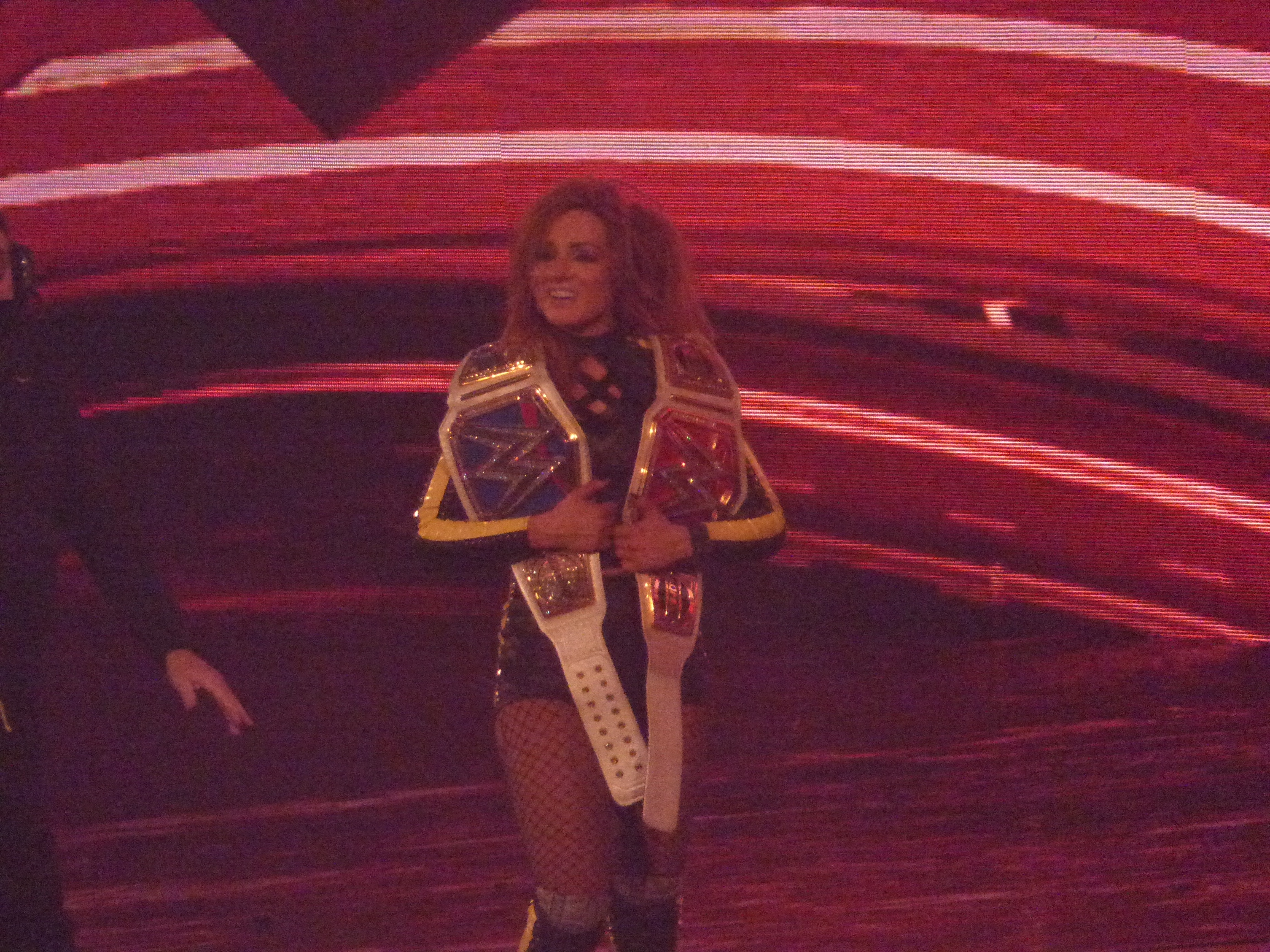
Lynch derrotó a Ronda y Charlotte en el primer evento central entre mujeres, convirtiéndose en la primera y única mujer en ganar a la vez el Campeonato femenino de Raw y el de SmackDown.

A lo largo de los siguientes meses Asuka se coronó como nueva campeona femenina de Raw después de que Becky Lynch confirmara su embarazo, convirtiendo a la nipona en la segunda Campeona Grand Slam y la tercera Campeona Triple Corona. Posteriormente, Asuka inició una rivalidad con Bayley y Sasha Banks, quienes se habían convertido en campeonas en pareja por segunda ocasión. Después de que un combate titular entre Sasha y Asuka quedara en descalificación, Stephanie estipuló uno nuevo la semana entrante, durante el mismo Bayley atacó a Kairi Sane en backstage, Asuka abandono el ring para salvar a su compañera, lo que resultó en su derrota por conteo, por lo que Banks ganó el título por quinta vez. Con Banks y Bayley al mismo tiempo sosteniendo el Campeonato de Raw, el  de SmackDown y los Campeonatos por parejas, convirtiéndose en el primer equipo de mujeres en la historia en tener todas las preseas femeninas de la lista principal simultáneamente, así como el primer equipo desde Stone Cold y Triple H (The Two-Man Power Trip) en poseer todos los campeonatos de sus respectivas divisiones. En The Horror Show en Extreme Rules, Alexa Bliss apareció durante el combate cinematográfico entre Braun Strowman y Bray Wyatt, este último usó la imagen de Bliss ya que Strowman le tenía afecto, lo que terminó por involucrarla en la historia que los dos mantuvieron después de ser atacada por el alterego de Wyatt, "The Fiend", en el episodio del 31 de julio de SmackDown. El ángulo entre Bliss y The Fiend continuó en los próximos meses, con Alexa entrando en trance y usando a su finisher atacando a diferentes luchadoras. En el episodio del 2 de octubre de SmackDown, Bliss se unió oficialmente a The Fiend después de atacar a Kevin Owens, posteriormente, Alexa también atacaría a Nikki Cross enfrentándola por un par de ocasiones, disolviendo su alianza. 
En SummerSlam, Banks perdió el Campeonato de Raw ante Asuka, y en Payback los campeonatos por parejas ante Nia Jax y Shayna Baszler. En el mismo show culminó la rivalidad entre Sonya y Mandy, esto debido a que Daria Berenato (Sonya Deville) fuera víctima de un atentado de secuestro días antes en su domicilio donde también estaba Amanda (Mandy Rose), esta última fue amenazada de muerte por el agresor, Berenato levantó cargos y acudió a audiencias, lo que la dejó inactiva el resto del año. La empresa manejó su tiempo libre de diferente forma en el storyline, Sonya salió derrotada por Rose en una lucha que tuvo como condición que la perdedora abandonaría la empresa. El 2 de septiembre en Raw, The IIconics (Peyton Royce y Billie Kay) fueron obligadas a separarse definitivamente después de salir derrotadas por The Riott Squad (Ruby Riott y Liv Morgan), como parte del Draft 2020, Peyton permaneció en Raw mientras que Billie fue enviada a SmackDown. En el episodio del 4 de septiembre de SmackDown, luego de que Sasha y Bayley fueran derrotadas por Jax y Baszler en su revancha titular, Bayley traiciona a Banks atacandola brutalmente. Después de semanas de rivalidad, el ángulo culminó en una lucha tipo Hell in a Cell en el PPV homónimo, donde Banks salió victoriosa convirtiéndose por primera vez en Campeona femenina de SmackDown y a su vez en la tercera mujer Grand Slam y la cuarta Campeona Triple Corona dentro de la empresa. Durante los últimos meses del año, la WWE confirmó la salida de la empresa de Kaori Housako (Kairi Sane), Renee Paquette (Renee Young) y Thea Trinidad (Zelina Vega). Mientras que las liberaciones de Housako y Paquette fueron a petición propia, la de Trinidad fue por no seguir las condiciones que Vince McMahon estipuló en los nuevos contratos de sus empleados, negándose a cerrar sus cuentas personales de Twitch y OnlyFans por los ingresos extras que ambas plataformas le brindaron, iniciando una gran controversia en redes sociales, donde fanáticos y luchadores atacaron a las políticas restrictivas de McMahon, Vega fue recontratada en 2021, haciendo su regreso el 2 de julio.
El 31 de enero en el Royal Rumble, Bianca Belair ganó la Rumble femenina eliminando al final a Rhea Ripley, convirtiéndose en la segunda superestrella afrodescendiente en conseguir dicho logro, solo detrás de The Rock. Permaneciendo en la lucha 56 minutos, el récord más largo establecido en una Rumble femenina entrando como la #3. Entre las entradas sorpresas se encontró a Jillian Hall, Alicia Fox, Torrie Wilson y Victoria, esta última después de 12 años desde su última aparición dentro de la WWE. El 10 de febrero en NXT, William Regal anunció que la marca tendría sus propios cinturones femeninos por parejas, convirtiendo a Dakota Kai y Raquel González en las campeonas inaugurales al haber sido las ganadoras del primer Dusty Rhodes Tag Team Classic femenino, sin embargo, perdieron los títulos esa misma noche en su primer defensa ante Shotzi Blackheart y Ember Moon. El 10 y 11 de abril se celebraron las noches uno y dos de WrestleMania 37, donde Bianca Belair derroto en el evento central de la primera noche a Sasha Banks coronándose como la nueva Campeona Femenina de SmackDown, mientras que Rhea Ripley derroto a Asuka en la noche dos, coronándose como la nueva Campeona Femenina de Raw.
La primera mitad del año fueron liberadas de sus contratos varias estrellas femeninas, tales como: Mickie James, Chelsea Green, Cassandra McIntosh (Peyton Royce), Jessica McKay (Billie Kay), Jessamyn Duke, Brandi Pawelek (Skyler Story), Danielle Kamela (Vanessa Borne), Marina Shafir, Dori Prange (Ruby Riott), Santana Garrett, Charly Arnolt (Charly Caruso), Kavita Dalal (Kavita Devi), Catherine Perry (Lana) y Joseann Offerman (JoJo). Después de los múltiples despidos hubo varios cambios en las marcas de la WWE, el más notorio fue el cambio de NXT a NXT 2.0, el programa ahora sería supervisado por los mismos directivos de las marcas principales además del mismo Vince McMahon, esto para regresar a "la antigua fórmula WWE", donde se reclutan a ex-atletas olímpicos o universitarios, gimnastas y fisicoculturistas. Dicho cambios fueron acompañados con el ascenso a Raw y SmackDown de Shotzi, Xia Li, Tegan Nox, Doudrop, Aliyah y Toni Storm junto al regreso de Zelina Vega, mientras que para reforzar los rosters de NXT 2.0 y NXT UK,  debutaron Meiko Satomura, Blaire Davenport, Elektra López, Gigi Dolin, Persia Pirotta, Jacy Jayne, Cora Jade, Ivy Nile, Zoey Stark, Lash Legend y Amari Miller, además del regreso a la marca de Mandy Rose.
El 21 de agosto en SummerSlam, Becky Lynch hizo su regreso a la compañía como parte del elenco de SmackDown retando a la campeona, Bianca Belair, derrotándola en 30 segundos y ganando consigo el campeonato de la marca por cuarta vez en su carrera, causando gran polémica por cómo se llevó la lucha, el tiempo que duró y el trato que la ex-campeona había recibido para traer de regreso a Lynch, pues originalmente se tenía planeada una lucha entre Banks y Belair que fue cancelada de último momento, incluso se había determinado que Carmella sería la sustituta. En el mismo evento, Charlotte ganó por séptima vez el Campeonato Femenino de Raw al derrotar a Nikki A.S.H y Rhea Ripley, mientras que Eva Marie tuvo su primera lucha individual desde 2016, siendo derrotada por Alexa Bliss. Nikki y Ripley iniciarían una alianza, misma que las llevó a capturar las preseas en parejas derrotando a Tamina y Natalya el 20 de septiembre en Raw.
El 1 de octubre se llevó a cabo la primera noche del Draft 2021, introduciendo una nueva regla a la famosa dinámica, esta ocasión las estrellas transferidas no harán su debut en su nueva marca hasta el 22 de octubre. Esa misma noche se anunció la primera edición del Queen's Crown Tournament, mismo que fue una versión femenina del King of the Ring donde varias estrellas femeninas de ambas marcas se enfrentan en rondas eliminatorias; la final se llevó a cabo en Crown Jewel entre Doudrop y Zelina Vega, siendo ganada por esta última y pasando a ser conocida como Queen Zelina, misma que iniciaría una alianza con Carmella, entrando en rivalidad con las campeonas en parejas, Nikki A.S.H y Rhea Ripley, a las que despojaron de las preseas el 22 de noviembre de ese mismo año, siendo este el primer campeonato de Zelina dentro de WWE y el segundo de Carmella.
Después del 22 de octubre, el roster de Raw quedó conformado por: Alexa Bliss, Becky Lynch, Bianca Belair, Carmella, Dana Brooke, Doudrop, Liv Morgan, Mia Yim, Nia Jax, Nikki A.S.H, Rhea Ripley, Tamina, Tegan Nox y Zelina Vega, mientras que el roster de SmackDown quedó conformado por: Aliyah, Charlotte Flair, Naomi, Natalya, Sasha Banks, Shayna Baszler, Shotzi, Toni Storm y Xia Li. Después de los resultados del Draft, Lynch y Flair quienes eran campeonas de la marca opuesta, hicieron el primer intercambio de campeonatos en la historia de la empresa, mismo que se llevó a cabo en SmackDown; sin embargo, dicho suceso marcó gran polémica, pues surgieron rumores que fueron confirmados posteriormente por Lynch de un altercado verdadero en bastidores entre ella y Charlotte, ya que durante el segmento, Flair lanzó el que fue su campeonato directo a la lona en lugar de entregárselo en la mano, por lo que Becky le respondió de la misma forma, Sonya Deville quien fungía un rol de autoridad en pantalla en ese momento, se vio envuelta en la pelea al pedirle a Charlotte que lo levantara de la lona e incluso la reprendió en backstage una vez el segmento terminó.
El 26 de octubre en Halloween Havoc, Mandy Rose y sus compañeras de Toxic Attraction, Gigi Dolin y Jacy Jayne, capturaron todo el oro de NXT 2.0 después de que Rose derrotara a Raquel González quien era la Campeona femenina de NXT, mientras que Jayne y Dolin derrotaron a las Campeonas en parejas, Io Shirai y Zoey Stark.  
Como resultado de la segunda mitad del año, también se liberó de su contrato a: Savelina Fanene (Nia Jax), Toni Rosall (Toni Storm), Natalie Nelson (Eva Marie), Jazmin Benítez (Mercedes Martínez), Adrienne Reese (Ember Moon), Stephanie Bell (Mia Yim), Kira Forster (Franky Monet), Steffanie Newell (Tegan Nox), Elizabeth Chihaia (Scarlett), Briana Brandy (B-Fab), Jessica Elaban (Jessi Kamea), Angela Arnold (Zayda Ramier), Catalina García (Katrina Cortez) y Amy Samardzija (Candy Floss).
El 29 de enero del 2022 en Royal Rumble se llevó a cabo la batalla real femenina, misma en la que hicieron apariciones especiales: Melina, Ivory, Summer Rae, Nikki Bella, Michelle McCool, Molly Holly, Brie Bella, Kelly Kelly, Alicia Fox, Cameron, Sarah Logan, Lita y por primera vez en la historia la campeona de otra empresa hizo acto de presencia, siendo en esta ocasión Mickie James, quien en ese momento era la Campeona de las Knockouts de Impact Wrestling; La batalla terminó con Ronda Rousey como ganadora después de eliminar a Charlotte Flair, marcando su regreso a la compañía desde su abrupta salida en 2019 después de ser derrotada por Becky Lynch en el primer evento central femenino en un WrestleMania, retando a Charlotte Flair a una lucha titular para la edición 38 por la presea femenina de la marca azul.
El 31 de enero en Raw, Lita respondió al reto de Becky Lynch a una lucha titular para Elimination Chamber, esto las llevaría a empezar un breve feudo que culminó con la victoria de Lynch sobre la leyenda el 19 de febrero en dicho PPV, siendo esta la primera lucha titular de Lita desde Survivor Series (2006). En el mismo PPV pero dentro de la cámara de eliminación, Bianca Belair ganó una oportunidad titular contra Lynch para WrestleMania 38, después de derrotar a Alexa Bliss, Nikki Cross, Doudrop, Rhea Ripley y Liv Morgan.
La primera mitad del año se liberó de sus contratos a: Saraya Bevis (Paige), Candice Dawson (Candice LeRae), Cheree Crowley (Dakota Kai), Stephanie De Landre (Persia Pirotta), Kellie Morga (Mila Malani), Sanjana George (Vish Kenia), Chloe Christmas (Blair Baldwin) y Jaylen Williams (Raelyn Divine).
En WrestleMania, Bianca Belair obtuvo el campeonato femenino de Raw, Charlotte retuvo ante Ronda Rousey y Sasha Banks y Naomi obtuvieron las preseas en parejas al derrotar a Carmella & Zelina, Natalya & Shayna y Rhea & Liv, siendo esta la primera presea en parejas de Naomi y la tercera de Sasha. Sin embargo, el 22 de mayo del 2022, Trinity Fatu (Naomi) y Mercedes Varnado (Sasha Banks) se verían envueltas en una de las más grandes polémicas dentro de la empresa, esto antes de dar inicio al Raw que sería celebrado ese mismo día, pues se anunció que Varnado y Fatu formarían parte de una lucha por eliminación de seis participantes para nombrar a la siguiente retadora por el Campeonato femenino de la marca, sin embargo, ambas abandonaron el arena debido a los planes creativos; estos consistían en que ambas se convertirían en las retadoras principales de las campeonas femeninas mundiales de turno (Bianca Belair y Ronda Rousey) en Hell in a Cell solo para salir derrotadas; Ambas declinaron la oferta para que otras luchadoras de la división individual tuvieran dicha oportunidad, sin embargo, Vince se negó a desarrollar una historia para las preseas en equipo. Esta situación llevó a las ex-campeonas a entregar los campeonatos con el jefe de talentos, John Laurinaitis, esa misma noche en Raw, solo para que las siguientes semanas en comentarios y en las redes sociales de la empresa fueran tachadas de ser “poco profesionales” abriendo un gran debate en la comunidad de lucha libre, al punto de que a cabo de días fueron despojadas oficialmente de los campeonatos y suspendidas indefinidamente sin gozo de sueldo, abriéndose un torneo para coronar a las nuevas campeonas en pareja (mismo que fue pausado a los días del anuncio). La polémica continúo con la solicitud de liberación de contrato de Varnado a mediados de junio, ciertas fuentes apuntaban que ella ya estaba molesta con el manejo de su personaje desde vísperas de WrestleMania debido a que su papel en dicho PPV fue dado a Ronda Rousey; meses después, Mercedes lo confirmó alegando que le parecía injusto el trato preferencial hacia Rousey, quien ganaba más dinero y tenía mejores historias a pesar de haber estado inactiva dos años además de ser poco experimentada el mundo de la lucha libre a comparación de su carrera en UFC. El estatus de Trinity y Mercedes fue incierto por meses debido a que ambas estuvieron trabajando para campañas, eventos de moda y alfombras rojas sin representar a la empresa, sin embargo, durante el verano se liberó de su contrato a Mercedes a pesar de haber negociado con ella, dejándola con una cláusula de no competencia hasta enero del 2023.

### La Nueva Era (2022–presente)
El 2 de julio en Money in the Bank, Liv Morgan ganó el maletín femenino para que esa misma noche lo canjeara exitosamente contra Ronda Rousey, convirtiéndose en Campeona femenina de SmackDown y marcando este campeonato como el primero de toda su carrera, sin embargo, lo perdería ante la misma Rousey dos meses después en Extreme Rules.
El 4 de julio en NXT, Roxanne Perez y Cora Jade derrotaron a Gigi Dolin y Jacy Jayne, convirtiéndose en campeonas en parejas de la marca, siendo este el primer campeonato de ambas dentro de la WWE; sin embargo, el 12 de julio en NXT 2.0, Cora traicionó a Roxanne golpeándola con una de las preseas durante un combate que esta disputaba contra Mandy Rose, cambiando a heel y empezando una rivalidad. Semanas después, Perez y Jade fueron despojadas de los títulos al dejar de ser compañeras; por lo que los cinturones fueron puestos en juego el 2 de agosto en una lucha fatal de cuatro esquinas por parejas, misma que ganaron Kayden Carter y Katana Chance (antes Kacy Catanzaro), siendo este el primer campeonato de ambas dentro de WWE.
En ese mismo mes salió a la luz que tanto Vince McMahon como John Laurinaitis, habían dado millones de dólares a lo largo de 14 años a aproximadamente cinco ex-estrellas femeninas con las que mantenían relaciones sexuales en secreto, teniendo que dejar sus labores en la empresa por las investigaciones policiales; posteriormente, se alegó que estas mujeres habrían estado bajo contrato hasta 2005, fecha en la que Vince decidió liberarlas. El 22 de julio, Vince McMahon anunció su retiro de la compañía y a su vez dejó a su hija, Stephanie McMahon como CEO de la WWE junto a Nick Khan, mientras que Triple H volvería a su puesto antes de su salida en 2021 como director creativo de todas las marcas, esto solo duró unos cuantos meses ya que Vince volvería a su puesto a principios del 2023 después de que Stephanie presentara su renuncia. Como resultado inmediato de la nueva reestructuración, hicieron su regreso Bayley, Iyo Sky (antes Io Shirai), Dakota Kai, Scarlett, Candice LeRae, Tegan Nox, Valhalla (antes Sarah Logan), Santana Garrett (como entrenadora), B-Fab, Emma, Mia Yim y Cathy Kelley, todas (a excepción de Bayley e Iyo) habían sido liberadas de sus contratos en los últimos 5 años; en adición, los campeonatos en pareja hicieron su regreso con un torneo que fue ganado por Raquel Rodríguez y Aliyah, esta última convirtiéndose en campeona por primera vez dentro de la empresa.
Después de la victoria de Belair sobre Becky Lynch en SummerSlam 2022 (donde culminó su rivalidad), Bianca inició un nuevo feudo junto a Asuka y Alexa Bliss contra las nuevas integrantes de la marca roja, Damage CTRL (Bayley, Dakota Kai e Iyo Sky), enfrentándose de forma individual y en tercias a lo largo de 4 meses. Iyo y Dakota ganaron en ese tiempo dos veces los campeonatos en parejas, mientras que Asuka y Alexa solo los consiguieron una sola vez; La rivalidad entre las dos tercias culminó con la victoria del equipo de Bianca en Survivor Series en una lucha tipo WarGames donde también se vieron involucradas Becky Lynch, Mia Yim (a favor de Bianca), Nikki Cross y Rhea Ripley (a favor de Bayley). 
El 18 de agosto WWE anunció la creación de NXT Europe, este sirve de expansión a NXT UK y estará entrando en vigor desde 2023; sin embargo, varias mujeres fueron liberadas de sus contratos, como fue el caso de: Samantha Allen (Nina Samules), Xia Brooks (Xia Brookside), Millie McKenzie (Emilia McKenzie), Jie Yin (Erica Yan), Amelia Herr (Sloane Jacobs), Amale Dib, Chloe Smyth (Dani Luna), Francesca Brown y Jinny Sandhú; esta última al verse forzada al retiro por una lesión. Las demás luchadoras que estaban firmadas permanecieron bajo contrato, mientras que Blair Davenport y Meiko Satomura fueron transferidas a NXT en Estados Unidos pues se pactó una lucha de unificación de campeonatos femeninos, misma que ganó la campeona de NXT USA, Mandy Rose, dicha lucha fue celebrada en NXT: Worlds Collide. Después de este evento, Mandy ya estaba más que consolidada como una de las luchadoras más dominantes de la empresa, para ese entonces ya  había derrotado a Cora Jade, Wendy Choo, Meiko Satomura, Blair Davenport, Roxanne Perez, Zoey Stark, Sarray, Iyo Sky, Raquel Rodríguez, Dakota Kai y Alba Fyre (antes Kay Lee Ray), defendiendo con éxito su campeonato en diversos PPV. Sin embargo, meses después surgió una polémica con Rose después de que se filtrara contenido para adultos que ella misma vendía en su página de FanTime, trayendo comparaciones al caso por el cual fue despedida Zelina Vega a finales del 2020 por su cuenta de OnlyFans, pues según la compañía, utilizar estos sitios para obtener dinero extra hacen que estén incurriendo en incumplimiento de contrato. El 14 de diciembre del 2022, Amanda Saccomanno (Mandy Rose) fue liberada de su contrato con la empresa debido a la página, meses después de su liberación ella misma confesó que no estaba enterada de la decisión de los ejecutivos, ya que el director de talentos de NXT, Shawn Michaels, consideró su salida una gran pérdida para la empresa; por otro lado, Amanda generó más dinero en menos de un mes en dicho sitio que dentro de la misma WWE, con una ganancia de un millón de dólares. La decisión fue tomada un día antes en NXT, donde Mandy fue derrotada por Roxanne Perez, misma que terminó con su reinado de 413 días, el cual terminó siendo el tercero más largo en la historia del campeonato solo detrás de Shayna Baszler y Asuka. Su facción, Toxic Attraction, estuvo activa poco menos de dos meses después de su despido, ya que Jacy Jayne terminaría traicionando a Gigi Dolin como parte de un ángulo de separación entre ellas después de ser derrotadas por Roxanne en una lucha titular individual, dicho segmento fue celebrado en NXT el 7 de febrero en un segmento “Ding Dong, Hello!” con Bayley, recreando la famosa traición de Shawn Michaels a Marty Jannetty en 1992.
El 30 de diciembre en SmackDown, Charlotte Flair hizo su regreso después de meses inactiva derrotando a Ronda Rousey por la presea femenina de la marca y convirtiéndose en 14 veces campeona dentro de WWE. El 23 de enero del 2023 se iniciaría una nueva polémica para la empresa en cuanto el trato hacia su división femenina, pese que ese día se celebró el treinta aniversario de Monday Night Raw, las apariciones de figuras femeninas del pasado fue nula a comparación de las figuras masculinas, pues solo Alundra Blayze fue invitada a la ceremonia, más tarde ese mismo día, The Bella Twins decidieron tomar sus redes sociales para hablar sobre dicha problemática, nombrando a mujeres de su época y anteriores que fueron totalmente ignoradas por la empresa, pues ni siquiera fueron exhibidas en los video tributos transmitidos; posteriormente, se dio a conocer que la lucha que se celebraría entre Becky Lynch y Bayley dentro de la Steel Cage había sido cancelada porque el segmento de Roman Reigns había tomado mucho más tiempo del planeado a pesar de haber sido un show de tres horas de duración. Como respuesta, la empresa decidió que Becky y Bayley se enfrentarían bajo la misma estipulación en el evento central de Raw dos semanas después, durante el combate, Lita ayudó a Becky a llevarse la victoria después de atacar a Iyo Sky y Dakota Kai, quienes estaban sirviendo de distractoras, celebrando juntas en el ring.
El 28 de febrero en el Royal Rumble femenino, Rhea Ripley eliminó al final a Liv Morgan, ganando así una oportunidad titular en WrestleMania 39 contra la campeona de SmackDown, Charlotte Flair; durante la lucha regresaron Michelle McCool, Nia Jax como parte del alumni, mientras que Chelsea Green, Asuka y Piper Niven (conocida anteriormente como Doudrop) regresaron como parte activa del elenco, estas dos últimas después de semanas fuera de la programación puesto que presentaron nuevos personajes. Después de que Ripley eligiera a la campeona de la marca contraria, las mujeres tanto de Raw como SmackDown compitieron para determinar a la oponente de Bianca Belair para WrestleMania dentro de la Elimination Chamber, misma que ganó Asuka al derrotar a Liv Morgan, Carmella, Raquel Rodríguez, Natalya y Nikki Cross; convirtiéndose en la única mujer en ganar una Royal Rumble, un maletín de Money in the Bank, ser la única sobreviviente en una lucha tradicional de Survivor Series y por último, ganar una Elimination Chamber.
El 27 de febrero en Raw, Becky Lynch y Lita ganaron los campeonatos en parejas al derrotar a Dakota e Iyo, gracias a esta victoria, Lita se convirtió en la primera mujer que después de ser inducida al salón de la fama gana un campeonato principal, está también es su primera presea desde 2006; una semana después, Lita, Becky Lynch y Trish Stratus retaron a una lucha en WrestleMania 39 a Damage CTRL.
La primera mitad del año, Trinity McCray (Naomi), Brianna García (Brie Bella), Nicole García (Nikki Bella), Victoria Crawford (Alicia Fox), Sari Fujimura (Sarray) y Stephanie McMahon dejaron la empresa al no renovar sus contratos.
Las noches del 1 y 2 de abril se celebraron WrestleMania 39 y NXT Stand & Deliver, Indi Hartwell se convirtió en Campeona femenina de NXT al derrotar a Roxanne, Tiffany Stratton, Gigi Dolin, Zoey Stark y Lyra Valkyria. Alba Fyre e Isla Dawn en Campeonas femeninas en parejas de NXT al derrotar a Fallon Henley y Kiana James, y Rhea Ripley derrotó a Charlotte, convirtiéndose en Campeona femenina de SmackDown; por otro lado, Becky, Lita y Trish, derrotaron a Damage CTRL. Liv Morgan y Raquel ganarían los campeonatos en parejas dos semanas después al derrotar a Becky y Trish, sin embargo, los perdieron rápidamente después de una mala ejecución de movimientos durante una lucha en equipo, misma que terminó con lesiones importantes para Liv Morgan y Dakota Kai, quienes quedaron inactivas. Después de la lucha de Raquel y Liv, Trish, quien sustituyó a Lita de último minuto después de un misterioso ataque, traicionó a Becky, confesando ser ella quien atacó a Lita, cambiando a heel y empezando un feudo individual.
En la semana de Night of Champions, Trish derrotó a Becky Lynch gracias a la ayuda de su nueva aliada, Zoey Stark; por otro lado, Asuka derrotó a Bianca Belair, obteniendo el Campeonato femenino de Raw y terminando con su reinado de 400 días, Tiffany Stratton derrotó a Lyra Valkyria en la final del torneo para coronar a la nueva campeona de NXT, mientras que Ronda Rousey y Shayna Baszler ganaron los campeonatos femeninos en equipo. Sin embargo, el reinado de Rousey y Baszler no duraría mucho después de que esta última traicionara a Ronda, provocando que Liv Morgan y Raquel ganarán las preseas en parejas en Money In The Bank; por otro lado, en ese mismo PPV, Iyo Sky ganó el maletín femenino canjeadoló más tarde contra la nueva campeona de WWE, Bianca Belair, logrando derrotarla y consiguiendo por primera vez el campeonato. 
Liv y Raquel perderían sus campeonatos después de ser derrotadas por Chelsea Green y Sonya Deville, quienes a su vez consiguieron su primera presea dentro de WWE. Deville saldría lesionada al poco tiempo, siendo reemplazada como campeona por Piper Niven, quien reclamó su lugar. A finales del año, Ronda Rousey, Macey Estrella (Lacey Evans), Nhooph Areebi (Aliyah), Ashley Sebera (Dana Brooke), Aleah James, Tenille Dashwood (Emma), Jennifer Cantú (Yulisa Leon), Alexis Gray, Gina DeLucia, Brooklyn Barlow y Sarah Baer fueron liberadas de sus contratos con WWE; por otro lado, Nia Jax y Kairi Sane fueron recontratadas, reapareciendo para Raw y SmackDown respectivamente. Becky Lynch ganaría por primera vez el Campeonato Femenino de NXT después de derrotar a Tiffany Stratton, empezando un ángulo tanto en el roster principal como en la marca amarilla, defendiendolo exitosamente contra Stratton, Tegan Nox, Indi Hartwell y Natalya, sin embargo, lo perdió ante Lyra Valkyria en NXT Halloween Havoc.

## Impacto fuera de la WWE

### Reality shows

#### Total Divasy sus spinoffs (2013–presente)

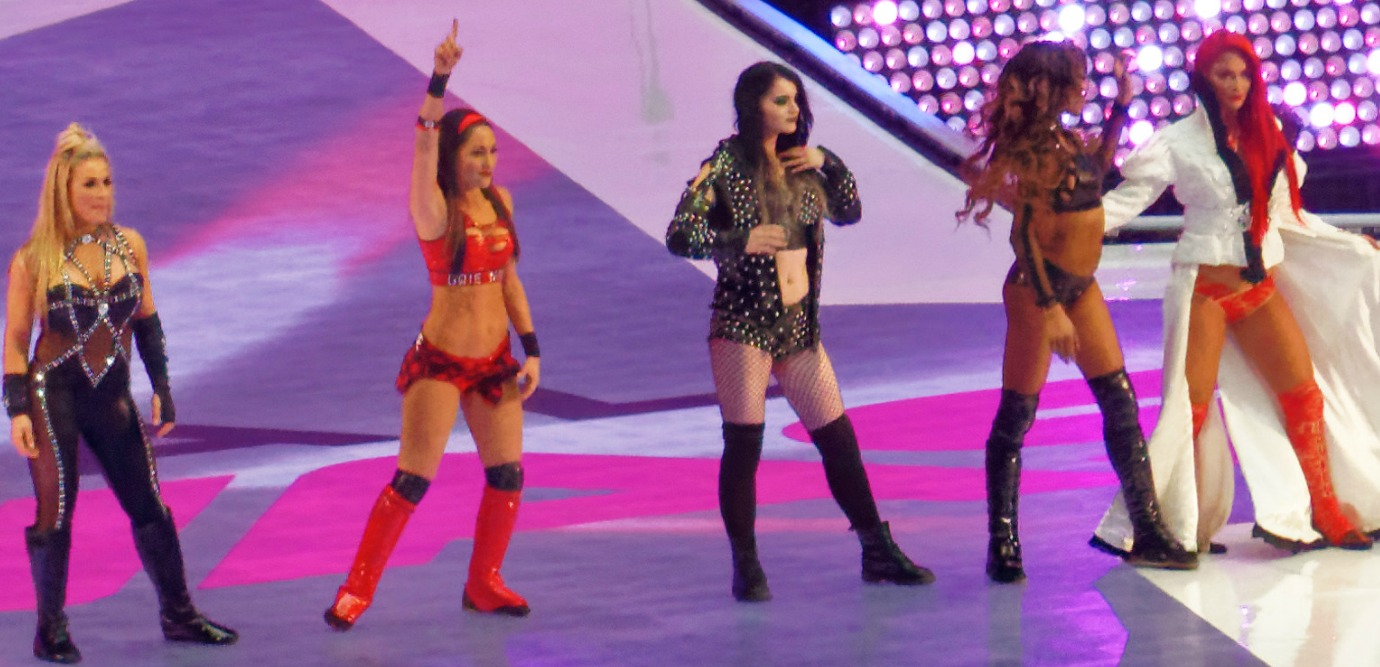
Cast del reality en 2016.

El 22 de abril de 2013, se anunció que las divas tendrían su propio reality show emitido por la cadena E!, esté llevaría el nombre de Total Divas. El reality esta centrado en la vida profesional y laboral de Natalya, Naomi, Cameron, The Bella Twins (Brie y Nikki), Eva Marie y JoJo Offerman. El show se estrenó el 28 de julio. A consecuencia de su gran éxito el reality fue renovado para una segunda temporada Desde su estreno, varias estrellas femeninas han formado parte del show y lo han dejado de igual forma, otras solo aparecen en roles secundarios o como invitadas. Hasta el día de hoy se han estrenado 9 temporadas.
El 18 de abril de 2016, E! anunció el primer spin-off deTotal Divas, éste tendría como protagonistas a The Bella Twins (Brie y Nikki), llevando el nombre de Total Bellas.
El 8 de enero del 2018, se anunció que Maryse y The Miz tendrían su propio reality show tras su salida de Total Divas, este es emitido en USA Network desde el 24 de julio bajo el nombre de Miz & Mrs., el reality está basado principalmente en su vida marital.

#### Otros shows
Versiones animadas de la Fabulous Moolah y Wendi Richter fueron incluidas por CBS en la mañana de dibujos animados para Hulk Hogan's Rock 'n' Wrestling.
WWE Sunday Dhamaal, un show hindú producido por la WWE, lanzó al aire un especial titulado WWE Evolution, enfocado en el talento femenino de la empresa.
En 2019, se lanzó un reality show para Quibi llamado Fight Like a Girl, en el show Stephanie McMahon empareja a una fanática con una luchadora.

### Revistas

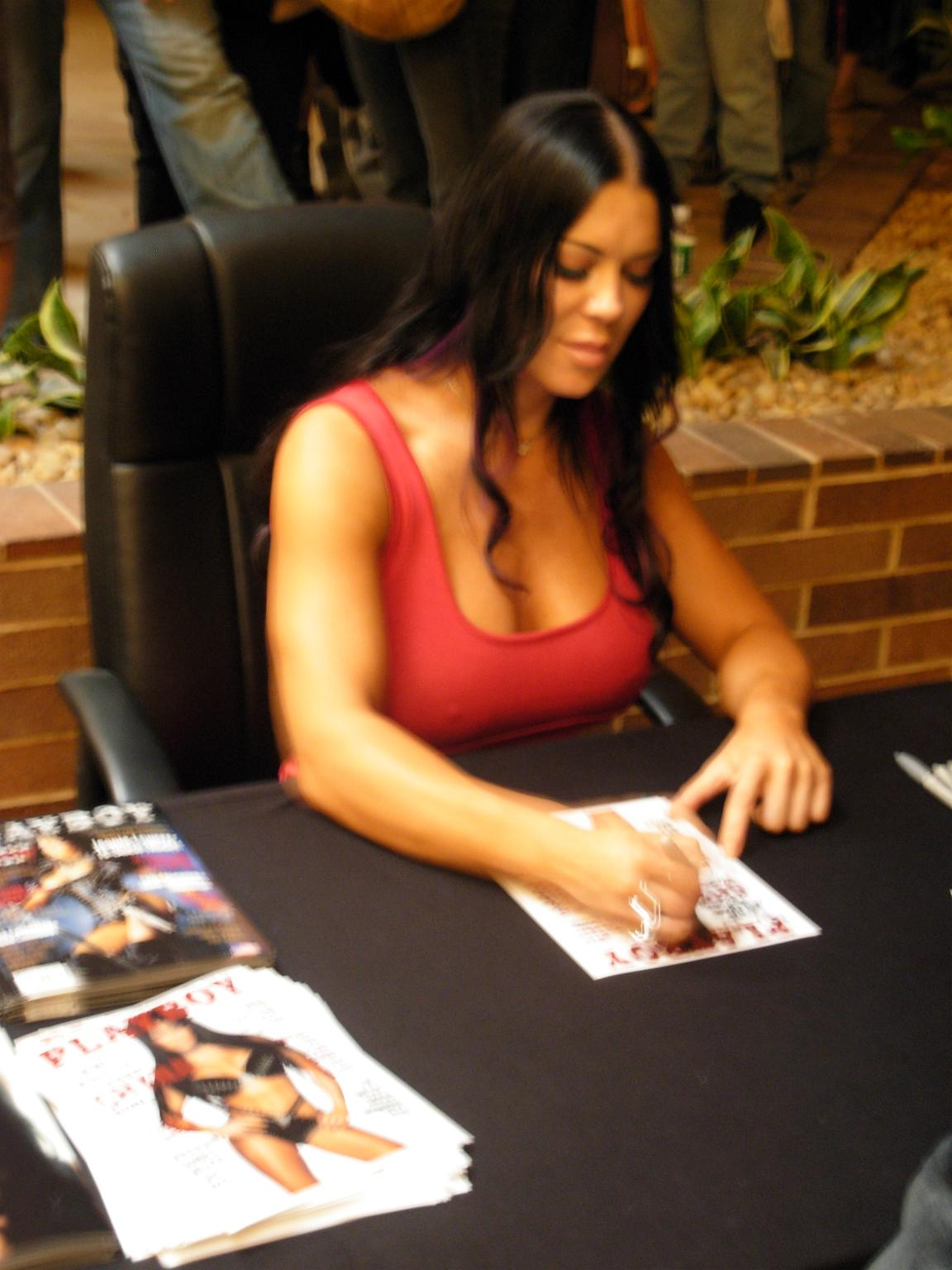
Chyna autografiando la portada de su revista Playboy el 8 de octubre de 2007.

Desde 1999 hasta 2008, siete mujeres de la WWE posaron para Playboy (Tiffany, Carmella DeCesare y Maryse posaron para la revista antes de ser contratadas por la empresa), otras estrellas como Trish Stratus, Lita, Debra, Sharmell, Stacy Keibler, Michelle McCool, y Melina fueron invitadas a posar para la revista, pero ninguna de ellas aceptó. Alundra Blayze confesó en 2016 en una entrevista para JBL With Legends, que posó antes para Playboy que ninguna otra mujer de la WWE, sin embargo, nunca autorizó la publicación al temer que su carrera de luchadora se viera afectada.
En una entrevista dada por Maria Kanellis después de su despido en 2010, dio a conocer que a muchas de las mujeres que posaban para la revista se les daba un trato "especial", muchos otros han citado a Ashley Massaro y Chrsity Hemme, quienes recibieron luchas titulares en WrestleMania después de haber posado para la famosa revista. Por el inicio de la era PG y su censura, ahora algunas estrellas femeninas han posado en traje de baño para MAXIM como lo fueron Mandy Rose, Summer Rae y Kelly Kelly.
- 1999: Sable
- 2000: Chyna
- 2001: Chyna
- 2003: Torrie Wilson
- 2004: Torrie Wilson y Sable
- 2005: Christy Hemme
- 2006: Candice Michelle
- 2007: Ashley Massaro
- 2008: Maria Kanellis

### Otros medios
A mediados de los 80, una versión animada de The Fabulous Moolah y Wendi Richter se incluyó en un CBS Saturday morning cartoon durante ese tiempo lucrativo, titulado Hulk Hogan's Rock 'n' Wrestling. Además, las dos aparecieron en videos musicales de Cyndi Lauper, "The Goonies 'R' Good Enough" y "She Bop". Sable entonces apareció como estrella invitada en un episodio de Pacific Blue en 1999 y Chyna aparecería como estrella invitada en MADtv y 3rd Rock from the Sun como Janice, una oficial de policía, así como en dos comerciales Stacker y fue una presentadora en los MTV Video Music Awards. En noviembre de 2001, Trish Stratus, Lita, y Stephanie McMahon aparecieron como concursantes en The Weakest Link's "Edición superestrellas de la WWF". Lita, Molly Holly, y Jacqueline aparecieron como concursantes en Fear Factor en febrero de 2002.
El 6 de abril de 2002 Lita apareció con un rol menor en Dark Angel., en marzo de 2004, ella apareció en un episodio de Headbangers Ball.
En 2007, Ashley, Torrie Wilson, Maryse, Brooke, Layla, y Kelly Kelly aparecieron en el video Throw It on Me, para el productor musical y rapero Timbaland. Ese mismo año Torrie Wilson, Candice, Michelle McCool, Maria, Layla, y Kristal aparecieron en un episodio del reality show estadounidense Project Runway (temporada 4), en la que se le pidió a los diseñadores diseñar un atuendo del ring par su Diva designada. En 2008, Layla, Mickie James, Kelly Kelly, y Melina aparecieron en el reality show estadounidense Celebrity Fit Club: Boot Camp para poner a las celebridades en forma. entre otros programas al que fueron invitadas se encuentra Psych, Smallville, Cupcake Wars, Ridiculousness, The Price is Right, Dominion, The Tonight Show Starring Jimmy Fallon y Jimmy Kimmel Live!.
En 2017 se anuncia que saldrá una colección de Barbie con las estrellas femeninas de la WWE como protagonistas, en esta estarán disponibles: Natalya, The Bella Twins, Alexa Bliss, Alicia Fox, Bayley, Sasha Banks, Charlotte Flair, Becky Lynch y Eva Marie.

### Videografía
Sesiones de fotos anuales:
- 1999: Come Get Some: The Women of the WWF
- 2000: Postcard From The Caribbean
- 2001: Divas in Hedonism
- 2002: Tropical Pleasure and Undressed
- 2003: Desert Heat
- 2004: South of the Border
- 2005: Viva Las Divas
- 2006: Divas Do New York
- 2007: Los Angeles
- 2008: Summer Skin

Otros:
- 1998: Sable Unleashed
- 2000: Chyna Fitness: More Than Meets the Eye
- 2001: Lita: It Just Feels Right
- 2003: Trish Stratus: 100% Stratusfaction Guaranteed
- 2005: $250,000 Raw Diva Search
- 2014: Stephanie McMahon: Fit Series
- 2018: Then, Now, Forever: The Evolution of WWE's Women's Division
- 2019: Trish & Lita: Best Friends, Better Rivals

### Videojuegos
Algunas de las mujeres que han pasado por la WWE han sido inmortalizadas en videojuegos famosos de diversas sagas pertenecientes a la compañía. Las mujeres a diferencia de los hombres se encuentran en menor cantidad e incluso hay ediciones que no las contienen, lo que provocó durante años el desagrado del público que las sigue, no fue hasta 2015 que su participación en videojuegos aumento debido a la gran demanda.
El videojuego WWE 2K23 tiene el roster femenino más extenso en un videojuego principal de la empresa, contando con 54 mujeres. WWE 2K20 tiene como protagonistas del modo Showcase a Sasha Banks, Charlotte Flair, Becky Lynch y Bayley, resaltando sus mejores momentos en 15 luchas que marcaron sus carreras:
- NXT TakeOver – Charlotte Flair c/ Ric Flair v. Natalya c/Bret Hart
- NXT TakeOver: Rival – Sasha Banks v. Charlotte Flair v. Bayley v. Becky Lynch
- NXT TakeOver: Brooklyn – Bayley v. Sasha Banks
- Night of Champions – Charlotte Flair c/Paige y Becky Lynch v. Nikki Bella c/Brie Bella y Alicia Fox
- WrestleMania 32 – Charlotte Flair c/Ric Flair v. Becky Lynch v. Sasha Banks
- Raw – Sasha Banks v. Charlotte c/Dana Brooke
- Backlash – Becky Lynch v. Alexa Bliss v. Carmella v. Naomi v. Natalya v. Nikki Bella
- Hell in a Cell – Charlotte Flair v. Sasha Banks
- Elimination Chamber – Becky Lynch v. Mickie James
- Raw – Bayley v. Charlotte Flair
- Fastlane – Sasha Banks v. Nia Jax
- WrestleMania 33 – Bayley v. Charlotte Flair v. Nia Jax v. Sasha Banks
- WrestleMania 34 – Charlotte Flair v. Asuka
- Evolution – Becky Lynch v. Charlotte Flair
- WrestleMania 35 – Becky Lynch v. Charlotte Flair v. Ronda Rousey

Otro de los videojuegos que tienen un modo historia con alguna luchadora como protagonista es WWE SmackDown vs. Raw 2010, el cual tiene a Natalya y Mickie James en el modo “Road To WrestleMania”, recreando la icónica historia entre esta última y Trish Stratus en 2006, con James en el papel de Trish.

### Controversias y sexismo

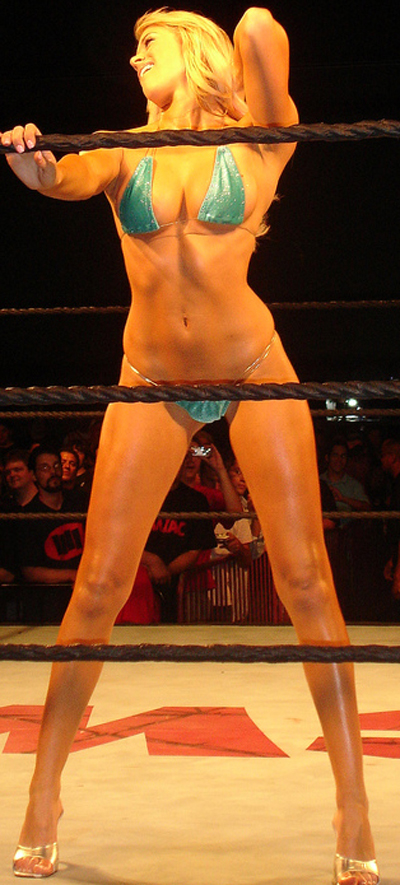
Kelly Kelly hizo su debut en ECW bajo el personaje de una bailarina exótica.

Tras el éxito mediático de Total Divas, varios fanáticos se vieron molestos por las bases del show, alegando que el reality deja ver el lado más "superficial y falso" de las luchadoras de la WWE. Al poco tiempo del estreno, AJ Lee hizo su famosa pipe-bomb misma que sirvió de antecedente en la guerra contra el reality y lo que éste simboliza para algunos. AJ aclaró años después que la promo estuvo principalmente dirigida al modelo de "luchadora hecha en la WWE" con base en modelos en lugar de atletas, y no a las protagonistas como tal, sin embargo, a su vez dijo que fue aprendida por varias mujeres en bastidores, incluso muchas tomaron una actitud mezquina contra ella desde entonces pues se sintieron profundamente heridas. Algunas de estas mujeres fueron las mismas The Bella Twins, quienes en su libro autobiografíco acusan a AJ (de forma indirecta) de ser la principal causante del odio que reciben a día de hoy, ataques que en su mayoría tienen una gran carga machista al ser principalmente slutshaming basándose en sus relaciones sentimentales con estrellas masculinas de alto rango, mismo elemento que fue reutilizado en muchas otras rivalidades en las que las mellizas participaron.
La WWE fue reconocida por hacer luchadoras partiendo de modelos, actrices y gimnastas, la mayoría de estas empezaban como valets de luchadores masculinos en la empresa para después ir en solitario abriéndose camino en la división femenina. Ellas eran protagonistas de luchas sexistas como las luchas Bra & Panties, donde el principal objetivo era desnudarse la una a la otra y "luchar" en ropa interior. El Campeonato de Divas fue catalogado como el campeonato más sexista de la lucha libre profesional. Dicha conclusión llegó después de que varias ex-campeonas arremetieran contra el diseño del cinturón, mismo que para ellas representaba la "perpetuación de estereotipos femeninos".

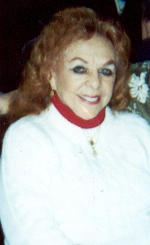
The Fabulous Moolah fue acusada por diversas personas de proxeneta, provocando la omisión de sus logros dentro de la WWE.

Hubo quejas internas debido a que luchas femeninas importantes fueron ganadas por varones travestidos (como pasó en WrestleMania 25). Otras ex-divas alegan que sus historias muchas de las veces eran canceladas, se les brindaba a lo mucho dos minutos para desarrollar una lucha en televisión y tenían prohibido "hacer movimientos de varones", mujeres como Trish Stratus, Melina, Victoria y Michelle McCool confirmaron haber sido aprendidas por el uso de dichas técnicas.
La mayoría de mujeres que formaban parte de la empresa tenían personajes similares,  algunas de éstas se encontraban semidesnudas casi todo el tiempo o participaban en historias como "distractores" o parejas de los luchadores. Algunas ocasiones se les insultaba por su aspecto físico o "poca moral", el mejor ejemplo fue la infidelidad de Amy Dumas a Matt Hardy con Adam Copeland, su problema de la vida real fue llevado a las pantallas por decisión creativa después de altercados reales entre los tres. Dumas reveló ser víctima de acoso por parte de fanáticos, quienes la insultaban en lugares públicos provocándole episodios de ansiedad siendo ésta una de las principales razones de su temprano retiro. De las historias más famosas se encuentran "The Original Screwjob", "Piggie James" y Trish Stratus ladrando en medio del cuadrilátero por órdenes de Vince McMahon, sin contar los numerosos ángulos lésbicos forzados entre ellas por el fan-service.
En 2015 durante una lucha entre Paige y Emma contra The Bella Twins (misma que tuvo una duración 30 segundos), gracias a esto se empezó lo que sería conocido posteriormente como "The Diva Revolution", provocado por los fanáticos que comentaban con el #GiveDivasAChance, este movimiento ocasionó que los directivos de la empresa comenzaran a renovar los rosters así como modificar los personajes, tipos de luchas y duración de las mismas, dando como resultado la extinción parcial de la palabra Diva, haciéndose esto oficial en WreslteMania 32, donde Lita además de anunciar que desde ese día las Divas serían llamadas "Superstars", dio por oficial el retiro del Campeonato de Divas y la introducción del Campeonato femenino de Raw y el Campeonato femenino de SmackDown. Casos de acoso laboral se han expuesto a lo largo de los años, la mayoría de estos relatados por ex-estrellas de la compañía como Michelle McCool, Maria Kanellis, Ariel, Sable, Amy Weber o Rochelle Loewen quienes confirmaron de primera mano haber sido amedrentadas verbal o físicamente por excompañeros, entre los nombres resaltaron Beth Phoenix, Batista, Randy Orton o X-Pack, con quienes tuvieron problemas serios que llevaron muchas veces a su renuncia.
En 2018 se revivió la controversia de The Fabulous Moolah, misma donde es acusada de proxenetismo por algunas excompañeras y exestudiantes de su academia de lucha libre, esto fue gracias al anuncio de la WWE para WrestleMania 34 donde Moolah sería honrada con un Battle Royal, los fanáticos empezaron a firmar peticiones en línea para quitar el nombre de la leyenda, incluso se sumaron personas pertenecientes al movimiento #MeToo, finalmente la empresa cedió a la presión social y la lucha fue cambiada de nombre.
En 2021 después del despido de Mickie James, la leyenda femenina reveló mediante una fotografía en su cuenta de Twitter que sus pertenencias habían sido enviadas en una bolsa de basura dentro de una caja de cartón sucia, al poco tiempo Triple H y Stephanie McMahon se disculparon con James despidiendo al responsable de tal acto, quien resultó ser Mark Carrano. Carrano fue acusado por otras ex-estrellas femeninas tales como Jillian Hall, Gail Kim y Maria Kanellis quienes habían tenido experiencias similares, aunque fue sorpresivo que los malos tratos del ex-director de talentos fueran enfocados casi exclusivamente a las estrellas del elenco femenino, mientras que algunas estrellas del elenco masculino lo acusaron de acoso sexual.
En Arabia Saudita se llevaría a cabo Greatest Royal Rumble, en dicho evento no podía participar ninguna mujer o anunciarlas en comerciales o mercancía. El elenco femenino se mostró molesto y demandó un evento exclusivo de mujeres, surgiendo meses después bajo el nombre WWE Evolution a finales del 2018. En 2019, Lacey Evans y Natalya serían las primeras mujeres en competir para el PPV Crown Jewel en Arabia Saudita; quienes accedieron por primera vez a tener un combate femenino en la cartelera. En 2020 tanto Sasha Banks como Nikki Bella, afirmaron que varias estrellas masculinas querían impedir que el Royal Rumble femenino del 2018 fuera la lucha estelar del PPV, incluso tuvieron que ensayar un final alternativo. Sin embargo, está no fue la primera ni última vez, pues en varios shows el tiempo de las luchas de mujeres es recortado para dárselo a la división masculina, así han asegurado varias ex-estrellas femeninas; un ejemplo reciente sería el especial del 30° aniversario de Raw.

## Campeonatos

### Campeonatos activos
| Campeonato                                       | Campeonas actuales                             | Fecha de victoria   | Campeonas anteriores        | Primeras campeonas   |
| ------------------------------------------------ | ---------------------------------------------- | ------------------- | --------------------------- | -------------------- |
| Campeonato Femenino de WWE                       | Tiffany Stratton                               | 3 de enero de 2025  | Nia Jax                     | Charlotte Flair      |
| Campeonato Mundial Femenino                      | Iyo Sky                                        | 3 de marzo de 2025  | Rhea Ripley                 | Becky Lynch          |
| Campeonato Femenino en Parejas de la WWE         | The Judgment Day (Liv Morgan,Raquel Rodríguez) | 21 de abril de 2025 | Becky Lynch y Lyra Valkyria | Sasha Banks y Bayley |
| Campeonato Femenino de NXT                       | Jacy Jayne                                     | 27 de mayo de 2025  | Stephanie Vaquer            | Paige                |
| Campeonato Norteamericano Femenino de NXT        | Sol Ruca                                       | 19 de abril de 2025 | Stephanie Vaquer            | Kelani Jordan        |
| Campeonato Speed Femenino de WWE                 | Sol Ruca                                       | 11 de abril de 2025 | Candice LeRae               | Candice LeRae        |
| Campeonato Femenino de los Estados Unidos de WWE | Giulia                                         | 27 de junio de 2025 | Zelina Vega                 | Chelsea Green        |
| Campeonato Femenino Intercontinental de WWE      | Becky Lynch                                    | 7 de junio de 2025  | Lyra Valkyria               | Lyra Valkyria        |

### Campeonatos inactivos
| Campeonato                               | Últimas campeonas         | Fecha de victoria        | Fecha en que el campeonato se retiró | Campeonas inaugurales               |
| ---------------------------------------- | ------------------------- | ------------------------ | ------------------------------------ | ----------------------------------- |
| Campeonato Femenino de la WWF/WWE        | Layla                     | 11 de mayo de 2010       | 19 de septiembre de 2010             | The Fabulous Moolah                 |
| Campeonato Femenino en Parejas de la WWF | Leilani Kai y Judy Martin | 8 de junio de 1988       | 4 de febrero de 1989                 | Velvet McIntyre y Princess Victoria |
| Campeonato de Divas de la WWE            | Charlotte Flair           | 20 de septiembre de 2015 | 3 de abril de 2016                   | Michelle McCool                     |
| Campeonato de Divas de la FCW            | Caylee Turner             | 29 de junio de 2012      | 14 de agosto de 2012                 | Naomi                               |
| Reina de FCW                             | Raquel Díaz               | 17 de noviembre de 2011  | 15 de marzo de 2012                  | Savannah                            |
| Campeonato Femenino de NXT UK            | Meiko Satomura            | 10 de junio de 2021      | 4 de septiembre de 2022              | Rhea Ripley                         |
| Campeonato Femenino en Parejas de NXT    | Isla Dawn y Alba Fyre     | 1 de abril de 2023       | 23 de junio de 2023                  | Dakota Kai y Raquel Rodríguez       |

### Otros logros
| Logro                             | Últimas ganadoras   | Fecha                    | Locación               | Notas |
| --------------------------------- | ------------------- | ------------------------ | ---------------------- | --- |
| Queen of the Ring                 | Jade Cargill        | 28 de junio de 2025      | Yeda, Arabia Saudita   | Derrotó a Asuka en la final del torneo. |
| Money in the Bank                 | Naomi               | 7 de junio de 2025       | Inglewood, Los Ángeles | Derrotó a Rhea Ripley, Roxanne Perez, Alexa Bliss, Giulia y Stephanie Vaquer, ganando el contrato. |
| Royal Rumble                      | Charlotte Flair     | 1 de febrero de 2025     | Indianápolis, Indiana  | Eliminó a Roxanne Perez para obtener la victoria. |
| WrestleMania Women's Battle Royal | Carmella            | 7 de abril del 2019      | Nueva Jersey           | Eliminó a Sarah Logan para obtener la victoria. |
| Dusty Rhodes Tag Team Classic     | Alba Fyre e Iyo Sky | 22 de marzo de 2022      | Orlando, Florida       | Habiendo ganado el torneo, tanto Sky como Fyre intercambiaron su oportunidad titular por los Campeonatos Femeninos en Parejas de NXT por otra en dirección al Campeonato Femenino de NXT de forma individual ante la campeona Mandy Rose y su retadora, Cora Jade. |
| WWE Mixed Match Challenge         | Carmella            | 16 de diciembre del 2018 | San José, California   | Carmella y R-Truth, derrotaron a Alicia Fox y Jinder Mahal en TLC ganando la segunda temporada del torneo. |
| Mae Young Classic                 | Toni Storm          | 28 de octubre del 2018   | Uniondale, New York    | Storm derroto a Io Shirai en la final del torneo en WWE Evolution. |
| NXT Breakout Tournament           | Lola Vice           | 31 de octubre de 2023    | Orlando, Florida       | Vice derroto a Kelani Jordan en la final del torneo. |

A lo largo de los años en la WWE, ha habido casos en los que el talento femenino ha ganado campeonatos masculinos disputados y ha sido parte de los principales torneos masculinos. En junio de 1999, Chyna se convirtió en la primera mujer en calificar para el King of the Ring. También es la primera y única mujer en ser contendiente número uno para el Campeonato de la WWF, sin embargo, perdió su puesto ante Mankind antes de SummerSlam en agosto. Más tarde ese año, Chyna se convirtió en la única mujer en ganar el Campeonato Intercontinental de la WWF después de derrotar a Jeff Jarrett en No Mercy el 17 de octubre. Con el tiempo, el año siguiente, Chyna ganaría el campeonato por segunda vez en una lucha por equipos mixta en SummerSlam.
Molly Holly (compitiendo como Mighty Molly), Trish Stratus y Terri Runnels ganaron el Campeonato Hardcore brevemente durante el año 2002. Dos años más tarde, Jacqueline ganó el Campeonato de peso crucero de la WWE (1991-2007), convirtiéndose en la única mujer en haber obtenido el campeonato dentro de WWE y la tercera mujer en general en haberlo ganado, ya que Alundra Blayze (compitiendo como Madusa) y Daffney lo ganaron dentro de la WCW.
Chyna, Beth Phoenix, Kharma y Nia Jax son las únicas mujeres en la historia de la compañía que han competido en un Royal Rumble masculina. Chyna es la única mujer en competir en dos ocasiones distintas, mientras que Phoenix y Jax son las únicas que han competido en las Rumbles de ambos sexos. En la edición de 2019 del PPV, Nia Jax también se convirtió en la primera persona en competir tanto en la Rumble masculina como en la femenina la misma noche. Chyna, Molly Holly, Trish Stratus, Terri Runnels, Jacqueline, Alundra Blayze, Kelly Kelly, Candice Michelle, Maria Kanellis, Carmella, Tamina, Alicia Fox, Dana Brooke, Nikki A.S.H, Doudrop y Alexa Bliss son las únicas mujeres en ganar un campeonato masculino dentro de la empresa.

### Top 5 Multi-campeonas
Cabe recordar que varias luchadoras han ganado campeonatos masculinos o intergénero, aunque en esta tabla solo se contabilizan los campeonatos femeninos. Los espacios en gris indican que el título no existía o estaba inactivo.
| N° | Luchadora       | Femenino (Raw) | Femenino (SmackDown) | Femenino (NXT) | Femenino (NXT UK) | Femenino (1956-2010) | Divas | Divas (FCW) | Tag Team WWE | Tag Team NXT | Tag Team WWF | Total reinados |
| -- | --------------- | -------------- | -------------------- | -------------- | ----------------- | -------------------- | ----- | ----------- | ------------ | ------------ | ------------ | -------------- |
| 1  | Charlotte Flair | Sí             | Sí                   | Sí             |                   |                      | Sí    |             | Sí           |              |              | 17             |
| 2  | Sasha Banks     | Sí             | Sí                   | Sí             |                   |                      | No    |             | Sí           |              |              | 10             |
| 3  | Becky Lynch     | Sí             | Sí                   | Sí             |                   |                      | No    |             | Sí           |              |              | 9              |
| 4  | Asuka           | Sí             | Sí                   | Sí             |                   |                      |       |             | Sí           |              |              | 9              |
| 5  | Trish Stratus   | No             | No                   | No             |                   | Sí                   |       |             | No           |              |              | 8              |

### Competencias
Clásicos (2017-2018, 2021)
A finales del 2016, se confirmó para el año siguiente el primer clásico femenino en WWE, una competencia internacional que funcionó de manera similar al WWE Cruiserweight Classic. El 23 de mayo del 2017, Triple H dio a conocer que llevaría el nombre de Mae Young Classic, en tributo a la leyenda femenina, el clásico hasta la fecha solo ha tenido dos ediciones. En enero del 2021 en NXT, se anunció la primera edición del Dusty Rhodes Tag Team Classic femenino.
| Ganadora   | Fecha en que ganó | Clásico                   |
| ---------- | ----------------- | ------------------------- |
| Kairi Sane | 2017              | Mae Young Classic (2017). |
| Toni Storm | 2018              | Mae Young Classic (2018). |

Diva Search (2003-2007, 2013)

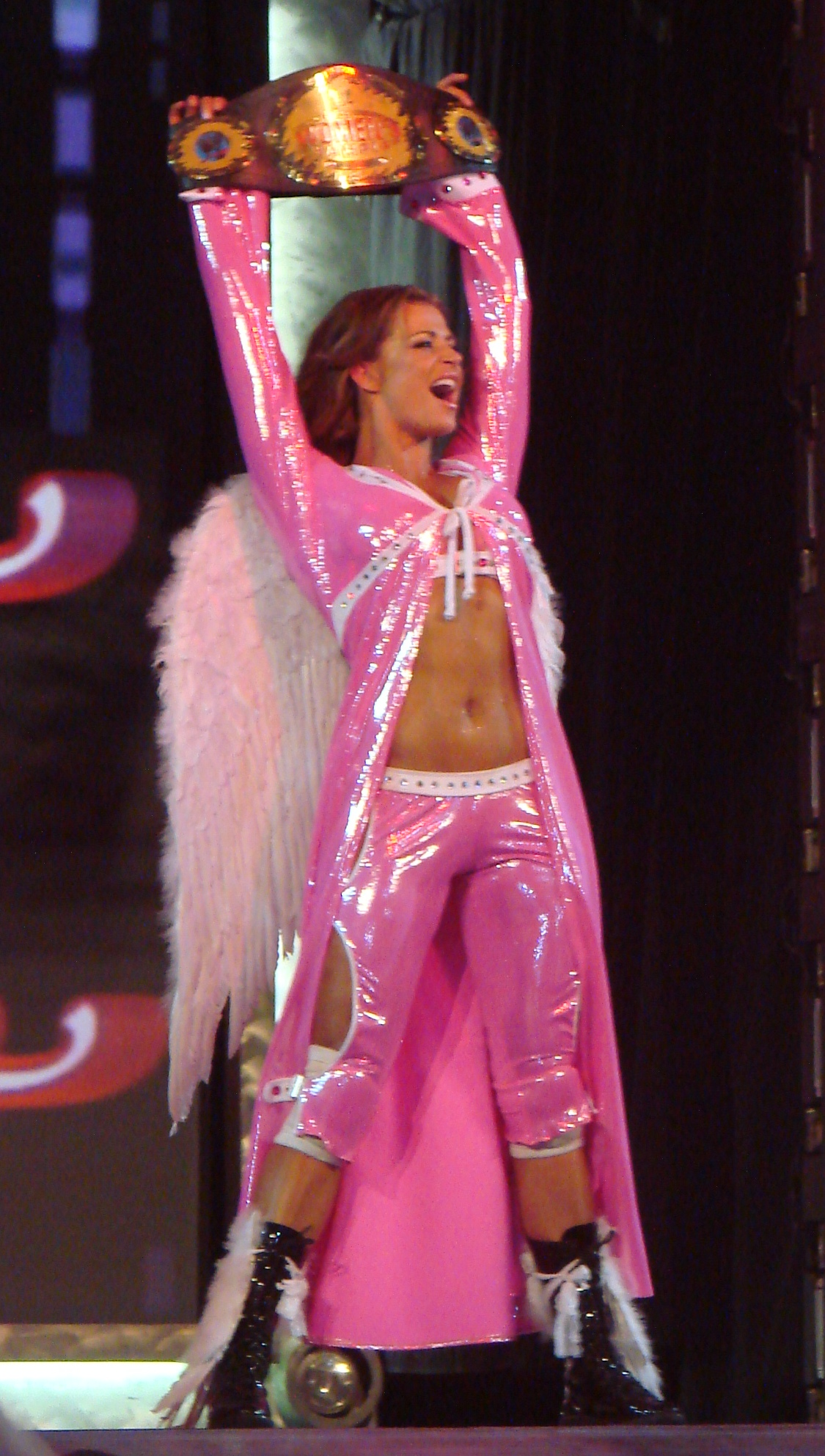
Candice Michelle, la primera concursante del Diva Search en obtener un campeonato dentro de WWE.

El WWE Diva Search fue una competencia entre mujeres establecida por la WWE en busca de talentos femeninos. Creado como un concurso real, tuvo 5 ediciones desde 2003 hasta 2007 y su regreso no televisado en 2013. El premio de la ganadora constaba en recibir un cheque de $100,000 dólares, previamente de $250,000 además de un año bajo contrato para entrenar y participar como luchadora, entrevistadora o mánager. A pesar de solo haber una ganadora, la empresa normalmente daba contratos de desarrollo a otras concursantes.
Candice Michelle fue la primera concursante en ganar un campeonato, Eve Torres fue la primera ganadora en obtener un campeonato y Layla es la única ganadora en obtener ambos campeonatos y un Slammy Award. Maria Kanellis, Michelle McCool, Ariel, Candice Michelle, Lana, Veronica Lane, Devin Taylor, Maryse, Rosa Mendes, Carmella DeCesare, Joy Giovanni, Kristal Marshall, Amy Weber, Savannah, Brooke Adams, Rochelle Lowen, Tiffany, Lena Yada, Rebecca DiPietro, JoJo, Nikki Bella y Brie Bella fueron aspirantes eliminadas que fueron posteriormente contratadas por la empresa.
Koepee fue la primera ganadora del concurso, sin embargo renunció pocos meses después al confesar que utilizó su victoria para ganar fama y ser contratada como modelo. El 29 de marzo del 2015, la compañía anunció el regreso del concurso para otoño del mismo año, sin embargo, fue cancelado sin haberse estrenado por la transición de la división femenina, quienes pasaron de ser divas a superestrellas.
| Ganadora       | Fecha en que ganó |
| -------------- | ----------------- |
| Jaime Koepee   | 2003              |
| Christy Hemme  | 2004              |
| Ashley Massaro | 2005              |
| Layla          | 2006              |
| Eve Torres     | 2007              |
| Eva Marie      | 2013              |

WWE NXT : Reality Show (2010)

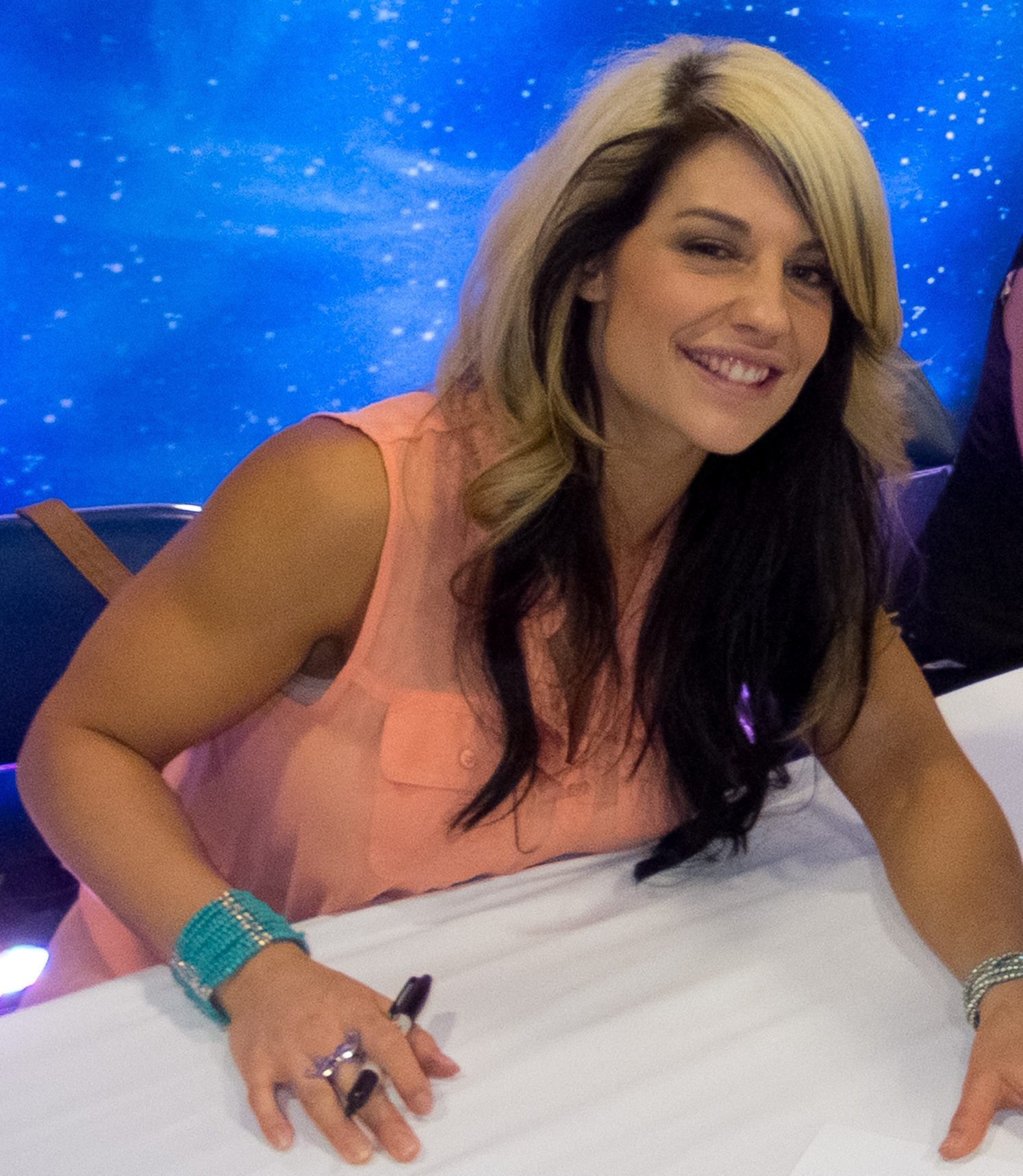
Kaitlyn, la única ganadora de la edición reality show de WWE NXT y primera campeona egresada de la tercera marca.

En 2010, NXT estrenó su tercera temporada con mujeres como protagonistas (Aloisia, AJ Lee, Aksana, Naomi, Maxine y Jamie Keyes), es ahí donde divas de FCW y nuevos rostros compitieron por un lugar en la lista principal. Antes del estreno de la temporada, Lindsay (Aloisia) fue despedida y posteriormente reemplazada por Kaitlyn; Lo que motivo su despido fue la filtración de fotos íntimas suyas en internet poco después de haber sido anunciada para la temporada.
Kaitlyn resultó ganadora de dicha edición y las demás participantes (a excepción de Keyes) fueron ascendidas a la lista principal. La ganadora, AJ y Aksana fueron enviadas a SmackDown en 2011, mientras que Maxine permanecería en WWE NXT, marca que recién se estaba estableciendo. Naomi no debutaría hasta 2012 como bailarina de Brodus Clay junto a Cameron.
Tough Enough (2001- 2002, 2015)
Es otro tipo de reality también dirigido por WWE, este tiene como base a poner a participar a la misma cantidad de hombres y mujeres, varias estrellas femeninas de la empresa han participado aquí, a diferencia de Diva Search en esta competencia se prueba su habilidad en el ring así como sus habilidades de actuación y convivencia. Así como en otras competencias de la WWE, hubo concursantes eliminadas que fueron posteriormente contratadas como lo fueron Melina, Cameron, Ivelisse Vélez, Caylee Turner, Sonya Deville, Mandy Rose, Chelsea Green y Shotzi.
| Ganadora     | Fecha en que ganó | Notas |
| ------------ | ----------------- | ----- |
| Nidia        | 2001              |       |
| Jackie Gayda | 2002              |       |
| Shaniqua     | 2002              |       |
| Sara Lee     | 2015              |       |

Otros

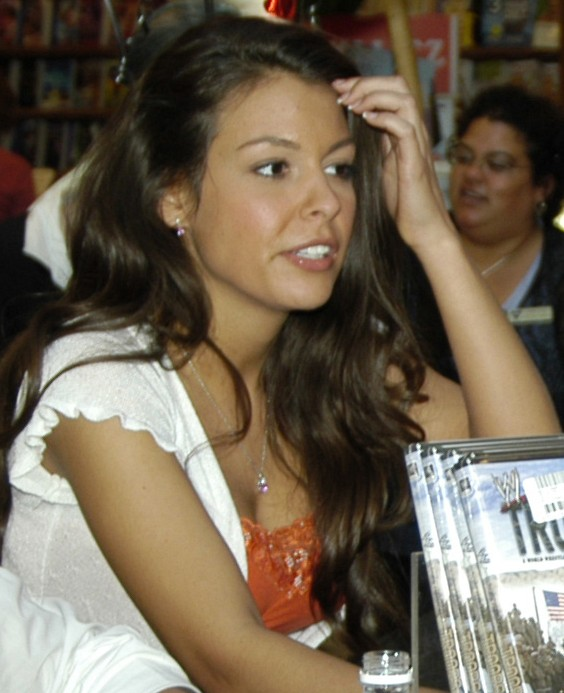
Joy Giovanni ganadora del Rookie Diva of the Year.

°The Babe of the Year del año fue un concurso donde los fanes votaban por su Diva favorita ese año, Trish Stratus ganó la competencia inaugural en 2001 por lo que tenía su propio minisitio en WWE.com, este premio fue modificado al "Slammy Award: Diva of the Year".
°Rookie Diva of the Year, fue el único Concurso de Diva Novata del año fue en No Way Out de 2005, donde Joy Giovanni venció a Michelle McCool, Lauren Jones, y Rochelle Loewen. Giovanni recibió más de la mitad de Votos, seguido de McCool quien tuvo el 20 % de los votos, mientras que Loewen obtuvo alrededor del 10 % de los votos y Jones tan solo recibió el 6 % de los votos. La competencia fue dirigida por Torrie Wilson y Dawn Marie.
°Diva of the Decade, Trish Stratus fue nombrada como "Diva de la década" en un episodio especial del décimo aniversario de WWE en Raw, las otras nominadas fueron Sable, Sunny, Lita, y Chyna.

## Reconocimientos

### Salón de la fama

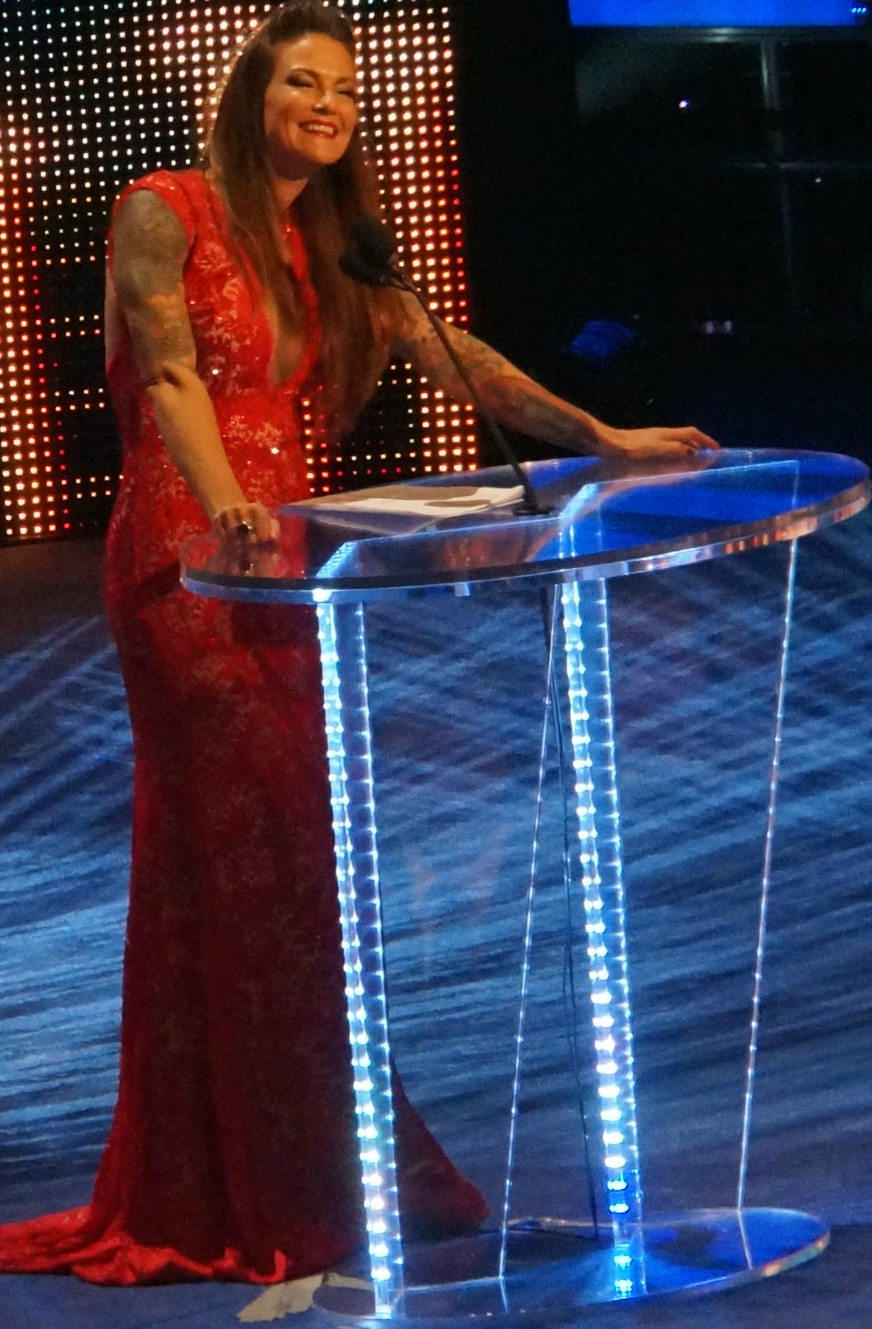
Lita durante su inducción en 2014.

| Leyenda (s)                    | Año  | Notas |
| ------------------------------ | ---- | --- |
| The Fabulous Moolah            | 1995 | |
| Sensational Sherri             | 2006 | |
| Mae Young                      | 2008 | |
| Wendi Richter                  | 2010 | |
| Sunny                          | 2011 | |
| Trish Stratus                  | 2013 | |
| Lita                           | 2014 | |
| Alundra Blayze                 | 2015 | |
| Jacqueline                     | 2016 | |
| Joan Lunden                    | 2016 | Warrior Award |
| Mildred Burke                  | 2016 | Legacy Award |
| Beth Phoenix                   | 2017 | |
| Judy Grable                    | 2017 | Legacy Award |
| June Byers                     | 2017 | Legacy Award |
| Ivory                          | 2018 | |
| Cora Combs                     | 2018 | Legacy Award |
| Chyna                          | 2019 | en conjunto como DX. |
| Torrie Wilson                  | 2019 | |
| Luna Vachon                    | 2019 | Legacy Award |
| Sue Aitchison                  | 2019 | Warrior Award |
| The Bella Twins (Brie y Nikki) | 2021 | Las gemelas serían inducidas en la edición del 2020, sin embargo, a raíz del COVID-19 su ceremonia fue cancelada y celebrada en la edición del año siguiente. |
| Molly Holly                    | 2021 | |

### Slammy Awards

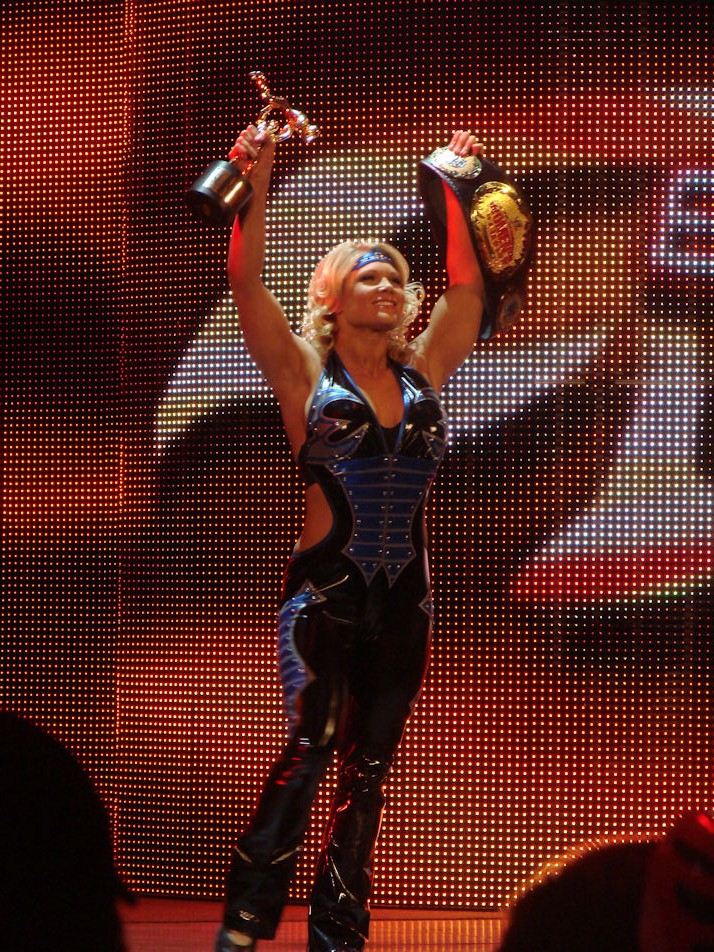
Beth Phoenix sosteniendo un Slammy y el Campeonato femenino de la WWE.

| Diva/Mujer del año | Fecha en que ganó       |
| ------------------ | ----------------------- |
| Miss Elizabeth     | 17 de diciembre de 1987 |
| Sable              | 21 de marzo de 1997     |
| Trish Stratus      | Diva de la Década       |
| Beth Phoenix       | 8 de diciembre de 2008  |
| Maria Kanellis     | 14 de diciembre de 2009 |
| Michelle McCool    | 13 de diciembre de 2010 |
| Kelly Kelly        | 12 de diciembre de 2011 |
| AJ Lee             | 17 de diciembre de 2012 |
| The Bella Twins    | 9 de diciembre de 2013  |
| AJ Lee (2)         | 8 de diciembre de 2014  |
| Nikki Bella        | 21 de diciembre de 2015 |
| Sasha Banks        | 23 de diciembre de 2020 |

| Otros premios                     | Ganadora                                                        | Fecha en que ganó       |
| --------------------------------- | --------------------------------------------------------------- | ----------------------- |
| Best Buns                         | Sunny                                                           | 30 de marzo de 1996     |
| Mánager del año                   | Sunny                                                           | 30 de marzo de 1996     |
| Mejor Vestida                     | Sable                                                           | 21 de marzo de 1997     |
| Pareja del año                    | Vickie Guerrero (con Edge)                                      | 8 de diciembre de 2008  |
| Mejor uso de equipos de ejercicio | Rosa Mendes                                                     | 13 de diciembre de 2010 |
| Cabeza hueca del año              | LayCool (Layla y Michelle McCool)                               | 13 de diciembre de 2010 |
| Momento Divalicious del año       | Kelly Kelly                                                     | 12 de diciembre de 2011 |
| Beso del año                      | AJ Lee con John Cena                                            | 18 de diciembre de 2012 |
| Pareja del año                    | Brie Bella (con Daniel Bryan), a través de through WWE.com      | 9 de diciembre de 2013  |
| Mejores pasos de baile del año    | The Funkadactyls (Naomi y Cameron), a través de through WWE.com | 9 de diciembre de 2013  |
| Insulto del año                   | Stephanie McMahon                                               | 9 de diciembre de 2013  |
| Pareja del año                    | Brie Bella (con Daniel Bryan)                                   | 8 de diciembre de 2014  |
| Momento más asombroso del año     | Ronda Rousey (con The Rock)                                     | 21 de diciembre de 2015 |

### Year–End Awards
| Premio | Ganadora                                | Fecha en que ganó                                |
| ------ | --------------------------------------- | ------------------------------------------------ |
| 2018   | Superestrella femenina del año          | Becky Lynch                                      |
| 2018   | Gerente General del año                 | Paige                                            |
| 2018   | Lucha del año                           | Becky Lynch vs. Charlotte Flair en WWE Evolution |
| 2018   | Insulto del año                         | La promo de Ronda Rousey contra Nikki Bella      |
| 2018   | Superestrella más infravalorada del año | Naomi                                            |
| 2019   | Superestrella femenina del año          | Becky Lynch (2)                                  |
| 2019   | Equipo femenino del año                 | The Kabuki Warriors (Asuka y Kairi Sane)         |

### NXT Year-End Awards
| Premio                           | Ganadora                                         | Fecha en que ganó    |
| -------------------------------- | ------------------------------------------------ | -------------------- |
| Competidora del año              | Bayley                                           | 13 de enero del 2016 |
| Lucha del año                    | Sasha Banks vs. Bayley en NXT TakeOver: Brooklyn | 13 de enero del 2016 |
| Competidora del año              | Asuka                                            | 28 de enero del 2017 |
| Superestrella en ascenso del año | The IIconics (Billie Kay y Peyton Royce)         | 28 de enero del 2017 |
| Competidora del año              | Asuka                                            | 27 de enero de 2018  |
| Competidor del año               | Asuka                                            | 27 de enero de 2018  |
| Competidora del año              | Kairi Sane                                       | 26 de enero de 2019  |
| Competidor del año               | Kairi Sane                                       | 26 de enero de 2019  |
| Futura Estrella de NXT           | Io Shirai                                        | 26 de enero de 2019  |
| Competidora del año              | Shayna Baszler                                   | 1 de enero de 2020   |
| Futura Estrella de NXT           | Dakota Kai                                       | 1 de enero de 2020   |
| Competidora del año              | Io Shirai                                        | 6 de enero de 2021   |
| Competidor del año               | Io Shirai                                        | 6 de enero de 2021   |
| Superestrella en ascenso del año | Shotzi Blackheart                                | 6 de enero de 2021   |

### Pro Wrestling Illustratedawards

#### PWI Female
| Año  | 1               | 2               | 3               | 4               | 5           | 6               | 7            | 8               | 9               | 10               |
| ---- | --------------- | --------------- | --------------- | --------------- | ----------- | --------------- | ------------ | --------------- | --------------- | ---------------- |
| 2008 | —               | Beth Phoenix    | —               | Mickie James    | —           | —               | —            | Melina          | Michelle McCool | Candice Michelle |
| 2009 | Mickie James    | —               | Melina          | —               | —           | —               | Beth Phoenix | Michelle McCool | Maryse          | —                |
| 2010 | Michelle McCool | —               | —               | —               | Eve Torres  | —               | Beth Phoenix | Mickie James    | —               | Alicia Fox       |
| 2011 | —               | —               | —               | Natalya         | —           | —               | Beth Phoenix | —               | —               | —                |
| 2012 | —               | Beth Phoenix    | —               | —               | —           | Layla           | —            | —               | —               | —                |
| 2013 | —               | —               | —               | —               | Kaitlyn     | —               | —            | —               | AJ Lee          | —                |
| 2014 | Paige           | AJ Lee          | —               | —               | —           | —               | —            | —               | Natalya         | Charlotte Flair  |
| 2015 | Nikki Bella     | Paige           | Sasha Banks     | —               | —           | Charlotte Flair | Naomi        | —               | —               | —                |
| 2016 | Charlotte Flair | Sasha Banks     | Asuka           | Becky Lynch     | Bayley      | —               | Natalya      | —               | —               | —                |
| 2017 | Asuka           | Charlotte Flair | Alexa Bliss     | Sasha Banks     | Bayley      | —               | Natalya      | —               | Naomi           | Kairi Sane       |
| 2018 | Ronda Rousey    | Alexa Bliss     | Charlotte Flair | Io Shirai       | Asuka       | Shayna Baszler  | Carmella     | Nia Jax         | —               | Kairi Sane       |
| 2019 | Becky Lynch     | Charlotte Flair | Ronda Rousey    | Shayna Baszler  | —           | Bayley          | Natalya      | Io Shirai       | —               | —                |
| 2020 | Bayley          | Becky Lynch     | Asuka           | Charlotte Flair | Sasha Banks | —               | —            | —               | Io Shirai       | —                |
| 2021 | Bianca Belair   | —               | —               | —               | —           | Sasha Banks     | —            | Io Shirai       | —               | Raquel González  |
| 2022 | —               | Bianca Belair   | —               | Becky Lynch     | —           | —               | —            | Charlotte Flair | —               | —                |
| 2023 | Rhea Ripley     | —               | Bianca Belair   | —               | —           | —               | —            | —               | —               | —                |

#### Mujer del año

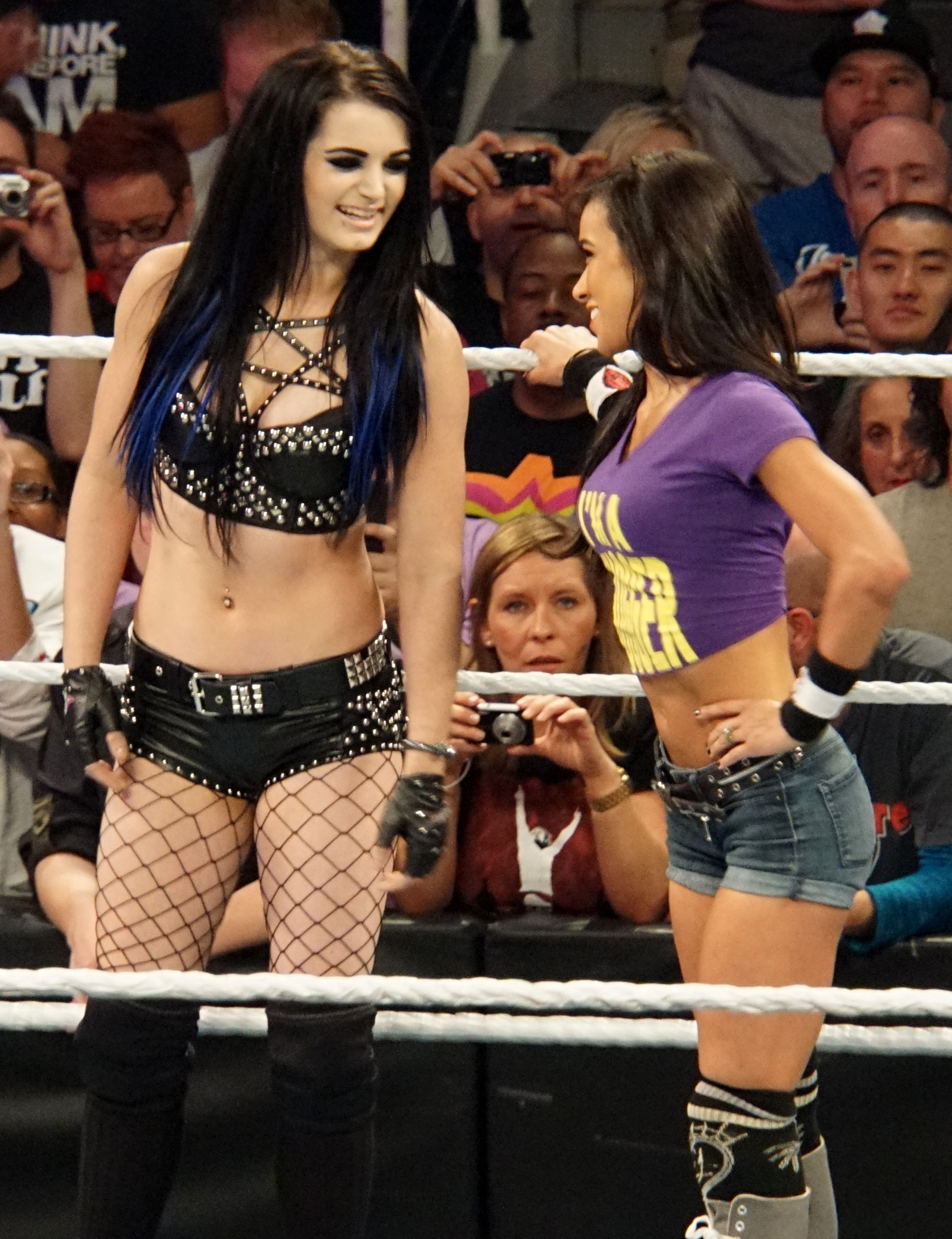
AJ Lee y Paige en 2015.

| Año  | Ganadora          |
| ---- | ----------------- |
| 2000 | Stephanie McMahon |
| 2001 | Lita              |
| 2002 | Trish Stratus     |
| 2003 | Trish Stratus (2) |
| 2004 | Victoria          |
| 2005 | Trish Stratus (3) |
| 2006 | Trish Stratus (4) |
| 2007 | Candice Michelle  |
| 2008 | Beth Phoenix      |
| 2009 | Mickie James      |
| 2010 | Michelle McCool   |
| 2011 | Kelly Kelly       |
| 2012 | AJ Lee            |
| 2013 | AJ Lee (2)        |
| 2014 | AJ Lee (3)        |
| 2015 | Sasha Banks       |
| 2016 | Charlotte Flair   |
| 2017 | Asuka             |
| 2018 | Becky Lynch       |
| 2019 | Becky Lynch (2)   |
| 2020 | Bayley            |
| 2022 | Bianca Belair     |

#### Otros reconocimientos
| Premio                             | Ganadora | Año  |
| ---------------------------------- | --- | ---- |
| Mánager del año                    | Sunny | 1996 |
| Mánager del año                    | Debra | 1999 |
| Luchador/a que más ha mejorado     | Candice Michelle | 2007 |
| Novato/a del año                   | Charlotte Flair | 2014 |
| Luchador/a más inspiradora del año | Bayley | 2015 |
| Lucha del año                      | Bayley vs. Sasha Banks en NXT TakeOver: Respect en el Iron Woman Match de 30 minutos por el Campeonato femenino de NXT | 2015 |
| Rivalidad del año                  | Charlotte Flair vs. Sasha Banks                                                                                        | 2016 |
| Luchador/a más inspirador del año  | Bayley | 2016 |
| Novato/a del año                   | Nia Jax | 2016 |
| Novato/a del año                   | Ronda Rousey | 2018 |
| Luchador/a más popular del año     | Becky Lynch | 2019 |
| Equipo del año                     | Sasha Banks y Bayley                                                                                                   | 2020 |